# 西郷隆盛
西郷 隆盛（さいごう たかもり、旧字体：西鄕 隆󠄁盛󠄁、1828年1月23日（文政10年12月7日）- 1877年（明治10年）9月24日）は、幕末から明治初期の日本の政治家、軍人。
薩摩国薩摩藩の下級藩士・西郷吉兵衛隆盛の長男。諱は元服時に隆永（たかなが）のちに武雄・隆盛（たかもり）と名を改めた。幼名は小吉、通称は吉之介、善兵衛、吉兵衛、吉之助と順次変更。号は南洲（なんしゅう）。西郷隆盛は父と同名であるが、これは王政復古の章典で位階を授けられる際に親友の吉井友実が誤って父・吉兵衛の名で届け出てしまい、それ以後は父の名を名乗ったためである。一時、西郷三助・菊池源吾・大島三右衛門・大島吉之助などの変名も名乗った。

## 生涯
本項で、年月日は明治5年12月2日までは旧暦（太陰太陽暦）である天保暦、明治6年1月1日以後は新暦（太陽暦）であるグレゴリオ暦を用い、和暦を先に、その後ろの（）内にグレゴリオ暦を書く。
西郷家の初代は熊本から鹿児島に移り、鹿児島へ来てからの7代目が父・吉兵衛隆盛、8代目が吉之助隆盛である。次弟は戊辰戦争（北越戦争・新潟県長岡市）で戦死した西郷吉二郎（隆廣）、三弟は明治政府の重鎮西郷従道（通称は信吾、号は竜庵）、四弟は西南戦争で戦死した西郷小兵衛（隆雄、隆武）。大山巌（弥助）は従弟、川村純義（与十郎）も親戚である。西郷隆盛の生家の詳細は西郷隆盛家を参照。
薩摩藩の下級武士であったが、藩主の島津斉彬の目にとまり抜擢され、当代一の開明派大名であった斉彬の身近にあって、強い影響を受けた。斉彬の急死で失脚し、奄美大島に流される。その後復帰するが、新藩主島津忠義の実父で事実上の最高権力者の島津久光と折り合わず、再び沖永良部島に流罪に遭う。しかし、家老・小松清廉（帯刀）や大久保利通の後押しで復帰し、元治元年（1864年）の禁門の変以降に活躍し、薩長同盟の成立や王政復古に成功し、戊辰戦争を巧みに主導した。江戸総攻撃を前に勝海舟らとの降伏交渉に当たり、幕府側の降伏条件を受け入れて、総攻撃を中止した（江戸無血開城）。
その後、薩摩へ帰郷したが、明治4年（1871年）に参議として新政府に復職。さらにその後には陸軍大将・近衛都督を兼務した。1873年（明治6年）、大久保、木戸ら岩倉使節団の外遊中に発生した朝鮮との国交回復問題では開国を勧める遣韓使節として自らが朝鮮に赴くことを提案し、帰国した大久保らと対立、この結果の政変で江藤新平、板垣退助らとともに下野、再び鹿児島に戻り、私学校で教育に専念する。佐賀の乱、神風連の乱、秋月の乱、萩の乱など士族の反乱が続く中で、1877年（明治10年）に私学校生徒の暴動から起こった西南戦争の指導者となるが、敗れて城山で自刃した。
死後十数年を経て名誉を回復され、位階は贈正三位。功により、継嗣の寅太郎が侯爵となる。

### 幼少・青年時代

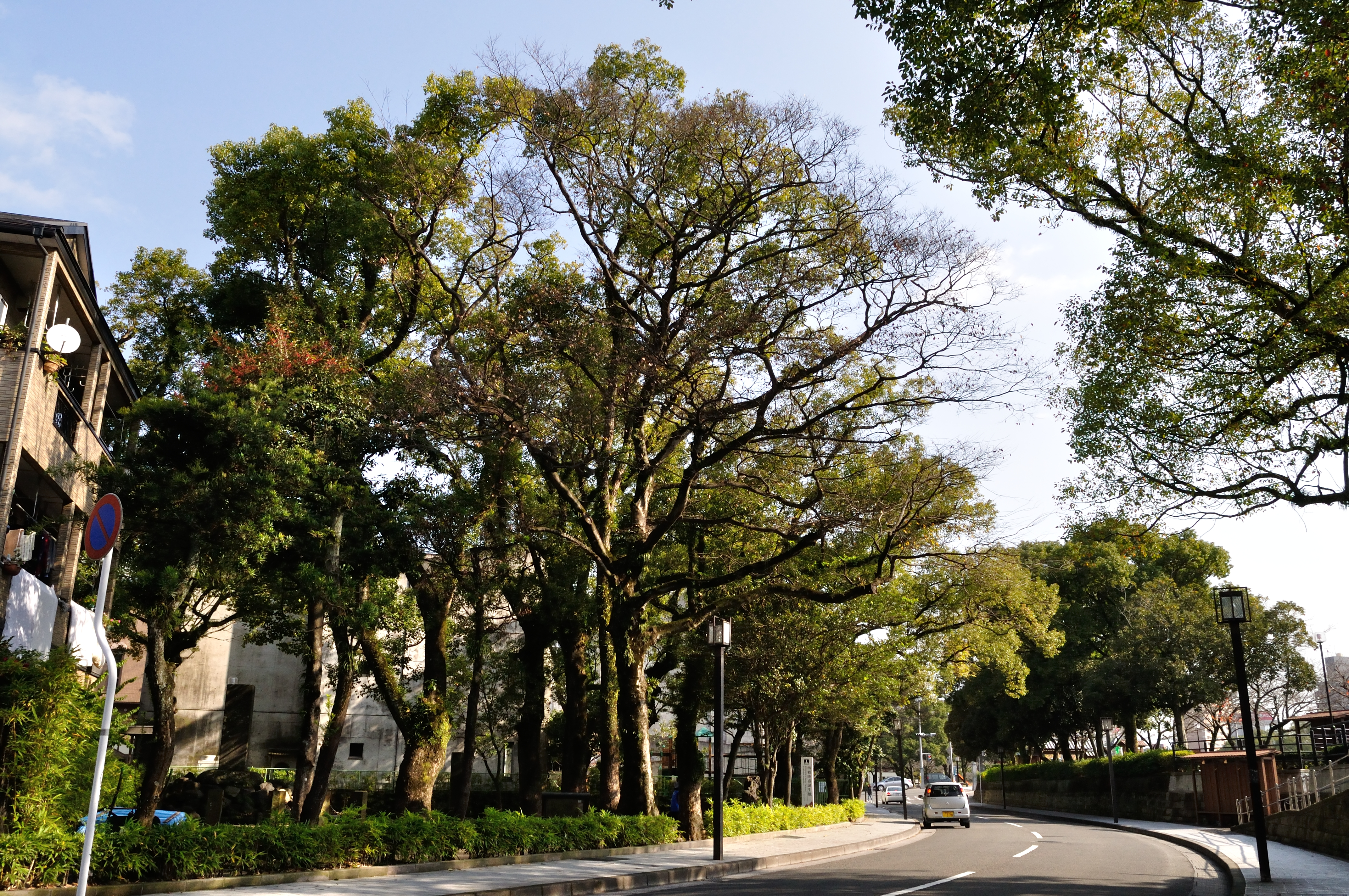
生誕地付近（鹿児島市加治屋町）

文政10年12月7日（1828年1月23日）、薩摩国鹿児島城下加治屋町山之口馬場（下加治屋町方限）で、御勘定方小頭の西郷九郎隆盛（のち吉兵衛隆盛に改名、禄47石余）の長男(第一子)として生まれる。西郷氏の家格は御小姓与であり、下から2番目の身分である下級藩士であった。本姓は藤原姓（系譜参照）を称するが明確ではない。先祖は肥後国の菊池氏の庶家とされ、その家臣であったと伝わる。江戸時代の元禄年間に島津氏が支配する薩摩藩士になる。
天保10年（1839年）、郷中（ごじゅう）仲間と月例のお宮参りに行った際、他の郷中と友人とが喧嘩しそうになり喧嘩の仲裁に入るが、上組の郷中が抜いた刀が西郷の右腕内側の神経を切ってしまう。西郷は三日間高熱に浮かされたものの一命は取り留めるが、刀を握れなくなったため武術を諦め、学問で身を立てようと志した。刀が握れないなりに武術の部分に関しては相撲を習った。
天保12年（1841年）、元服し吉之介隆永と名乗る。この頃に下加治屋町（したかじやまち）郷中の二才組（にせこ）に昇進した。

### 郡方書役時代
弘化元年（1844年）、郡奉行・迫田利済配下となり、郡方書役助をつとめ、御小姓与（おこしょうあずかり 一番組小与八番）に編入された。弘化4年（1847年）、郷中の二才頭となった。嘉永3年（1850年）、高崎崩れ（お由羅騒動）で赤山靭負（ゆきえ）が切腹し、赤山の御用人をしていた父から切腹の様子を聞き、血衣を見せられた。これ以後、世子・島津斉彬の襲封を願うようになった。
伊藤茂右衛門に陽明学、福昌寺（島津家の菩提寺）の無参和尚に禅を学ぶ。この年、赤山らの遺志を継ぐために、近思録崩れの秩父季保愛読の『近思録』を輪読する会を大久保正助（利通）、税所喜三左衛門（篤）、吉井幸輔（友実）、伊地知竜右衛門（正治）、有村俊斎（海江田信義）らとつくった。

### 斉彬時代
嘉永4年2月2日（1851年3月4日）、島津斉興が隠居し、島津斉彬が薩摩藩主になった。嘉永5年（1852年）、父母の勧めで伊集院兼寛の姉・須賀と結婚したが、7月に祖父・遊山、9月に父・吉兵衛、11月に母・マサが相次いで死去し、一人で一家を支えなければならなくなった。嘉永6年（1853年）2月、家督相続を許可されたが、役は郡方書役助と変わらず、禄は減少して41石余であった。この頃に通称を吉之介から善兵衛に改めた。12月、ペリーが浦賀に来航し、攘夷問題が起き始めた。
安政元年（1854年）、上書が認められると斉彬の江戸参勤に際し、中御小姓として御供するよう任ぜられ、江戸に赴いた。4月、「御庭方役」となり、当代一の開明派大名であった斉彬から直接教えを受けるようになり、またぜひ会いたいと思っていた碩学・藤田東湖にも会い、国事について教えを受けた。鹿児島では11月に、貧窮の苦労を見かねた妻の実家、伊集院家が西郷家から須賀を引き取ってしまい、以後、二弟の吉二郎が一家の面倒を見ることになった。
安政2年（1855年）、西郷家の家督を継ぎ、善兵衛から吉兵衛へ改める（8代目吉兵衛）。12月、越前藩士・橋本左内が来訪し、国事を話し合い、その博識に驚く。この頃から政治活動資金を時々、斉彬の命で賜るようになる。安政3年（1856年）5月、武田耕雲斎と会う。7月、斉彬の密書を水戸藩の徳川斉昭に持って行く。12月、第13代将軍・徳川家定と斉彬の養女・篤姫（敬子）が結婚。この頃の斉彬の考え方は、篤姫を通じて一橋家の徳川慶喜を第14代将軍にし、賢侯の協力と公武親和によって幕府を中心とした中央集権体制を作り、開国して富国強兵をはかって露英仏など諸外国に対処しようとするもので、西郷はその手足となって活動した。
安政4年（1857年）4月、参勤交代の帰途に肥後熊本藩の長岡監物・津田山三郎と会い、国事を話し合った。5月、帰藩。次弟・吉二郎が御勘定所書役、三弟・信吾が表茶坊主に任ぜられた。10月、徒目付・鳥預の兼務を命ぜられた。11月、藍玉の高値に困っていた下関の白石正一郎に薩摩の藍玉購入の斡旋をし、以後、白石宅は薩摩人の活動拠点の一つになった。12月、江戸に着き、将軍継嗣に関する斉彬の密書を越前藩主・松平慶永（春嶽）に持って行き、この月内、橋本左内らと一橋慶喜擁立について協議を重ねた。翌安政5年（1858年）1-2月、橋本左内、梅田雲浜らと書簡を交わし、中根雪江が来訪するなど情報交換し、3月には篤姫から近衛忠煕への書簡を携えて京都に赴き、僧・月照らの協力で慶喜継嗣のための内勅降下をはかったが失敗した。
5月、彦根藩主・井伊直弼が大老となった。直弼は、6月に日米修好通商条約に調印し、次いで紀州藩主・徳川慶福（家茂）を将軍継嗣に決定した。7月には不時登城を理由に徳川斉昭に謹慎、松平慶永に謹慎・隠居、徳川慶喜に登城禁止を命じ、まず一橋派への弾圧から強権を振るい始めた（広義の安政の大獄開始）。この間、西郷は6月に鹿児島へ帰り、松平慶永からの江戸・京都情勢を記した書簡を斉彬にもたらし、すぐに上京し、梁川星巌・春日潜庵らと情報交換した。7月8日、斉彬は鹿児島城下天保山で薩軍の大軍事調練を実施したが、7月16日、急逝した。斉彬の遺言により、斉彬の弟・島津久光の長男茂久を仮養子とし、家督相続することになるが、藩の実権は茂久の祖父・斉興や、後見人として国父となった父・久光が握った。

### 大島潜居前後
安政5年7月27日（1858年9月4日）、京都で斉彬の訃報を聞き、殉死しようとしたが、月照らに説得されて斉彬の遺志を継ぐことを決意した。8月、近衛家から託された孝明天皇の内勅を水戸藩・尾張藩に渡すため江戸に赴いたが、できずに京都へ帰った。以後9月中旬頃まで諸藩の有志および有馬新七、有村俊斎、伊地知正治らと大老・井伊直弼を排斥し、それによって幕政の改革をしようと謀った。しかし、9月9日に梅田雲浜が捕縛され、尊攘派に危機が迫ったので、近衛家から保護を依頼された月照を伴って伏見へ脱出し、伏見からは有村俊斎らに月照を託し、大坂を経て鹿児島へ送らせた。
9月16日、再び上京して諸志士らと挙兵を図ったが、捕吏の追及が厳しいため、9月24日に大坂を出航し、下関経由で10月6日に鹿児島へ帰った。捕吏の目を誤魔化すために藩命で西郷三助と改名させられた。11月、平野国臣に伴われて月照が鹿児島に着くが、幕府の追及を恐れた藩当局は月照らを東目（日向国）へ追放するという名目で道中での斬り捨てを企図した。月照・平野、付き添いの足軽阪口周右衛門らとともに乗船したが、前途を悲観して、16日夜半、竜ヶ水沖で月照とともに入水した。すぐに平野らが救助したが、月照は死亡し、西郷は運良く蘇生し同志の税所喜三左衛門がその看病にあたったが、回復に一ヶ月近くかかった。藩当局は死んだものとして扱い、幕府の捕吏に西郷と月照の墓を見せたので、捕吏は月照の下僕・重助を連れて引き上げた。
12月、藩当局は、幕府の目から隠すために西郷の職を免じ、奄美大島に潜居させることにした。12月末日、菊池源吾と変名して安政6年1月4日（1859年2月6日）、伊地知正治、大久保利通、堀仲左衛門（次郎）等に後事を託して山川港を出航し、七島灘を乗り切り、名瀬を経て、1月12日に潜居地の奄美大島龍郷村阿丹崎に着いた。当時、龍郷には屋入銅山があり、当地の有力者で薩摩藩から士族の身分を与えられた田畑氏（龍氏）が銅山を管理し、採掘した銅を船で鹿児島へ送る目付け役として薩摩藩士が二年交代で赴任・駐在していたが、隆盛がその役職に抜擢されて、奄美大島に派遣された。島では美玉新行の空家を借り、自炊した。間もなく重野安繹の慰問を受け、以後、大久保利通、税所篤、吉井友実、有村俊斎、堀仲左衛門らの書簡や慰問品が何度も届き、西郷も返書を出して情報入手に努めた。この間11月、龍家の一族、佐栄志の娘・とま（愛加那）を紹介されて島妻とした。当初、扶持米は6石であったが、万延元年には12石に加増された。また留守家族にも家計補助のために藩主から下賜金が与えられた。来島当初は流人としての扱いを受け、孤独に苦しんだ。しかし、島の子供3人の教育を依頼され、間切横目・藤長から親切を受け、島妻を娶るにつれ、徐々に島での生活に馴染み、万延2年1月2日（1861年2月11日）には菊次郎が誕生した。文久元年（1861年）9月、三弟の竜庵が表茶坊主から還俗して信吾と名乗った。11月、見聞役・木場伝内（木場清生）と知り合った。

### 寺田屋騒動前後
文久元年（1861年）10月、久光は公武周旋に乗り出す決意をして要路重臣の更迭を行ったが、京都での手づるがなく、小納戸役の大久保、堀次郎らの進言で西郷に召還状を出した。西郷は11月21日にこれを受け取ると、世話になった人々への挨拶を済ませ、愛加那の生活が立つようにしたのち、文久2年1月14日（1862年2月12日）に阿丹崎を出帆し、口永良部島・枕崎を経て2月12日に鹿児島へ着いた。2月15日、生きていることが幕府に発覚しないように西郷三助から大島三右衛門と改名した。同日、久光に召されたが、久光が無官で、斉彬ほどの人望が無いことを理由に上京すべきでないと主張し、また、「御前ニハ恐レナガラ地ゴロ」なので周旋は無理だと言ったので、久光の不興を買った。一旦は同行を断ったが、大久保の説得で上京を承諾し、旧役に復した。3月13日、下関で待機する命を受けて、村田新八を伴って先発した。
下関の白石正一郎宅で平野国臣から京大坂の緊迫した情勢を聞いた西郷は、3月22日、村田新八と森山新蔵を伴い大坂へ向けて出航し、29日に伏見に着き、激派志士たちの京都焼き討ちと挙兵の企てを止めようと試みた。4月6日に姫路に着いた久光は、西郷が待機命令を破ったこと、堀次郎や海江田信義から受けた西郷の志士煽動の報告に激怒する。西郷以下3名を捕縛させ、10日、鹿児島へ向けて船で護送させせた。
一方、浪士鎮撫の朝旨を受けた久光は、伏見の寺田屋に集結した真木保臣（和泉）、有馬新七らの激派志士を鎮撫するため、4月23日に奈良原繁と大山格之助（大山綱良）ほかを寺田屋に派遣した。奈良原らは激派を説得したが聞かれず、やむなく有馬新七ら8名を上意討ちにした（寺田屋騒動）。この時に挙兵を企て、寺田屋その他に分宿していた激派の中には、三弟の信吾、従弟の大山巌（弥助）の外に篠原国幹・永山弥一郎なども含まれていた。護送され山川港で待命中の6月6日、西郷は大島吉之助に改名させられ、徳之島へ遠島、村田新八は喜界島へ遠島が命ぜられた。未処分の森山新蔵は船中で自刃した。

### 徳之島・沖永良部島遠流

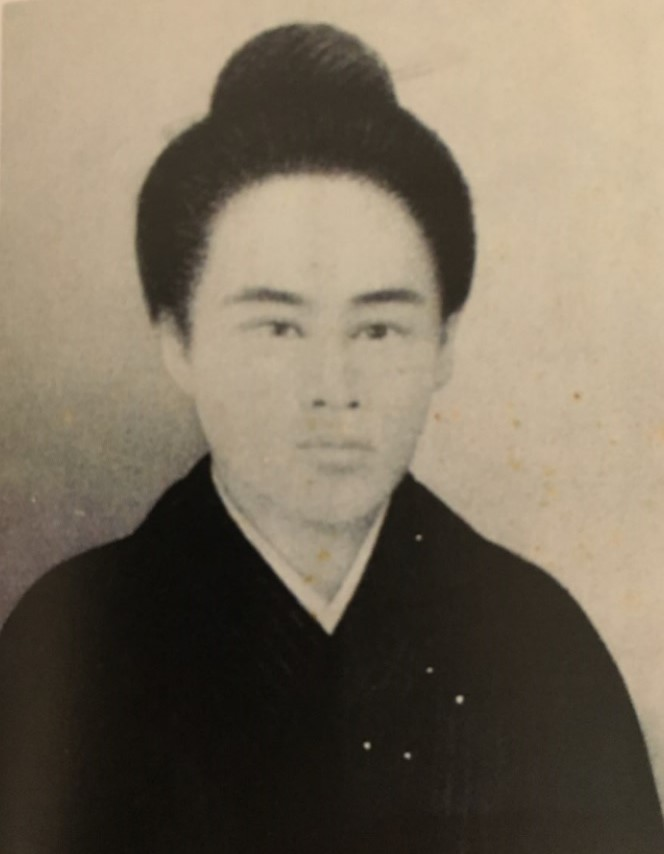
愛加那の肖像写真

文久2年6月11日（1862年7月7日）、西郷は山川を出帆し、向かい風で風待ちのために屋久島一湊で遅れて出帆した村田が追いつき、7、8日程風待ちをし、ともに一湊を出航、奄美へ向かった。七島灘で漂流し奄美を経て、やっと7月2日に西郷は徳之島湾仁屋に到着した。偶然にも、この渡海中の7月2日に愛加那が菊草（菊子）を生んだ。徳之島では、間切総横目・琉仲為の奨めで岡前の松田勝伝宅に身を寄せていた。8月26日、徳之島来島を知らされた愛加那が大島から子供2人を連れて岡前に上陸。西郷のもとを訪れ、久しぶりの親子対面を喜んだのもつかの間、翌27日にはさらに追い打ちをかけるように沖永良部島へ遠島する命令が届き、徳之島井之川へと移送される。
江戸へ上っていた島津久光は、家老たちが徳之島へ在留という軽い処罰に留めている事を知り、沖永良部への島替えのうえ、牢込めにし、決して開けてはならぬと厳命したという。なお、失意の愛加那たちは28日に奄美大島へと帰っている。
また、これより前の7月下旬、鹿児島では弟たちが遠慮・謹慎などの処分を受け、西郷家の知行と家財は没収され、最悪の状態に追い込まれていた。
閏8月初め、徳之島井之川を出発し、西郷隆盛を乗せた宝徳丸が14日に沖永良部島伊延（旧：ゆぬび・現：いのべ）に着いた。
当初、牢が貧弱で風雨にさらされたので、健康を害した。この頃フィラリアに感染し象皮病により陰嚢が巨大化してしまい、生涯治ることはなかった。しかし、10月、間切横目・土持政照が代官の許可を得て、自費で座敷牢を作ってくれたので、そこに移り住み、やっと健康を取り戻した。4月には同じ郷中の後輩が詰役として来島したので、西郷の待遇は一層改善された。この時西郷は沖永良部の人々に勉学を教えている。また、土持政照と一緒に酒を飲んでいる様子がこの島のサイサイ節という民謡に歌われている。
文久3年（1863年）10月、土持が造ってくれた船に乗り、鹿児島へ出発しようとしていた時、英艦を撃退したとの情報を得て、祝宴を催し喜んだ。来島まもなく始めた塾も元治元年（1864年）1月頃には生徒が20名程になった。やがて赦免召還の噂が流れてくると、『与人役大躰』『間切横目大躰』を書いて島役人のための心得とさせ、社倉設立の文書を作って土持に与え、飢饉に備えさせた。在島中も諸士との情報交換は欠かさず、大島在番であった桂久武、琉球在番の米良助右衛門、真木保臣などと書簡を交わした。
この頃、本土では、薩摩の意見も取り入れ、文久2年（1862年）7月に松平春嶽が政事総裁職、徳川慶喜が将軍後見職となり（文久の幕政改革）、閏8月に会津藩主・松平容保が京都守護職、桑名藩主・松平定敬が京都所司代となって、幕権に回復傾向が見られる一方、文久3年（1863年）5月に長州藩の米艦砲撃事件、8月に奈良五条の天誅組の変と長州への七卿落ち、10月に生野の変など、開港に反対する攘夷急進派が種々の抵抗をして、幕権の失墜を謀っていた。
もともと公武合体派とはいっても、天皇のもとに賢侯を集めての中央集権を目指す薩摩藩の思惑と将軍中心の中央集権をめざす幕府の思惑は違っていたが、薩英戦争で活躍した旧精忠組の発言力の増大と守旧派の失脚を背景に、薩摩流の公武周旋をやり直そうとした久光にとっては、京大坂での薩摩藩の世評の悪化と公武周旋に動く人材の不足が最大の問題であった。この苦境を打開するために大久保利通（一蔵）や小松帯刀らの勧めもあって、西郷を赦免召還することにした。元治元年2月21日（1864年3月28日）、吉井友実、三弟の従道（信吾）らを乗せた蒸気船胡蝶丸が沖永良部島和泊に迎えに来た。途中で大島龍郷に寄って妻子と別れ、喜界島に遠島中の村田新八を伴って帰還の途についた。

### 禁門の変前後
元治元年2月28日（1864年4月4日）に鹿児島に帰った西郷は足が立たず、29日に斉彬の墓を這いずりながら参ったという。3月4日、村田新八を伴って鹿児島を出帆し14日に京都に到着、19日に軍賦役（軍司令官）に任命された。京都に着いた西郷は薩摩が佐幕派と攘夷派双方から非難されており、攘夷派志士だけではなく、世評も極めて悪いのに驚いた。そこで、藩の行動原則を朝旨に遵った行動と単純化し、攘夷派と悪評への緩和策を採ることで、この難局を乗り越えようとした。
この当時、攘夷派および世人から最も悪評を浴びていたのが、薩摩藩と外夷との密貿易であった。文久3年（1863年）半ばに、南北戦争（1861年-1865年）により欧州の綿・茶が不足となり、日本産の綿と茶の買い付けが盛んに行なわれた結果、両品の日本からの輸出量が極端に増加した。このことから日本中の綿と茶は高騰し、薩摩藩の外夷との通商が物価高騰の原因であるとする風評ができたのである。世人は物価の高騰を、攘夷派は薩摩藩が攘夷と唱えながら外夷と通商していること自体を許せなかったのである。その結果、長州藩による薩摩藩傭船長崎丸撃沈事件、加徳丸事件が起きた。
こうして形成された藩への悪評や世論は薩摩藩の京都・大坂での活動に大きな支障となったので、西郷は6月11日に大坂留守居・木場伝内に上坂中の薩摩商人の取締りを指示すると、往来手形を持参していない商人らにも帰国を命じ、併せて藩内の取締りも強化、藩命を以て大商人らを上坂させぬように処置した。
4月、西郷は御小納戸頭取・一代小番に任命された。池田屋事件からまもない6月27日、朝議で七卿赦免の請願を名目とする長州兵の入京が許可された。これに対し西郷は、薩摩は中立して皇居守護に専念すべしとし、7月8日の徳川慶喜の出兵命令を小松帯刀と相談の上で断った。しかし18日、伏見と嵯峨、山崎の三方から、長州、因州、備前と浪人志士をまとめた長州勢が京都に押し寄せて皇居諸門で幕軍と衝突すると、西郷と伊地知正治らは乾御門で撃退したばかりでなく、諸所の救援に薩摩兵を派遣して、長州勢を退けた（禁門の変）。この時、西郷は銃弾を受けて軽傷を負った。この事変で西郷らが採った中立の方針は、長州や幕府が朝廷を独占するのを防ぎ、朝廷をも中立の立場に導いたのであるが、長州勢は来島又兵衛、久坂玄瑞、真木保臣ら多く犠牲者を出して薩摩嫌いを助長し、「薩賊会奸」と呼ぶようになった。

### 第一次長州征伐前後
元治元年7月23日（1864年8月24日）に長州藩追討の朝命（第一次長州征伐）が下り、24日に徳川慶喜が西国21藩に出兵を命じると、この機に乗じて薩摩藩勢力の伸張を謀るべく、それに応じた。8月、四国連合艦隊下関砲撃事件が起きた。次いで長州と四国連合艦隊の講和条約が結ばれ、幕府と四国代表との間にも賠償約定調印が交わされた。この間の9月中旬、西郷は大坂の専称寺で勝海舟と会い、勝の意見を参考にして、長州に対して強硬策をとるのを止め、緩和策で臨むことにした。10月初旬、御側役・代々小番 となり、大島吉之助 から西郷吉之助に改めた。
10月12日、西郷は征長軍参謀に任命された。24日、大坂で征長総督・徳川慶勝にお目見えし、意見を具申したところ、長州処分を委任された。そこで、吉井友実と税所篤を伴い、岩国で長州方代表の吉川経幹（監物）と会い、長州藩三家老の処分すなわち切腹を申し入れた。引き返して徳川慶勝に経過報告をしたのち、小倉に赴いて副総督・松平茂昭に長州処分案と経過を述べ、薩摩藩総督・島津久明にも経過を報告した。結局、西郷の妥協案に沿って収拾が図られ、12月27日、征長総督が出兵諸軍に撤兵を命じ、この度の征討行動は終わった。収拾案中に含まれていた五卿処分も、中岡慎太郎らの奔走で、西郷の妥協案に従い、慶応元年（1865年）初頭に福岡藩の周旋で九州5藩に分移させるまで福岡で預かることで一応決着した。

### 薩長同盟と第二次長州征伐
慶応元年（1865年）1月中旬に鹿児島へ帰って藩主父子に報告を済ませると人の勧めもあって、1月28日に小松帯刀の媒酌で家老座書役・岩山八太郎直温の二女・イト（絲子）と結婚した。この後、前年から紛糾していた五卿移転とその待遇問題を周旋して、2月23日に待遇を改善したうえで太宰府天満宮の延寿王院に落ち着かせることでやっと収束させた。これと並行して大久保利通・吉井孝輔らとともに九州諸藩連合のために久留米藩や福岡藩などを遊説して、3月中旬に上京した。
この頃、幕府は武力で勅命を出させ、長州藩主父子の出府、五卿の江戸への差し立て、参勤交代の復活の3事を実現させるために、2老中に4大隊と砲を率いて上京させ、強引に諸藩の宮門警備を幕府軍に交替させようとしていたが、それを拒否する勅書と伝奏が所司代に下され、逆に至急、将軍を入洛させるようにとの命が下された。これらは幕権の回復を望まない西郷・大久保らの公卿工作によるものであった。
5月1日に西郷は坂本龍馬を同行して鹿児島に帰り、京都情勢を藩首脳に報告した後、幕府の征長出兵命令を拒否すべしと説いて藩論をまとめた。9日に大番頭・一身家老組 に任命された。この頃、幕府首脳は、勅書を無視して、将軍家茂が紀州藩主・徳川茂承以下16藩の兵約6万を率いて西下を開始し、兵を大坂に駐屯させたのち、閏5月22日に京都に入った。翌23日、家茂は参内して長州再征を奏上したが、許可されなかった。6月、鹿児島入りした中岡慎太郎は、西郷に薩長の協力と和親を説き、下関で桂小五郎（木戸孝允）と会うことを約束させた。しかし、西郷は大久保から緊迫した書簡を受け取ったので、下関寄港を取りやめ、急ぎ上京した。
この間、京大坂滞在中の幕府幹部は兵6万の武力を背景に一層強気になり、長州再征等のことを朝廷へ迫った。これに対し、西郷は幕府の脅しに屈せず、6月11日、幕府の長州再征に協力しないように大久保に伝え、そのための朝廷工作を進めさせた。それに加え、24日には京都で坂本龍馬と会い、長州が欲している武器・艦船の購入を薩摩名義で行うと承諾すると薩長和親の実績をつくった。また、幕府の兵力に対抗する必要を感じ、10月初旬に鹿児島へ帰り、15日に小松帯刀とともに兵を率いて上京した。この頃、長州から兵糧米を購入することを龍馬に依頼したが、これもまた薩長和親の実績づくりであった。この間、黒田清隆（了介）を長州へ往還させ薩長同盟の工作も重ねさせた。
9月16日、英・仏・蘭三カ国の軍艦8隻が兵庫沖に碇泊し、兵庫開港を迫った。一方、京都では、武力を背景にした脅迫にひるんだ朝廷は同21日、幕府に長州再征の勅許を下した。また、10月1日に前尾張藩主・徳川慶勝から出された条約の勅許と兵庫開港勅許の奏請も一度は拒否したが、将軍辞職をほのめかして朝廷への武力行使も辞さないとの幕府及び徳川慶喜の脅迫に屈し、条約は勅許するが兵庫開港は不許可という内容の勅書を下した。これは強制されたものであったとはいえ、安政以来の幕府の念願の実現であり、国是の変更という意味でも歴史上の大きな決定であった。
慶応2年1月8日（1866年2月22日）、西郷は村田新八、従兄弟の大山成美を伴うと、上京してきた桂小五郎を伏見に出迎え、翌9日、京都に帰って二本松藩邸に入った。21日（一説に22日）、西郷は桂と小松帯刀邸で薩長提携六ヶ条を密約し、坂本龍馬がその提携書に裏書きをした（薩長同盟）。その直後、龍馬が京都の寺田屋で幕吏に襲撃されると、西郷の指示で、薩摩藩邸が龍馬を保護した。その後、3月4日に小松帯刀、桂久武、吉井友実、坂本龍馬夫妻（西郷が仲人）らと大坂を出航し、11日に鹿児島へ着いた。4月、藩政改革と陸海軍の拡張を進言し、それが容れられると、5月1日から小松、桂らと藩政改革にあたった。
第二次長州征伐は、6月7日の幕府軍艦による上ノ関砲撃から始まった。大島口・芸州口・山陰口・小倉口の四方面で戦闘が行われ、芸州口は膠着したが、大島口と小倉口は高杉晋作の電撃作戦と奇兵隊を中心とする諸隊の活躍で勝利し、大村益次郎が指揮した山陰口も連戦連勝し、幕府軍は惨敗続きであった。鹿児島にいた西郷は、7月9日に朝廷に出す長州再征反対の建白を起草し、藩主名で幕府へ出兵を断る文書を提出させた。一方、幕府は、7月30日に将軍・徳川家茂が大坂城中で病死したので、喪を秘し、8月1日の小倉口での敗北を機に、敗戦処理と将軍継嗣問題をかたづけるべく、朝廷に願い出て21日に休戦の御沙汰書を出してもらった。将軍の遺骸を海路江戸へ運んだ幕府は、12月25日の孝明天皇の崩御を機に解兵の御沙汰書を得て公布し、この戦役を終わらせた。この間の7月12日、西郷に嫡男・寅太郎が誕生。9月には大目付・陸軍掛・家老座出席に任命されたものの、大目付役は病気を理由に返上した。

### 薩土密約と薩土盟約

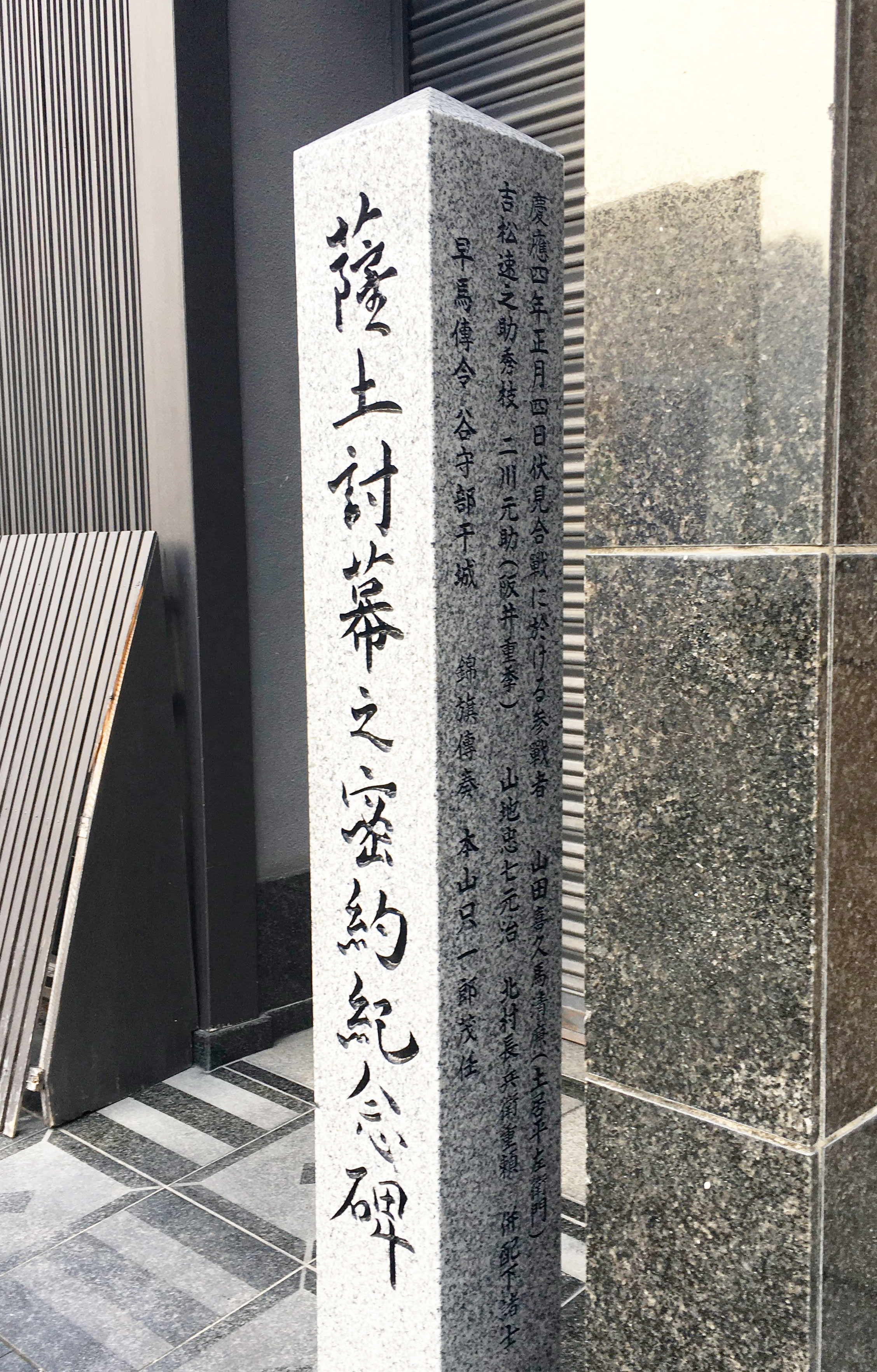
「薩土討幕之密約紀念碑」
密約が締結される前段階として京都「近安楼」で会見がもたれたことを記念する石碑
京都市東山区（祇園）

#### 四侯会議
慶応3年（1867年）3月上旬、村田新八と中岡慎太郎らを先発させ、大村藩、平戸藩などを遊説させた。3月25日、西郷は久光を奉じ、薩摩の城下1番小隊から6番小隊の精鋭700名を率いて上京した。5月に京都の薩摩藩邸と土佐藩邸で相次いで開催された四侯会議の下準備をした。

#### 薩土密約
5月21日、中岡慎太郎の仲介によって、京都の小松帯刀邸にて、土佐藩の乾退助、谷干城らと、薩摩藩の西郷、吉井幸輔らが武力討幕を議して、薩土討幕の密約（薩土密約）を結ぶ。6月15日、西郷は山縣有朋を訪問し、武力討幕の決意を告げた。16日、西郷と小松帯刀、大久保利通、伊地知正治、山縣、品川弥二郎らが会し、改めて薩長同盟の誓約をした。その後、乾退助が独断で江戸築地の土佐藩邸に匿っていた水戸浪士に薩摩藩邸へ移すことを密約し、伊牟田尚平・益満休之助・相楽総三らが江戸市内での幕府挑発活動の一翼をになう手はずが整うと、やがて江戸薩摩藩邸の焼討事件につながる。

#### 薩土盟約
土佐藩・乾退助らと薩土討幕の密約を締結した一ヶ月後の6月22日、今度は坂本龍馬・後藤象二郎・福岡孝弟らが西郷と会し、武力討幕によらない大政奉還のための薩土盟約を締結。薩摩藩と土佐藩は、西郷を通じて性格の相反する軍事同盟を結ぶこととなる。薩摩が二重契約を結んだことは、薩摩にとってはどちらの局面になっても対応できることになるという解釈も成り立つが、その後の時局の推移を考えると、薩土討幕の密約が本筋であって、大政奉還のための薩土盟約はその時局を有利に進める為の策略として締結されたものと解釈可能である。

### 大政奉還と王政復古
9月7日、久光の三男・島津珍彦（うずひこ）が兵約1,000名を率いて大坂に着いた。9月9日、後藤が来訪して坂本龍馬案にもとづく大政奉還建白書を提出するので、挙兵を延期するように求めたが、西郷は拒否した（後日了承した）。土佐藩（前藩主・山内容堂）から提出された建白書を見た将軍・徳川慶喜は、10月14日に大政奉還の上奏を朝廷に提出させた。ところが、同じ14日に、討幕と会津・桑名誅伐の密勅が下り、西郷・小松・大久保・品川らはその請書を出していた（この請書には西郷吉之助武雄と署名している）。15日、朝廷から大政奉還を勅許する旨の御沙汰書が出された。
密勅を持ち帰った西郷は、桂久武らの協力で藩論をまとめ、11月13日、藩主・島津茂久を奉じ、兵約3,000名を率いて鹿児島を発した。途中で長州と出兵時期を調整し、三田尻を発して、20日に大坂、23日に京都に着いた。長州兵約700名も29日に摂津打出浜に上陸して、西宮に進出した。またこの頃、芸州藩も出兵を決めた。諸藩と出兵交渉をしながら、西郷は、11月下旬頃から有志に王政復古の大号令発布のための工作を始めさせた。12月9日、薩摩・芸州・尾張・越前に宮中警護のための出兵命令が出され、会津・桑名兵とこれら4藩兵が宮中警護を交替すると、王政復古の大号令が発布された。

### 戊辰戦争

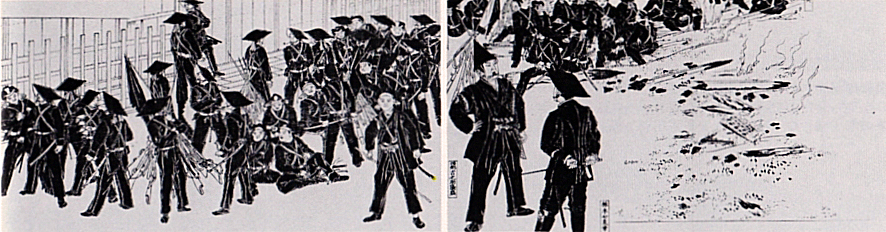
鳥羽・伏見の戦いにおいて長州軍を視察する西郷(図画中央腰に手を当てた人物) 『戊辰戦記絵巻, 1870』

#### 合戦開始前後（土佐藩との折衝）
慶応3年（1867年）12月、武力討幕論を主張し、大政奉還論に真っ向から反対して失脚した乾退助を残して土佐藩兵が上洛。12月28日、土佐藩・山田平左衛門、吉松速之助らが伏見の警固につくと、西郷は土佐藩士・谷干城へ薩長芸の三藩には既に討幕の勅命が下ったことを示し、薩土密約に基づき、乾退助を大将として国元の土佐藩兵を上洛させ参戦することを促した。谷は大仏智積院の土州本陣に戻って、執政・山内隼人（深尾茂延、深尾成質の弟）に報告。慶応4年1月1日（1868年1月25日）、谷は下横目・森脇唯一郎を伴って京を出立、（1月3日、鳥羽伏見で戦闘が始まり、1月4日、山田隊、吉松隊、山地元治、北村重頼、二川元助らは藩命を待たず、薩土密約を履行して参戦）、1月6日、谷が土佐に到着。1月9日、乾退助の失脚が解かれ、1月13日、深尾成質を総督、乾退助を大隊司令として迅衝隊を編成し土佐を出陣、戊辰戦争に参戦した。

#### 鳥羽・伏見の戦い
慶応4年1月3日（1868年1月27日）、大坂の旧幕軍が上京を開始し、幕府の先鋒隊と薩長の守備隊が衝突し、鳥羽・伏見の戦いが始まった（戊辰戦争開始）。西郷はこの3日には伏見の戦線、5日には八幡の戦線を視察し、戦況が有利になりつつあるのを確認した。6日、徳川慶喜は松平容保・松平定敬以下、老中・大目付・外国奉行ら少数を伴い、大坂城を脱出して、軍艦「開陽丸」に搭乗して江戸へ退去した。新政府は7日に慶喜追討令を出し、9日に有栖川宮熾仁親王を東征大総督（征討大総督）に任じ、東海・東山・北陸三道の軍を指揮させ、東国経略に乗り出した。

#### 東海道先鋒軍参謀
西郷は2月12日に東海道先鋒軍の薩摩諸隊差引（司令官）、14日に東征大総督府下参謀（参謀は公家が任命され、下参謀が実質上の参謀）に任じられると、独断で先鋒軍（薩軍一番小隊隊長・中村半次郎、二番小隊隊長・村田新八、三番小隊隊長・篠原国幹らが中心）を率いて先発し、2月28日には東海道の要衝箱根を占領した。占領後、三島を本陣としたのち、静岡に引き返した。3月9日、静岡で徳川慶喜の使者・山岡鉄舟と会見し、徳川処分案7ヶ条を示した。その後、大総督府からの3月15日江戸総攻撃の命令を受け取ると、静岡を発し、11日に江戸に着き、池上本門寺の本陣に入った。

#### 江戸無血開城

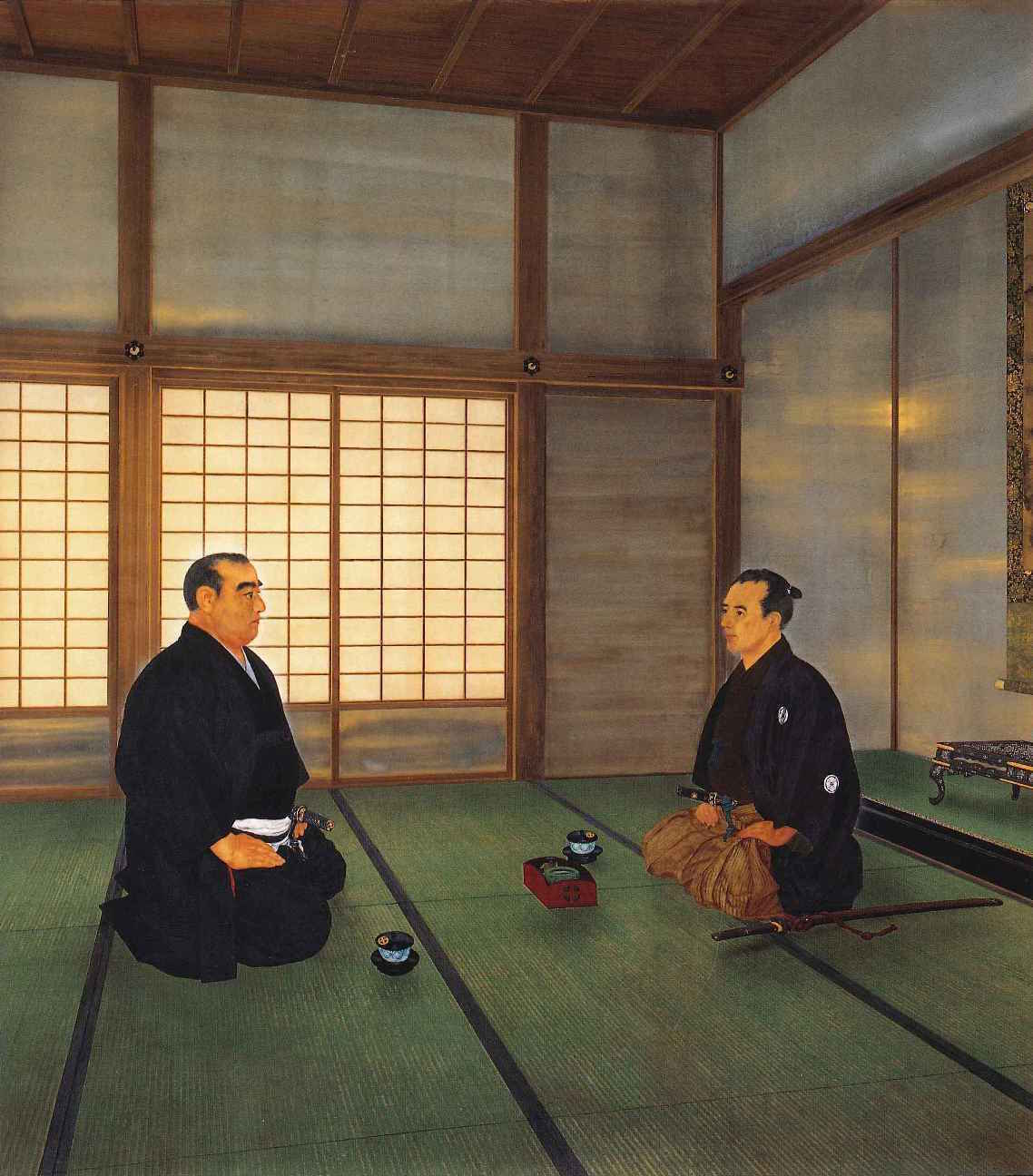
結城素明画『江戸開城談判』（聖徳記念絵画館所蔵）。西郷隆盛と勝海舟が、江戸開城をめぐり交渉する場面を描く。

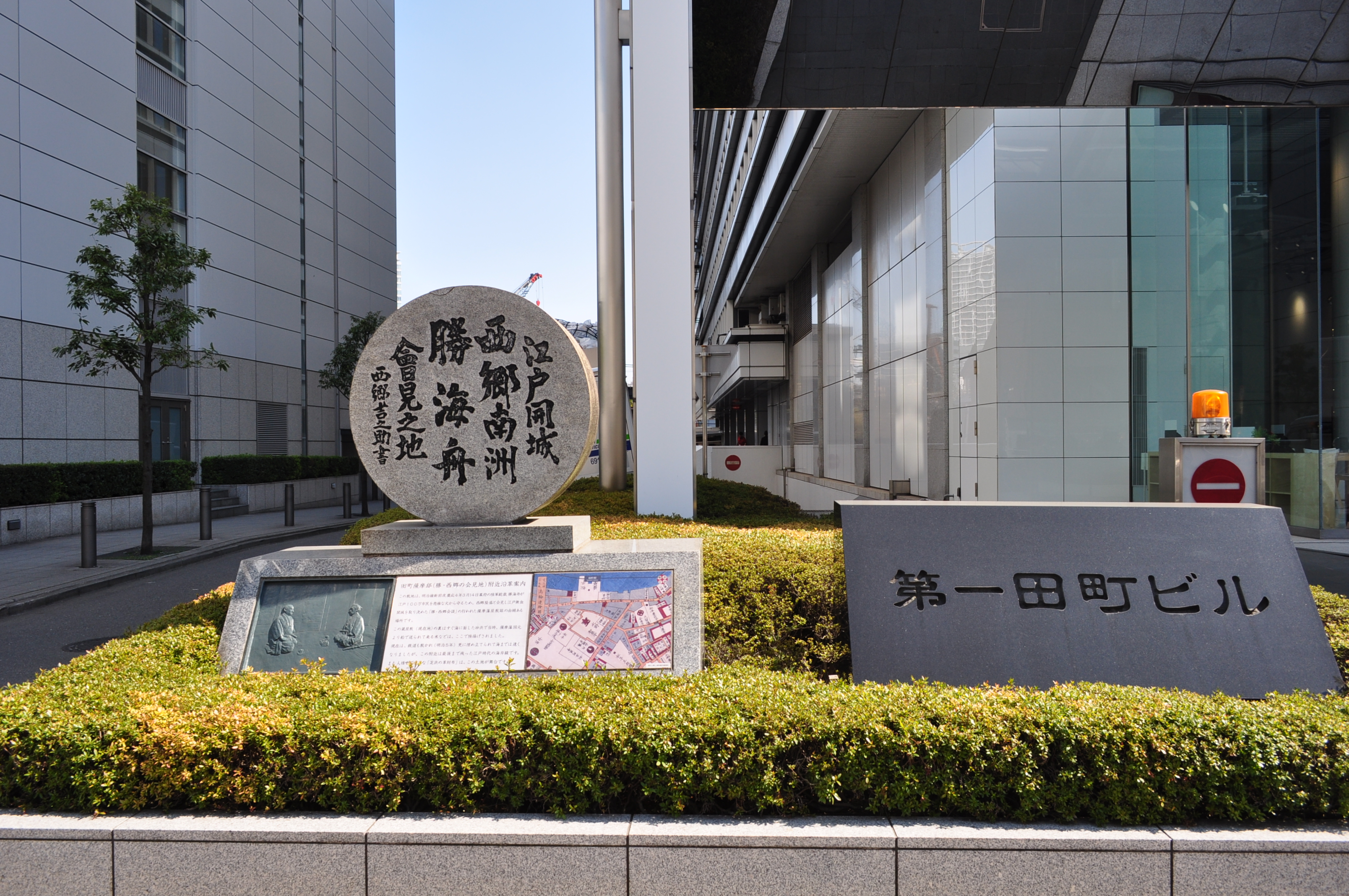
東京都港区芝五丁目にある「江戸開城 西郷南洲・勝海舟会見之地」の碑（2018年3月29日撮影）

3月13日、14日、勝海舟と会談し、江戸城明け渡しについての交渉をした。当時、薩摩藩の後ろ盾となっていたイギリスは日本との貿易に支障が出ることを恐れて江戸総攻撃に反対していたため、「江戸城明け渡し」は新政府の既定方針だった。橋本屋での2回目の会談で海舟から徳川処分案を預かると、総攻撃中止を東海道軍・東山道軍に伝えるように命令し、自らは江戸を発して静岡に赴き、12日、大総督・有栖川宮に謁見して勝案を示し、さらに静岡を発して京都に赴き、20日、朝議にかけて了承を得た。江戸へ帰った西郷は4月4日、勅使・橋本実梁らと江戸城に乗り込み、田安慶頼に勅書を伝え、4月11日に江戸城明け渡し（無血開城）が行なわれた。

#### 上野戦争
江戸幕府を滅亡させた西郷は、仙台藩（伊達氏）を盟主として樹立された奥羽越列藩同盟との「東北戦争」に臨んだ。5月上旬、上野の彰義隊の打破と東山軍の白河城攻防戦の救援のどちらを優先するかに悩み、江戸守備を他藩にまかせて、配下の薩摩兵を率いて白河応援に赴こうとしたが、大村益次郎の反対にあい、上野攻撃を優先することにした。5月15日、上野戦争が始まり、正面の黒門口攻撃を指揮し、これを破った。5月末、江戸を出帆。京都で戦況を報告し、6月9日に藩主・島津忠義に随って京都を発し、14日に鹿児島に帰着した。この頃から健康を害し、日当山温泉で湯治した。

#### 凱旋
北越戦争に赴いた北陸道軍の戦況が思わしくないため西郷の出馬が要請され、7月23日に薩摩藩北陸出征軍の総差引（司令官）を命ぜられた。その後8月2日に鹿児島を出帆し、10日に越後柏崎に到着した。来て間もない14日、五十嵐川の戦いで負傷した二弟の吉二郎の訃報を聞いた。藩の差引の立場から北陸道本営のある新発田には赴かなかったが、総督府下参謀の黒田清隆・山縣有朋らは西郷のもとをしばしば訪れた。新政府軍に対して連戦連勝を誇った庄内藩も、仙台藩、会津藩が降伏すると9月27日に降伏し、ここに「東北戦争」は新政府の勝利で幕を閉じた。このとき、西郷は黒田に指示して、庄内藩に寛大な処分をさせた。この後、庄内を発し、東京・京都・大坂を経由して、11月初めに鹿児島に帰り、日当山温泉で湯治した。11月には大村、西郷、板垣等に行賞が施された。

### 薩摩藩参政時代

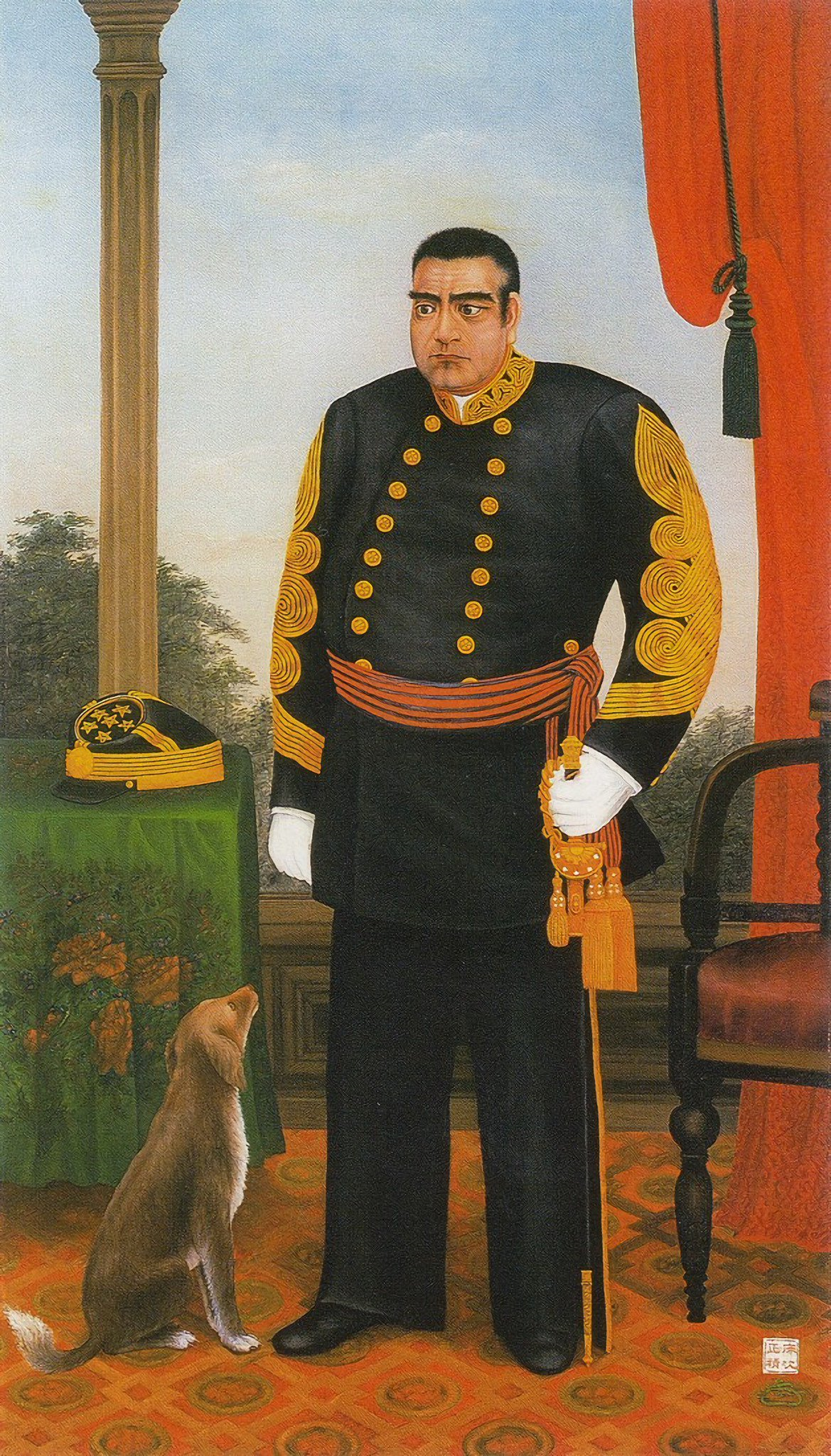
軍服姿の西郷隆盛
床次正精作。床次は薩摩藩士族で西郷とは面識があり、床次の描く西郷の顔は実物によく似ていると言われている。

明治2年2月25日（1869年4月6日）、藩主・島津忠義が自ら日当山温泉まで来て要請したので、26日、鹿児島へ帰り、参政・一代寄合となった。以来、藩政の改革 や兵制の整備（常備隊の設置）を精力的に行い、戊辰参戦の功があった下級武士の不満解消につとめた。文久2年（1862年）に沖永良部島遠島・知行没収になって以来、無高であった（役米料だけが与えられていた）が、3月、許されて再び高持ちになった。
5月1日、箱館戦争の応援に総差引として藩兵を率いて鹿児島を出帆した。途中、東京で出張許可を受け、5月25日、箱館に着いたが、18日に箱館・五稜郭が開城し、戦争はすでに終わっていた（戊辰戦争の終了）。帰路、東京に寄った際、6月2日の王政復古の功により、賞典禄永世2,000石を下賜された。このときに残留の命を受けたが、断って、鹿児島へ帰った。7月、鹿児島郡武村（現在の鹿児島市武二丁目の西郷公園）に屋敷地を購入した。9月26日、正三位に叙せられた。12月に藩主名で位階返上の案文を書き、このときに隆盛という名を初めて用いた。明治3年1月18日（1870年2月18日）に参政を辞め、相談役になり、7月3日に相談役を辞め、執務役となっていたが、太政官から鹿児島藩大参事に任命された（辞令交付は8月）。

### 大政改革と廃藩置県

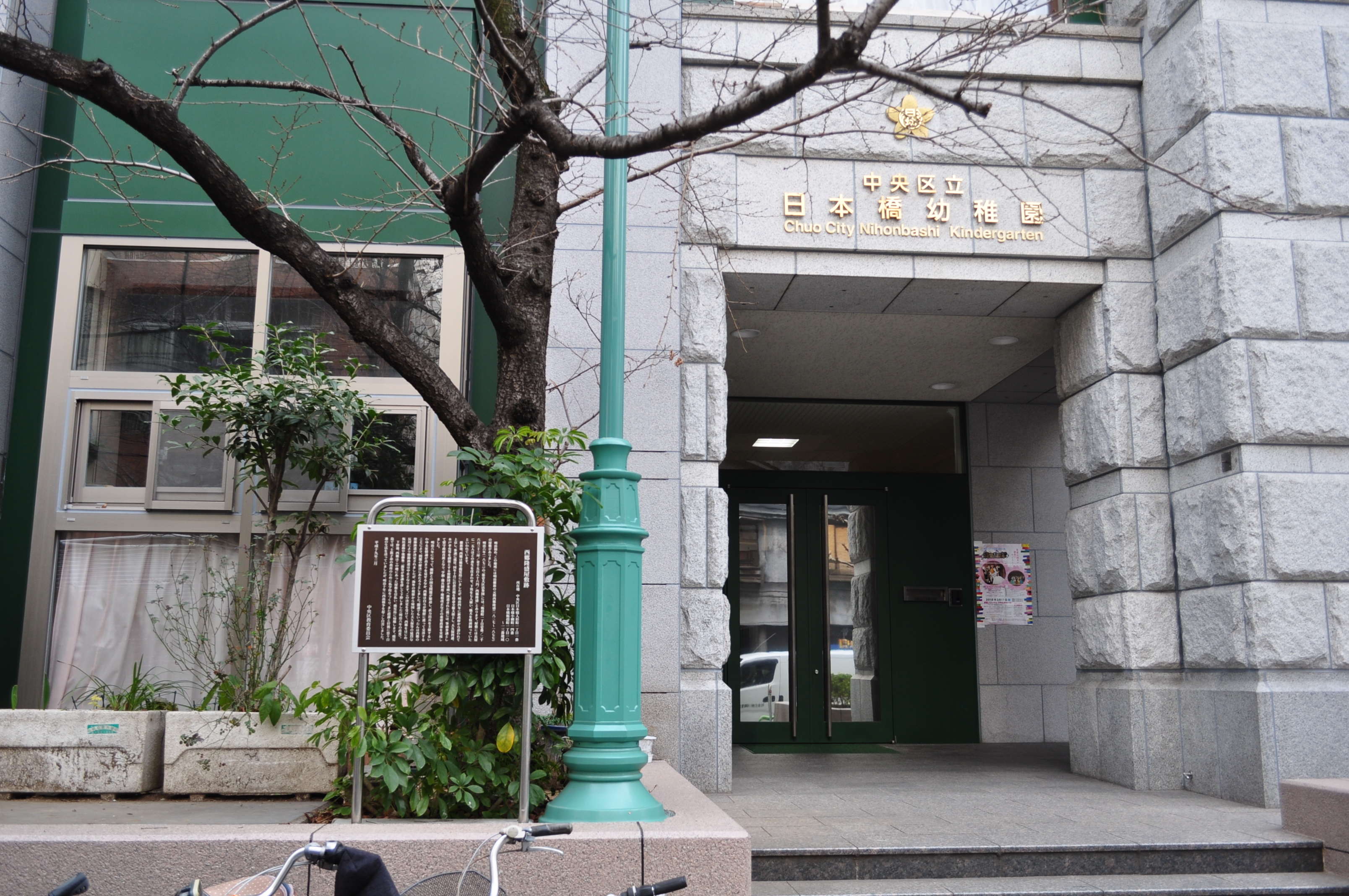
中央区立日本橋小学校にある「西郷隆盛屋敷跡」の碑（2018年2月28日撮影）

明治3年2月13日（1870年3月14日）、西郷は村田新八・大山巌・池上四郎らを伴って長州藩に赴き、奇兵隊脱隊騒動の状を視察し、奇兵隊からの助援の請を断わり、藩知事・毛利元徳に謁見したのちに鹿児島へ帰った。同年7月27日、鹿児島藩士で集議院徴士の横山安武（森有礼の実兄）が時勢を非難する諫言書を太政官正院の門に投じて自刃した。これに衝撃を受けた西郷は、役人の驕奢により新政府から人心が離れつつあり、薩摩人がその悪弊に染まることを憂慮して、薩摩出身の心ある軍人・役人だけでも鹿児島に帰らせるために、9月、池上を東京へ派遣した。12月、危機感を抱いた政府から勅使・岩倉具視、副使・大久保利通が西郷の出仕を促すために鹿児島へ派遣され、西郷と交渉したが難航し、欧州視察から帰国した西郷従道の説得でようやく政治改革のために上京することを承諾した。
明治4年1月3日（1871年2月21日）、西郷と大久保は池上を伴い「政府改革案」を持って上京するため鹿児島を出帆した。8日、西郷・大久保らは木戸を訪問して会談した。16日、西郷・大久保・木戸・池上らは三田尻を出航して土佐に向かった。17日、西郷一行は土佐に到着し、藩知事・山内豊範、大参事・板垣退助と会談した。22日、西郷・大久保・木戸・板垣・池上らは神戸に着き、大坂で山縣有朋と会談し、一同そろって大坂を出航し東京へ向かった。東京に着いた一行は2月8日に会談し、御親兵の創設を決めた。この後、池上を伴って鹿児島へ帰る途中、横浜で東郷平八郎に会い、勉強するように励ました。
2月13日に鹿児島藩・山口藩・高知藩の兵を徴し、御親兵に編成する旨の命令が出されたので、西郷は忠義を奉じ、常備隊4大隊約5,000名を率いて上京し、4月21日に東京市ヶ谷旧尾張藩邸に駐屯した。この御親兵以外にも東山道鎮台（石巻）と西海道鎮台（小倉）を設置し、これらの武力を背景に、6月25日から内閣人員の入れ替えを始めた。このときに西郷は再び正三位に叙せられた。7月5日、制度取調会の議長となり、6日に委員の決定権委任の勅許を得た。これより新官制・内閣人事・廃藩置県等を審議し、大久保・木戸らと公私にわたって議論し、朝議を経て、14日、明治天皇が在京の藩知事（旧藩主）を集め、廃藩置県の詔書を出した。また、この間に新官制の決定や内閣人事も順次行い、7月29日頃には以下のような顔ぶれになった（ただし、外務卿岩倉の右大臣兼任だけは10月中旬にずれ込んだ）。
- 太政大臣（三条実美）
- 右大臣兼外務卿（岩倉具視）
- 参議（西郷隆盛、木戸孝允、板垣退助、大隈重信）
- 大蔵卿（大久保利通）
- 文部卿（大木喬任）
- 兵部大輔（山縣有朋）

- 大蔵大輔（井上馨）
- 文部大輔（江藤新平）
- 工部大輔（後藤象二郎）
- 司法大輔（佐々木高行）
- 宮内大輔（万里小路博房）
- 外務大輔（寺島宗則）

この経緯については、各藩主に御親兵として兵力を供出させ、手足をもいだ状態で、廃藩置県をいきなり断行するなど言わば騙し討ちに近い形であった。

### 留守政府

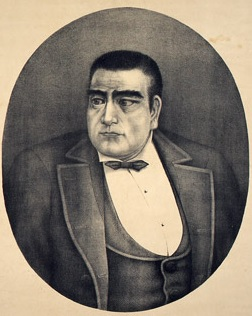
『西郷南洲像』床次正精画

明治4年11月12日（1872年1月1日）、特命全権大使・岩倉具視、副使・木戸孝允、大久保利通、伊藤博文、山口尚芳ら外交使節団が条約改正のために横浜から欧米各国へ出発した（随員中に宮内大丞・村田新八もいた）。留守政府の首班は太政大臣三条実美であり、三条は政治的手腕の高い参議大隈重信を頼りとしていた。大隈はこの時期を回想して、西郷は政治方針については任せきりで、無条件に承認していたとしている。さらに西郷は病気がちとなり、青山の別荘に籠もりきりで、各参議はそれぞれ勝手な行動を行う状況であった。
使節団と留守政府は重大な改革を行わないと合意をしていたが、留守政府は明治4年（1871年）からの官制・軍制の改革および警察制度の整備を続け、同5年（1872年）2月には兵部省を廃止して陸軍省・海軍省を置き、3月には御親兵を廃止して近衛兵を置いた。しかしこれは財政に大きな負担を強いるものであり、大蔵省を掌握していた井上馨と、改革を進めようとする他の省庁の対立も激化していった。5月から7月にかけては天皇の関西・中国・西国巡幸に随行した。鹿児島行幸から帰る途中、近衛兵の紛議を知り、急ぎ帰京して解決をはかり、7月29日、陸軍元帥兼参議に任命された。このときに山城屋事件で多額の軍事費を使い込んだ近衛都督・山縣有朋が辞任したため、薩長の均衡をとるために三弟・西郷従道を近衛副都督から解任した。しかし1873年（明治6年）4月29日、山縣は陸軍卿代理として復帰し、6月8日には陸軍卿となっている。これは西郷・大隈・井上の尽力によるものであった。
1873年1月、大蔵省と各省庁の対立は収拾不可能と判断した三条は、木戸と大久保の帰国を求めた。4月19日、大隈の立案で正院が組織変更となり、司法卿江藤新平・左院議長後藤象二郎・文部卿大木喬任が参議となった。これをうけて井上は大蔵省を辞任し、木戸派が中央政界に与える影響力は著しく減退した。5月に徴兵令が実施されたのに伴い、元帥が廃止されたので、西郷は陸軍大将兼参議となった。大久保は5月29日に帰国したが、留守政府に不満を持っていたため意図的に復帰せず、岩倉の帰国まで様子見をするため国内の視察旅行に出かけている。

### 明治六年政変
この頃西郷は中性脂肪やコレステロールの増加による脂質異常症が悪化し、明治天皇が派遣した医師テオドール・ホフマンの指示で下剤を服用していた。しかしこれは西郷の心身を衰弱させ、外出や閣議出席も控えるような状態となり、西郷自身も不治の病ではないかと考えていた。
対朝鮮（当時は李氏朝鮮）問題は、明治元年（1868年）に李朝が維新政府の国書の受け取りを拒絶したことが発端だが、この国書受け取りと朝鮮との修好条約締結問題は留守内閣時にも一向に進展していなかった。そこで、進展しない原因とその対策を知る必要があって、西郷と板垣退助・副島種臣らは、調査のために、明治5年（1872年）8月15日に池上四郎・武市正幹・彭城中平を清国・ロシア・朝鮮探偵として満洲に派遣し、27日に北村重頼・河村洋与・別府晋介（景長）を花房外務大丞随員（実際は変装しての探偵）として釜山に派遣した。
1873年（明治6年）の対朝鮮問題をめぐる政府首脳の軋轢は、6月に外務少記・森山茂が釜山から帰国後、李朝政府が日本の国書を拒絶したうえ、使節を侮辱し、居留民の安全が脅かされているので、朝鮮から撤退するか、武力で修好条約を締結させるかの裁決が必要であると報告し、それを外務少輔・上野景範が内閣に議案として提出したことに始まる。この議案は6月12日から閣議により審議された。
参議板垣退助は居留民保護を理由に派兵し、その上で使節を派遣することを主張した。西郷隆盛は派兵に反対し、自身が大使として赴くと主張した。西郷の意見には後藤象二郎、江藤新平らが賛成した。太政大臣三条実美は丸腰では危険であり、兵を同行するべきとしたが、西郷は拒絶した。ただし決定は清に出張中の副島の帰国を待ってから行うこととなった。
7月末より西郷は三条に遣使を強く要求したが、三条は西郷が必ず殺害されると見ていたためこれを許そうとはしなかった。一方西郷は8月17日の板垣宛書簡で「朝鮮が使者を暴殺するに違いないから、そうなれば天下の人は朝鮮を『討つべきの罪』を知ることができ、いよいよ戦いに持ち込むことができる」と述べたように、自らが殺害されることも織り込み済みであった。一方で、高島鞆之助が「西郷を殺してまで朝鮮のカタをつけなければならぬことはない」と回想したように朝鮮問題がそこまで大きな問題と考えられていたわけではなく、朝鮮と戦争になれば宗主国の清との戦争になる危険もあったが、西郷はこれに対して何ら発言を残していない。
8月16日、西郷は三条の元を訪れ、岩倉の帰国前に遣使だけは承認するべきと強く要請した。このため翌8月17日の閣議で西郷の遣使は決定されたが、詳細については決まっていなかった。三条は箱根で静養中の明治天皇の元を訪れ、決定を奏上したが、「岩倉の帰国を待ってから熟議するべき」という回答が下された。明治天皇は当時20歳そこそこであり、内藤一成は三条の意見をなぞったものに過ぎないと見ている。西郷自身は17日の閣議には出席していないが、遣使決定を「生涯の愉快だ」と喜んでいる
9月13日、岩倉が帰国し、三条とともに、木戸・大久保の復帰に向けて運動を開始した。岩倉・木戸・大久保はいずれも内治優先の考えをもっており、また大物である西郷を失うことになる遣使には反対する声は西郷に近い薩摩派の中にすらあった。大久保は維新前からの盟友である西郷と対決する意志を固め、子供たちに当てた遺書を残している。一方で西郷は10月11日、決定が変更されるならば自殺すると、半ば脅迫的な書簡を三条宛に提出している。10月12日、大久保と征韓派の副島種臣が参議に復帰した。
10月14日、岩倉は閣議の席で遣使の延期を主張した。板垣・江藤・後藤・副島らは遣使の延期については同意していたものの、西郷は即時派遣を主張した。このため15日の閣議では、板垣・江藤・後藤・副島らは西郷を支持し、即時遣使を要求した決定は太政大臣の三条と右大臣の岩倉に一任されたが、三条はここで西郷の派遣自体は認める決定を行った。しかし期日等詳細は依然として定まっておらず、単に8月17日の決定を再確認したもののにとどまった。しかし17日に岩倉・大久保・木戸が辞表を提出したことで閣議は行われなかった。三条は大木喬任とともに岩倉邸を訪れて10月18日の閣議に出席するように説得したが、岩倉は受け入れず両者は決裂した。夜になって三条は自邸に西郷を呼び、決定の変更を示唆したが、西郷はこれに反発していた。
10月18日、三条は病に倒れた。10月19日、副島・江藤・後藤・大木喬任の四人で行われた閣議は岩倉を太政大臣摂行（代理）とすることを徳大寺実則に要望し、明治天皇に奏上された。10月20日、10月22日に岩倉が太政大臣摂行に就任し、西郷・板垣・副島・江藤の四参議が岩倉邸を訪問し、明日にも遣使を発令するべきであると主張したが、岩倉は自らが太政大臣摂行となっているから、三条の意見ではなく自分の意見を奏上するとして引かなかった。四参議は「致シ方ナシ」として退去した。
岩倉は10月23日に参内し、閣議による決定その経緯、さらに自分の意見を述べた上で、明治天皇の聖断で遣使を決めると奏上した。岩倉と大久保らは宮中工作を行っており、西郷ら征韓派が参内して意見を述べることはできなかった。この日、西郷は参議などを含む官職からの辞表を提出し、帰郷の途についた。岩倉は西郷をなんとしても慰留したいと考えていたが、西郷の性格をよく知る大久保は無理と判断していた。10月24日、岩倉による派遣延期の意見が通り、西郷の辞表は受理され、参議と近衛都督を辞職した。ただし西郷の陸軍大将については却下され、大久保・木戸らの辞表も却下されている。24日には板垣・江藤・後藤・副島らが辞表を提出し、25日に受理された。この一連の辞職に同調して、西郷や板垣に近い林有造・桐野利秋・篠原国幹・淵辺群平・別府晋介・河野主一郎・辺見十郎太をはじめとする政治家・軍人・官僚600名余が次々に大量に辞任した。この後も辞職が続き、遅れて帰国した村田新八・池上四郎らもまた辞任した（明治六年政変）。特に近衛の将兵が大量に離脱したため、事実上解体に追い込まれた。
このとき、西郷の推挙で兵部大輔・大村益次郎の後任に補されながら、能力不足と自覚して、先に下野していた前原一誠は「宜シク西郷ノ職ヲ復シテ薩長調和ノ実ヲ計ルベシ、然ラザレバ、賢ヲ失フノ議起コラント」 という内容の書簡を太政大臣・三条実美に送っている。また大久保に協力して征韓派を抑えた黒田清隆は、大久保にこの結果を慚愧する書簡を送っている。大久保は私情においては耐え難いほどであるとしながらも、国家将来のために悪評をかぶるつもりで実行したと返答している。
西郷が遣使を強硬に主張した理由について、西郷自身は「内乱を冀う心を外に移して、国を起こすの遠略」と述べている。参議大隈重信は、西郷が政治的に手詰まりになり、旧主久光からも叱責されたことで失望落胆し、征韓論の盛り上がりのなか朝鮮宮廷で殺害されることを最後の花道としたい自殺願望ではないかと推測している。

### 佐賀の乱
下野した西郷は、1873年（明治6年）11月10日、鹿児島に帰着し、以来、大半を武村の自宅で過ごした。猟に行き、山川の鰻温泉で休養していた1874年（明治7年）3月1日、佐賀の乱で敗れた江藤新平が来訪し、翌日、指宿まで見送った（江藤は土佐で捕まった）。
鰻温泉滞在中の生活と江藤が来訪したときの様子を、九十八歳まで存命した温泉宿の女将福村ハツが昭和になってから毎日新聞社の記者の取材に答えている。

### 私学校

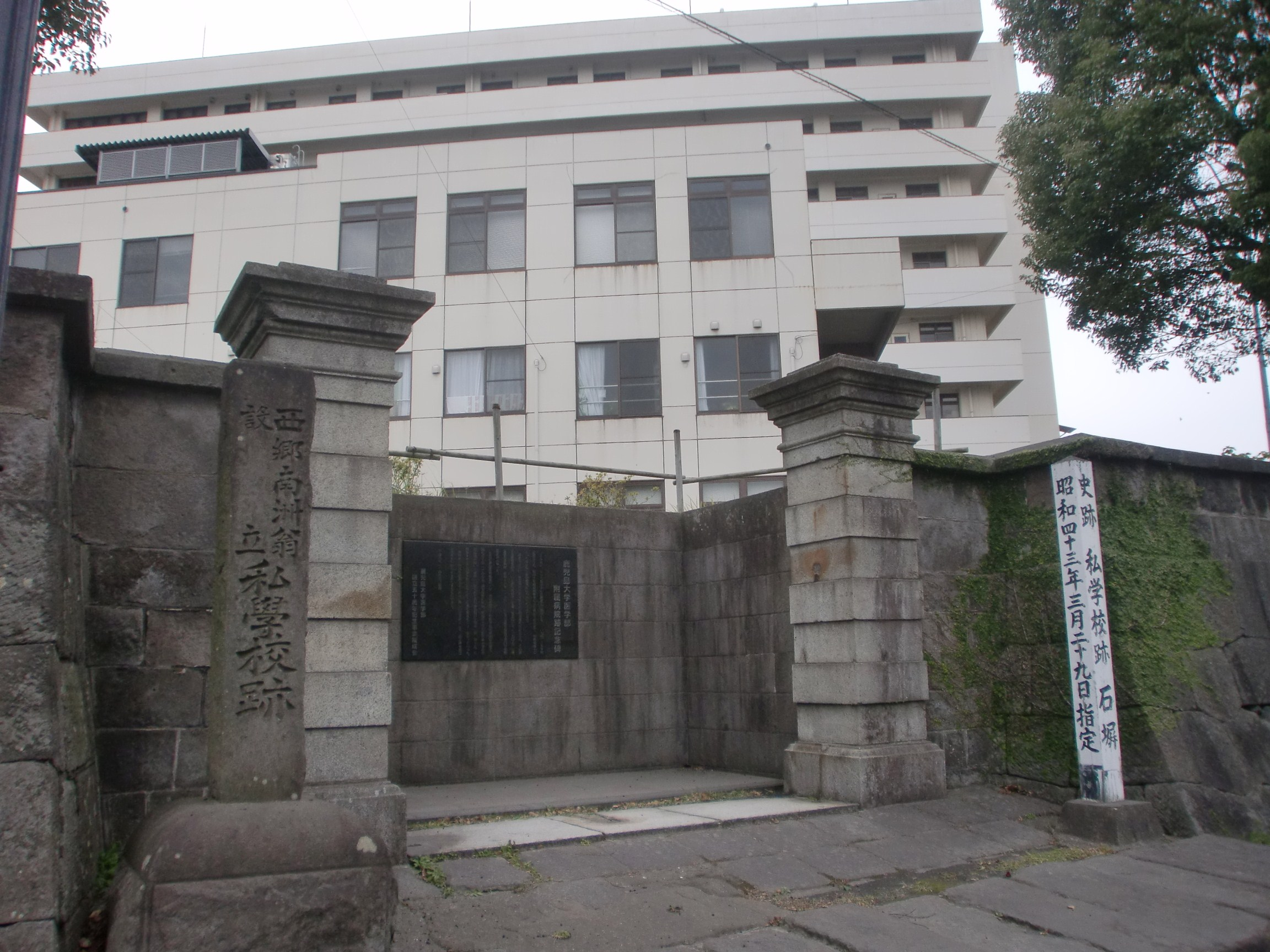
私学校正門跡（鹿児島市）

これ以前の2月に閣議で台湾征討が決定した。この征討には木戸が反対して参議を辞めたが、西郷も反対していた。しかし、4月、台湾征討軍の都督となった次弟・西郷従道の要請を入れ、やむなく鹿児島から徴募して、兵約800名を長崎に送った。
西郷の下野に同調した軍人・警吏が相次いで帰県した1873年末以来、鹿児島県下は無職の血気多き壮年者がのさばり、それに影響された若者に溢れる状態になった。そこで、これを指導し、統御しなければ、壮年・若者の方向を誤るとの考えから、有志者が西郷にはかり、県令・大山綱良の協力を得て、1874年6月頃に旧厩跡に私学校がつくられた。私学校は篠原国幹が監督する銃隊学校、村田新八が監督する砲隊学校、村田が監督を兼任した幼年学校（章典学校）があり、県下の各郷ごとに分校が設けられた。この他に、1875年（明治8年）4月には西郷と大山県令との交渉で確保した荒蕪地に、桐野利秋が指導し、永山休二・平野正介らが監督する吉野開墾社（旧陸軍教導団生徒を収容）もつくられた。
1875年から1876年（明治9年）にかけての西郷は自宅でくつろぐか、遊猟と温泉休養に行っていることが多い。西郷の影響下にある私学校が整備されて、私学校党が県下最大の勢力となると、大山綱良もこの力を借りることなしには県政が潤滑に運営できなくなり、私学校党人士を県官や警吏に積極的に採用し、1875年11月と翌年4月には西郷に依頼して区長や副区長を推薦して貰った。このようにして別府晋介、辺見十郎太、河野主一郎、小倉壮九郎（東郷平八郎の兄）らが区長になり、私学校党が県政を牛耳るようになると、政府は以前にもまして、鹿児島県は私学校党の支配下に半ば独立状態にあると見なすようになった。

### 西南戦争前夜
1876年（明治9年）3月に廃刀令が出され、8月に金禄公債証書条例が制定されると、士族とその子弟で構成される私学校党の多くは、徴兵令で代々の武人の身分を奪われたことに続き、帯刀と知行地という士族最後の特権をも取り上げられたと憤慨した。10月24日の熊本県士族の神風連の乱、27日の福岡県士族の秋月の乱、28日の萩の乱もこれらの特権の剥奪に怒っておきたものであった。11月、西郷は日当山温泉でこれら決起の報を聞き、書簡を桂久武に出した。
- 前原一誠らの行動を愉快なものとして受け止めている。
- 今帰ったら若者たちが逸るかもしれないので、まだこの温泉に止まっている。
- 今まで一切自分がどう行動するかを見せなかったが、起つと決したら、天下の人々を驚かすようなことをするつもりである[注釈 28]。

一方、政府は、鹿児島県士族の反乱がおきるのではと、年末から1月にかけて警戒し処置にあたらせた。
- 鹿児島県下の火薬庫（弾薬庫ともいう）から火薬・弾薬を順次船で運びださせる。
- 大警視・川路利良らが24名の巡査を、県下の情報探索・私学校の瓦解工作・西郷と私学校を離間させるなどの目的で、帰郷の名目のもと鹿児島に派遣する。

これに対し、私学校党は、すでに陸海軍省設置の際に武器や火薬・弾薬の所管が陸海軍に移っていて、陸海軍がそれを運び出す権利を持っていたにもかかわらず、本来、これらは旧藩士の醵出金で購入したり、つくったりしたものであるから、鹿児島県士族がいざというときに使用するものであるという意識を強く持っていた。
また、多数の巡査が一斉に帰郷していることは不審であり、その目的を知る必要があると考えていた。なお、まだこの時点では、川路利良が中原尚雄に、瓦解・離間ができないときは西郷を「シサツ」せよ、と命じてあったことは知られていなかった。

### 挙兵
1877年（明治10年）1月20日頃、西郷は、この時期に私学校生徒が火薬庫を襲うなどとは夢にも思わず、大隅半島の小根占で狩猟をしていた。一方、政府は鹿児島県士族の反乱を間近しと見て、1月28日に山縣有朋が熊本鎮台に電報で警戒命令を出した。29日、従来は危険なために公示したうえで標識を付けて白昼運び出していたのに、陸軍の草牟田火薬庫の火薬・弾薬が夜中に公示も標識もなしに運び出され、赤龍丸に移された。これに触発されて私学校生徒が、同火薬庫を襲った。

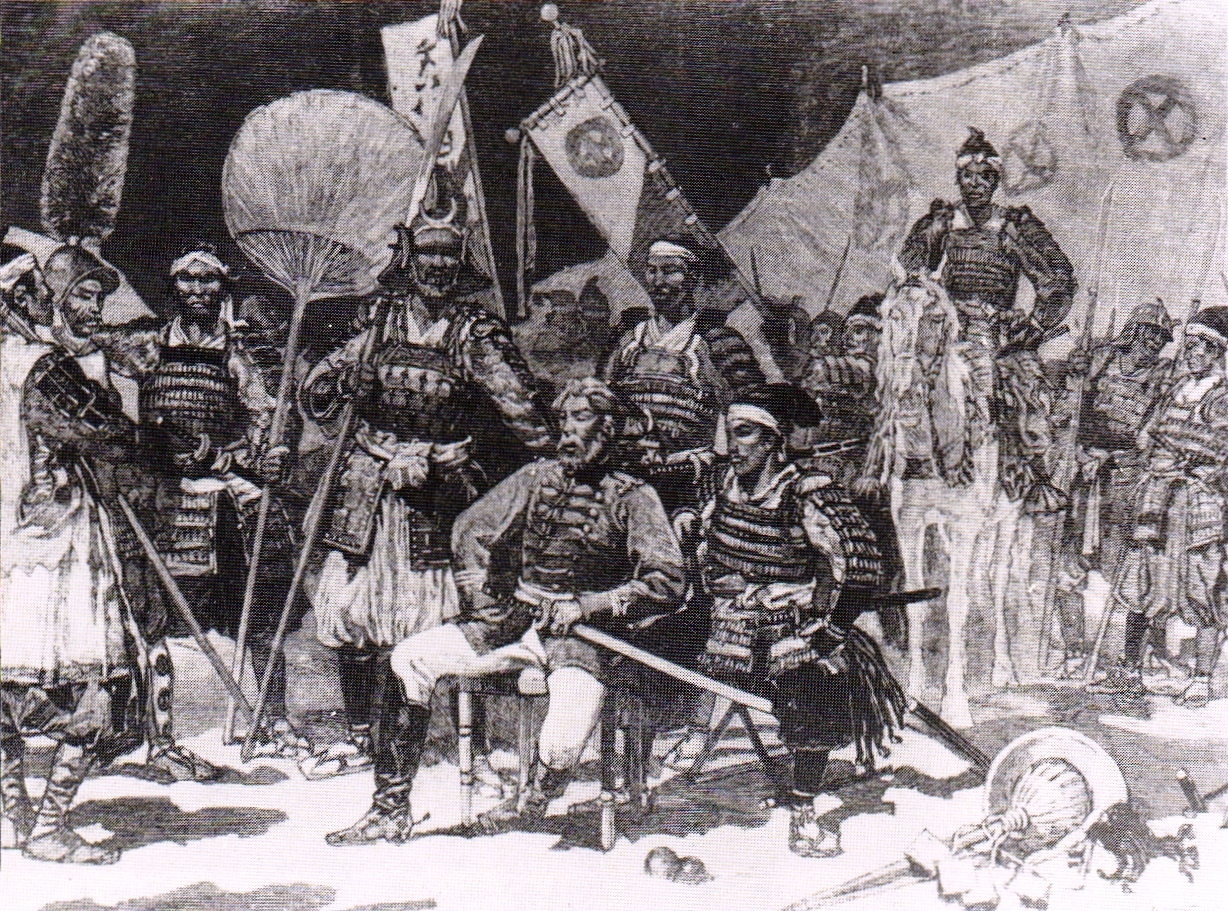
ル・モンド(Illustré)の速報記事に描かれた西郷軍（1877年）

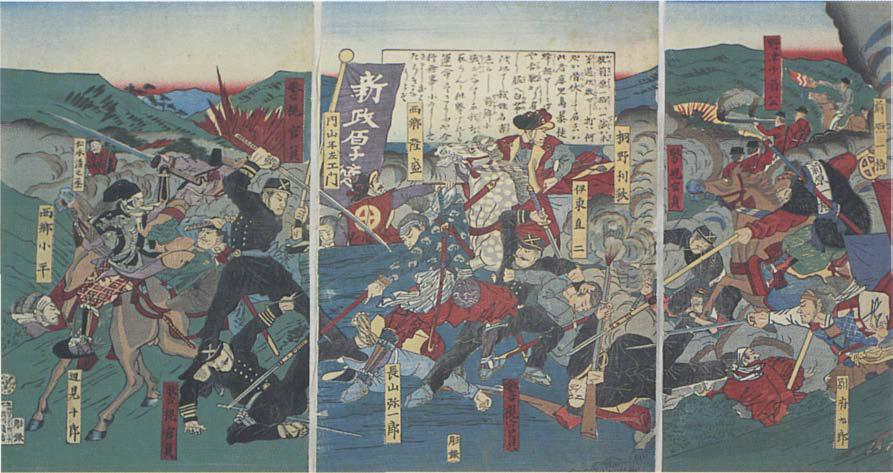
官軍と西郷軍の激突を描いた浮世絵。中央に西郷隆盛が描かれている。

2月1日、小根占にいた西郷のもとに四弟・小兵衛が私学校幹部らの使者として来て、谷口登太が中原尚雄から西郷刺殺のために帰県したと聞き込んだこと、私学校生徒による火薬庫襲撃がおきたことなどを話した。これを聞いて西郷が鹿児島へ帰ると、身辺警護に駆けつける人数が時とともに増え続けた。3日に中原が捕らえられ、4日に拷問によって自供すると、6日に私学校本校で大評議が開かれ、政府問罪のために大軍を率いて上京することに決したので、翌7日に県令・大山綱良に上京の決意を告げた。このようにして騒然となっていた9日、川村純義が高雄丸で西郷に面会に来たので、会おうとしたが、会えなかった。同日、巡査たちとは別に、大久保が派遣した野村綱が県庁に自首した。西郷は、その自白内容から、大久保も刺殺に同意していると考えるようになったらしい。
募兵、新兵教練が終わった13日、大隊編制が行われ、一番大隊指揮長に篠原国幹、二番大隊指揮長に村田新八、三番大隊指揮長に永山弥一郎、四番大隊指揮長に桐野利秋、五番大隊指揮長に池上四郎が選任され、桐野が総司令を兼ねることになった。淵辺群平は本営附護衛隊長となり、狙撃隊を率いて西郷を護衛することになった。別府は加治木で別に2大隊を組織してその指揮長になった。
翌14日、私学校本校横の練兵場で西郷による正規大隊の閲兵式が行われた。15日、薩軍の一番大隊が鹿児島から先発し（西南戦争開始）、17日、西郷も鹿児島を出発し、加治木・人吉を経て熊本へ向かった。

### 熊本の戦い
2月20日、別府晋介の大隊が川尻に到着。熊本鎮台偵察隊と衝突し、これを追って熊本へ進出した。21日、相次いで到着した薩軍の大隊は順次、熊本鎮台を包囲して戦った。22日、早朝から熊本城を総攻撃した。昼過ぎ、西郷が世継宮に到着した。政府軍一部の植木進出を聞き、午後3時に村田三介・伊東直二の小隊が植木に派遣され、夕刻、伊東隊の岩切正九郎が乃木希典率いる第14連隊の軍旗を分捕った。一方、総攻撃した熊本城は堅城で、この日の状況から簡単には陥ちないと見なされた。夜、本荘に本営を移し、ここでの軍議でもめているうちに、政府軍の正規旅団は本格的に南下し始めた。この軍議では一旦は篠原らの全軍攻城策に決したが、のちの再軍議で熊本城を長囲し、一部は小倉を電撃すべしと決し、翌23日に池上四郎が数箇小隊を率いて出発したが、南下してきた政府軍と田原・高瀬・植木などで衝突し、電撃作戦は失敗した。
これより、南下政府軍、また上陸してくると予想される政府軍、熊本鎮台に対処するために、熊本城攻囲を池上にまかせ、永山弥一郎に海岸線を抑えさせ、篠原国幹（六箇小隊）は田原に、村田新八・別府晋介（五箇小隊）は木留に、桐野利秋（三箇小隊）は山鹿に分かれ、政府軍を挟撃して高瀬を占領することにした。しかし、いずれも勝敗があり、戦線が膠着した。
3月1日から始まった田原をめぐる戦い（田原坂・吉次など）は、この戦争の分水嶺になった激戦で、篠原国幹ら勇猛の士が次々と戦死した。このような犠牲を払ってまで守っていた田原坂であったが、20日に、兵の交替の隙を衝かれ、政府軍に奪われた。この戦いに敗れた原因は多々あるが、主なものでは、砲・小銃が旧式で、しかも不足、火薬・弾丸・砲弾の圧倒的な不足、食料などの輜重の不足があげられる。これらは西南戦争を通じて薩軍が持っていた弱点でもある。こうして田原方面から引き上げ、その後部線を保守している間に、上陸した政府背面軍に敗れた永山弥一郎が御船で自焚・自刃し、4月8日には池上四郎が安政橋口の戦いで敗れて、政府背面軍と鎮台の連絡を許すと、薩軍は腹背に敵を受ける形になった。そこで、この窮地を脱するために、14日、熊本城の包囲を解いて木山に退却した。この間、本営は本荘から3月16日に二本木、4月13日に木山、4月21日に矢部浜町と移され、西郷もほぼそれとともに移動したが、戦闘を直接に指揮しているわけでもないので、薩摩・大隅・日向の三州に蟠踞することを決めた4月15日の軍議に出席していたこと以外、目立った動向の記録はない。
薩軍は浜町で大隊を中隊に編制し直し、隊名を一新したのち、椎葉越えして、新たな根拠地と定めた人吉へ移動した。4月27日、一日遅れで桐野利秋が江代に着くと、翌28日に軍議が開かれ、各隊の部署を定め、日を追って順次、各地に配備した。これ以来、人吉に本営を設け、ここを中心に政府軍と対峙していたが、衆寡敵せず、徐々に政府軍に押され、人吉も危なくなった。そこで本営を宮崎に移すことにした。西郷は池上四郎に護衛され、5月31日、桐野利秋が新たな根拠地としていた軍務所（もと宮崎支庁舎）に着いた。ここが新たな本営となった。この軍務所では、桐野の指示で、薩軍の財政を立て直すための大量の軍票（西郷札）がつくられた。

### 宮崎の戦い
人吉に残った村田新八は、6月17日、小林に拠り、振武隊、破竹隊、行進隊、佐土原隊の約1,000名を指揮し、1ヶ月近く政府軍と川内川を挟んで小戦を繰り返した。7月10日、政府軍が加久藤・飯野に全面攻撃を加えてきたので、支えようとしたが支えきれず、高原麓・野尻方面へ退却した。小林も11日に政府軍の手に落ちた。17日と21の両日、堀与八郎が延岡方面にいた薩兵約1,000名を率いて高原麓を奪い返すために政府軍と激戦をしたが、これも勝てず、庄内、谷頭へ退却した。24日、村田は都城で政府軍六箇旅団と激戦をしたが、兵力の差は如何ともしがたく、これも大敗して、宮崎へ退いた（都城の戦い）。
31日、桐野・村田らは諸軍を指揮して宮崎で戦ったが、再び敗れ、薩軍は広瀬・佐土原へ退いた（宮崎の戦い）。8月1日、薩軍が佐土原で敗れたので、政府軍は宮崎を占領した。宮崎から退却した西郷は、2日、延岡大貫村に着き、ここに9日まで滞在した。2日に高鍋が陥落し、3日から美々津の戦いが始まった。このとき、桐野利秋は平岩、村田新八は富高新町、池上四郎は延岡にいて諸軍を指揮したが、4日、5日ともに敗れた。6日、西郷は教書を出し、薩軍を勉励した。7日、池上の指示で火薬製作所と病院を熊田に移し、ここを本営とした。西郷は10日から本小路、無鹿、長井村笹首と移動し、14日に長井村可愛に到着すると、以後、ここに滞在した。その間の12日、参軍・山縣有朋は政府軍の延岡攻撃を部署した。同日、桐野・村田・池上は長井村から来て延岡進撃を部署し、本道で指揮したが、別働第二旅団・第三旅団・第四旅団・新撰旅団・第一旅団に敗れたので、延岡を総退却し、和田峠に依った。
8月15日、和田峠を中心に布陣し、政府軍に対して西南戦争最後の大戦を挑んだ。早朝、西郷が初めて陣頭に立ち、自ら桐野、村田、池上、別府ら諸将を随えて和田峠頂上で指揮したが、大敗して延岡の回復はならず、長井村へ退いた。これを追って政府軍は長井包囲網をつくった。16日、西郷は解軍の令を出し、書類・陸軍大将の軍服を焼いた。この後、負傷者や諸隊の降伏が相次いだ。残兵とともに、三田井まで脱出してから今後の方針を定めると決し、17日夜10時、長井村を発し、可愛岳（えのたけ）に登り、包囲網からの突破を試みた。突囲軍は精鋭300-500名で、前軍は河野主一郎と辺見十郎太、中軍は桐野と村田、後軍は中島健彦と貴島清が率い、池上と別府が約60名を率いて西郷隆盛を護衛した。突囲が成功した後、宮崎・鹿児島の山岳部を踏破すること14日、鹿児島へ帰った。

### 城山決戦

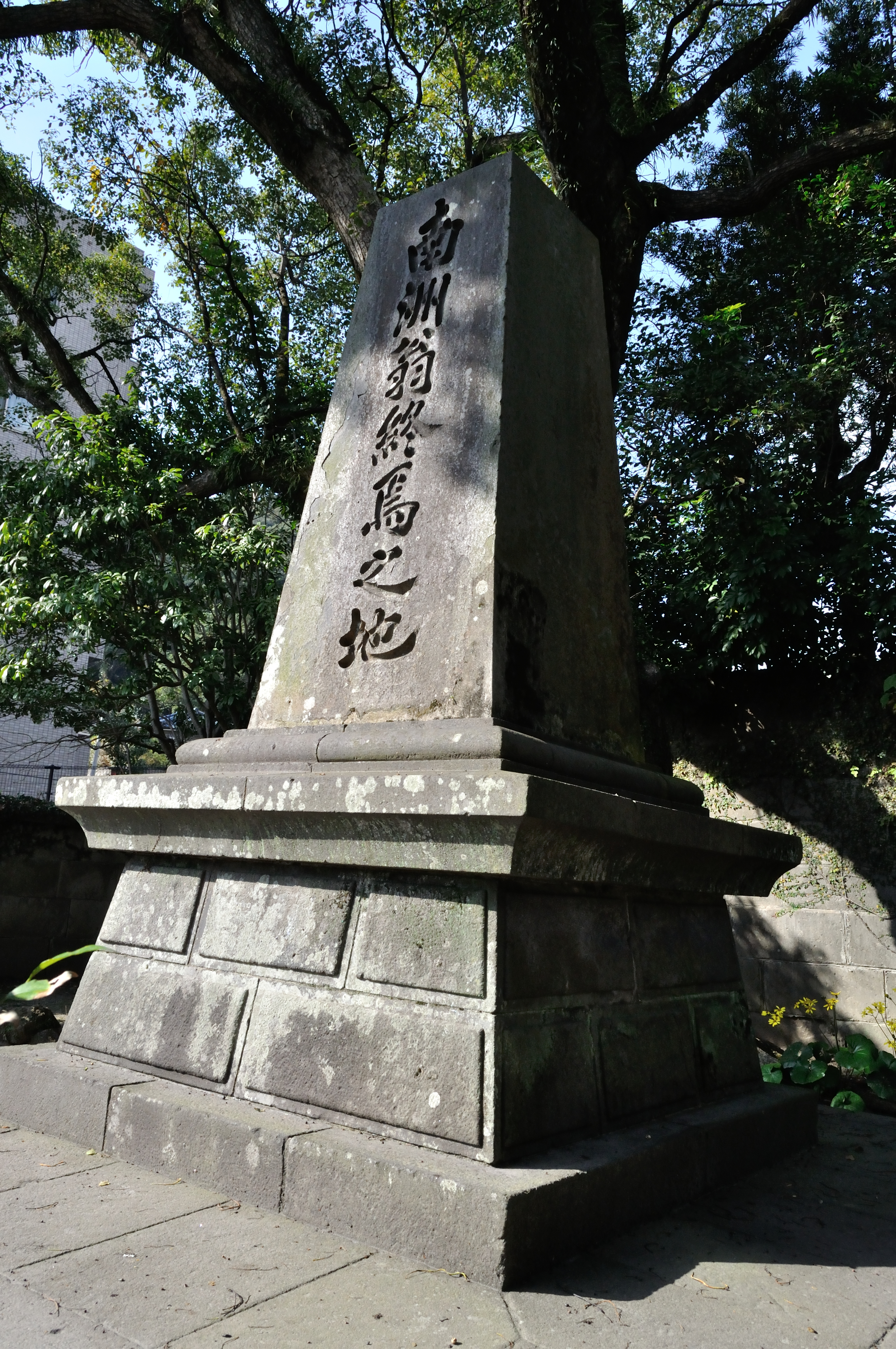
南洲翁終焉之地の碑（鹿児島市城山町）

9月1日、突囲した薩軍は鹿児島に入り、城山を占拠した。一時、薩軍は鹿児島城下の大半を制したが、上陸展開した政府軍が3日に城下の大半を制し、6日には城山包囲態勢を完成させた。19日、山野田一輔・河野主一郎が西郷の救命のためであることを隠し、挙兵の意を説くためと称して、軍使となって参軍・川村純義のもとに出向き、捕らえられた。22日、西郷は城山決死の檄を出した。23日、西郷は、山野田が持ち帰った川村からの返事を聞き、参軍・山縣有朋からの自決を勧める書簡を読んだが、返事を出さなかった。また、敵である陸軍の中にも西郷を慕う者は多く、城山総攻撃の前夜には、陸軍軍楽隊が城山に向けて葬送曲を演奏し、市民も聞き入ったという。現代になっても、自衛隊の吹奏楽団が、同じ日時に葬送曲を同じ場所で演奏している。
9月24日、午前4時、政府軍が城山を総攻撃したとき、西郷と桐野利秋、桂久武、村田新八、池上四郎、別府晋介、辺見十郎太ら将士40余名は洞前に整列し、岩崎口に進撃した。まず国分寿介が剣に伏して自刃した。桂久武が被弾して斃れる（たおれる）と、弾を受けて落命する者が続き、島津応吉久能邸門前で西郷も股と腹に被弾した。西郷は別府晋介を顧みて「晋どん、晋どん、もう、ここらでよか」と言い、将士が跪いて見守る中、襟を正し、跪座し遙かに東に向かって拝礼しながら、別府に首を打たせる形で自害した。介錯を命じられた別府は、涙ながらに「ごめんなったもんし（御免なっ給もんし＝お許しください）」と叫んで西郷の首を刎ねたという。享年51（満49歳没）。
西郷の首はとられるのを恐れ、折田正助邸門前に埋められた。西郷の死を見届けると、残余の将士は岩崎口に進撃を続け、私学校の一角にあった塁に籠もって戦ったのち、自刃、刺し違え、あるいは戦死した。
午前9時、城山の戦いが終わると大雨が降った。雨後、浄光明寺跡で山縣有朋と旅団長ら立ち会いのもとで検屍が行われた。西郷の遺体は毛布に包まれたのち、木櫃に入れられ、浄光明寺跡に埋葬された（現在の南洲神社の鳥居附近）。このときは仮埋葬であったために墓石ではなく木標が建てられた。木標の姓名は県令・岩村通俊が記した。1879年（明治12年）、浄光明寺跡の仮埋葬墓から南洲墓地のほぼ現在の位置に改葬された。また、西郷の首も戦闘終了後に発見され、検分ののちに手厚く葬られた。

### 死後

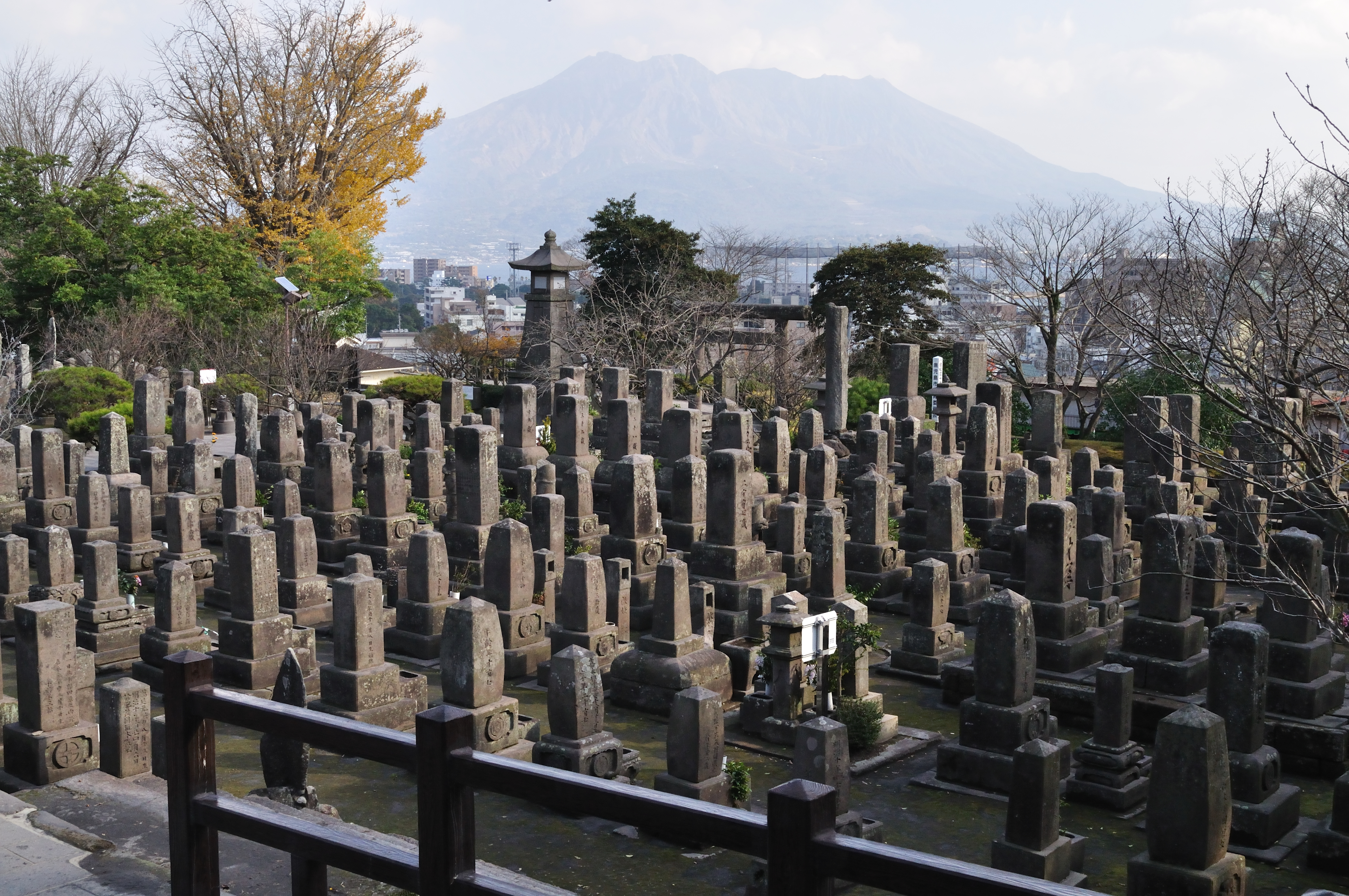
西郷墓地

西郷は挙兵直後の明治10年（1877年）2月25日に「行在所達第四号」で官位を褫奪（ちだつ）され、死後、賊軍の将として遇された。その後、西郷の人柄を愛した明治天皇の意向や黒田清隆らの努力があって1889年（明治22年）2月11日、大日本帝国憲法発布に伴う大赦で赦され、正三位を追贈された。天皇は西郷の死を聞いた際にも「西郷を殺せとは言わなかった」と洩らしたとされるほど西郷のことを気に入っていたようである。戒名は、南州寺殿威徳隆盛大居士。

## 人物

### 名前
諱は隆永であったが明治2年8月、明治政府樹立の功で正三位が送られる際、その文書には諱を書く必要があったが西郷は箱館戦争を終えて薩摩に帰る船に乗っていたため、政府の役人が吉井友実に聞くも、吉井はいつもは西郷を吉之助と呼んでいたため思い出せず、頭に浮かんだ隆盛を政府側に伝えて文書が作成された。だがそれは西郷の父、吉兵衛の諱だった。西郷隆盛として正三位が贈られて以降、その名を使った。
愛称の「西郷どん」とは「西郷殿」の鹿児島弁表現（現地での発音は「セゴドン」に近い）であり、目上の者に対する敬意だけでなく、親しみのニュアンスも込められている。また「うどさぁ」と言う表現もあるが、これは鹿児島弁で「偉大なる人」と言う意味である。最敬意を表した呼び方は「南洲翁」である。
「うーとん」「うどめ」などのあだ名の由来
「うどめ」とは「巨目」という意味である。西郷は肖像画にもあるように、目が大きかった。その眼光と巨目でジロッと見られると、異様な威厳があって、桐野のような剛の者でも舌が張り付いて物も言えなかったという。その最も特徴的な巨目を薩摩弁で呼んだのが「うどめ」であり、「うどめどん」が訛ったのが「うーとん」であろう。

### 身体的特徴
身長は五尺九寸八分（約180cm)、体重は二十八貫（約105kg）と伝わっている。遺品の陸軍大将大礼服（鹿児島市維新ふるさと館収蔵）を、巡業に来た東西両横綱が試しに着てみたが、少しだぶつく大形で、特に肩幅が広く、首も太く、カラーも十九半形を用いていたという。
大隈重信 「身始末は宜かった。身体は彼の通の大兵肥満で、この節散髪した西ノ海にも譲らぬ。人格は世間で大西郷と呼ぶ程な堂々たる英雄であるが、さればとて着物などには普通に小薩張したものを着、汚れたものなどは着けぬ。勿論綺麗な物を着た訳ぢゃ無いが、といって決して弊縕袍を着ては居らぬ。ただ自己の地位からみれば、御粗末な物だというだけで、おもに木綿物を用いて居った。それをダラシなく着こなして居たよ。まず相撲取りという可きだったろう」
喫煙者であるが、酒は弱く下戸であったと伝わっている。

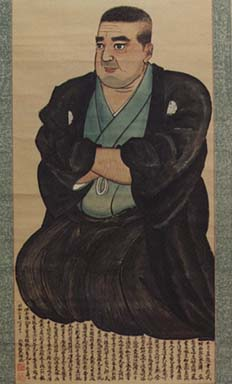
肥後直熊筆「西郷隆盛像」（黎明館蔵）

### 肖像
大久保利通ら維新の立役者の写真が多数残っている中、西郷は自分の写真はなく、明治天皇から要望された際も断っている。現在のところ西郷の写真は確認されていない。理由は西郷が写真嫌いだからとも、顔が知られる事による暗殺を恐れたからとも言われている。
死後に西郷の顔の肖像画は多数描かれている。1883年にエドアルド・キヨッソーネによって描かれたコンテ画が特に著名である。比較的西郷に顔が似ていたといわれる実弟の西郷従道の顔の上半分、従弟大山巌の顔の下半分を合成して描き、親戚関係者の考証を得て完成させたものである。自身は西郷との面識が一切無かったキヨッソーネだが、上司であった得能良介を通じて多くの薩摩人と知り合っており、得能の娘婿であった西郷従道とも親しくしていたため、西郷を知る人の意見が取り入れられた満足のいく肖像画になっているのではないかと言われている。
西郷菊次郎は「父は写真というものは唯の一度も撮ったことがありません。イヤ外の方と同列で撮ったというものがないのです。さアなぜ撮らなかったか分からない。強いて推測すれば、かかる微功だになき肖像を後世に遺す必要がないという謙遜から来た様にも思われる。嘗て在職中のことですが、畏きあたり（天皇）より写真を撮る様にとの御言葉もあったということです。併しこれもその儘になって終いました。今日家に伝えてありますのは、大分前のことですが、親属のものらが、父の肖像を得たいという希望がありました。やむを得ず私がその案を立てた。ソレは額は誰、眼や鼻は誰という様に、一々兄弟や、近親の顔の一部分宛ツギハギして、どうやら父の俤に似たものが出来た。ところがその時の印刷局長が得能良介でこれまた新属の一人ですが、丁度この印刷局にキヨソネというお雇い教師がありましたので、私の案をば同氏に送って描かせたのが、丈約二尺の洋服半身の鉛筆画です。これが今世の中に在る父の肖像画中、比較的正確のものです。この他にも父の知人の作ったものもあります。上野公園の銅像も、無論充分ではありません。私の案を立てた父の肖像画もこの点に就いては真を写しては居りません。上野公園に立ってある父の銅像の意匠に、なぜあんななりをさせたかということは、私は嘗て相談を受けたこともありませんから分かりませんが、頭から胴までは前にお談しをした私の案でキヨソネ氏の描いた肖像画に基づき、胴から下部は、父の用いた洋服のズボンを土台として組み上げたものだから、眼光を除くの外は先ず難がないものと云ってよろしかろう」と語っている。
生前に面識のあった板垣退助は、上野公園に建立された銅像に不満を持ち、洋画家の光永眠雷に指示して新たな肖像画を描かせ、二点が作られたが一点は大山厳、田中光顕、明治天皇の天覧を経て、西郷糸子に渡された。もう一点は西郷家から大山を経て宮内省に渡ったが、二点とも現在は行方不明である。しかし、1910年に日韓併合記念として写真版で印刷発行されており、現在岡山県立記録資料館が所蔵している。
鹿児島郡武村（鹿児島市武町）の西郷屋敷の隣家に住んでいた肥後直熊は、幼少のころ西郷に可愛がられ、「直坊」と愛称され、膝の上で遊んだという。この絵（直熊筆「西郷隆盛像」）は、1927年（昭和2年）の西郷没後50年祭の契機に、昔の思い出をもとに西郷を描いた。肥後直熊の絵は、真実の西郷に最もよく似ていると評価され、同種のものが石版刷りとなって広く頒布された。
本多元介母 「翁の顔は世に行はるる肖像と能く似ているが、鼻が似てない。翁の鼻は立派な鼻ではなく、少し鷲鼻であった」
なお、グイド・フルベッキとともに西郷が明治天皇や坂本龍馬や桂小五郎、勝海舟といった維新頃の人物と集団撮影したと称されている写真（通称・フルベッキ群像写真）が存在するが、西郷は当時すでに肥満しており、この写真で西郷とされている人物のように痩躯ではなかった。また明治元年12月に長崎入りした岩倉具定と岩倉具経が写っていることは確認されており、古写真や幕末史の研究者はフルベッキと佐賀藩の藩校「致遠館」の学生らを写したものであるという見解で一致している。さらに薩摩藩が薩英戦争の講和修好のために、島津忠義の代理として宮之城島津家当主島津久治と長崎へ派遣し、その折に上野彦馬の写場で映した記念写真「十三人写真」、明治2年に内田九一の写真館『九一堂万寿写真館』にて撮影された、薩摩藩関係者6名の写真「スイカ写真」に西郷が写されているという説が出たが、いずれも別の人物であることが判明した。
その他、明治5年(1872年）6月に明治天皇が造幣局へ行幸の際に撮影された写真に西郷が写されているという説がある。旗を持つ人物が西郷と伝えられており、当時の新聞にも西郷が錦旗を手に天皇を御先導したとの記述がある。記録にも実際に西郷が明治天皇に随行して大阪を訪れたとされる。またこの写真の左下で寝ころぶ洋犬が、犬好きであった西郷が写真中にいる根拠とする説もあり、造幣局側は本物の可能性もあるとした。しかし専門家は写真の人物は小柄すぎる、明治5年時点で参議筆頭として政府の最高官位にあったことから写真の人物のような少年兵と同じ軍服を身につけていた可能性は低いとし、これまでのところ西郷本人とはされていない。

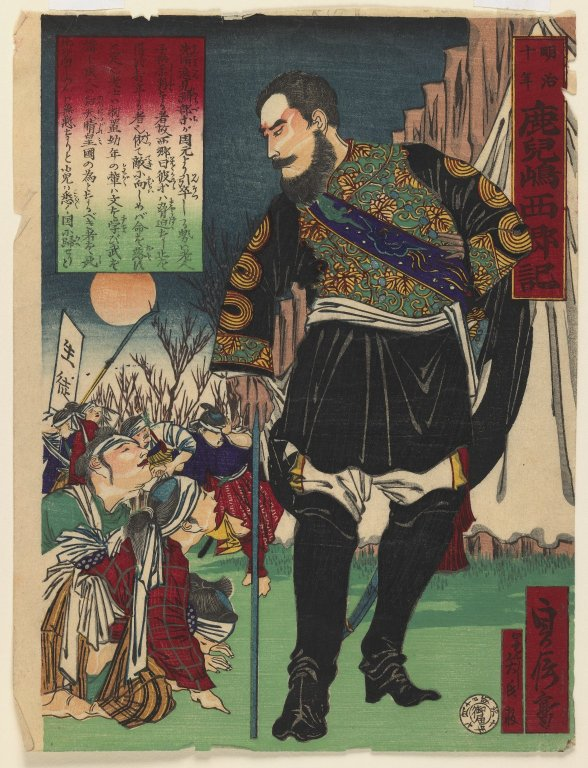
『明治十年鹿児島西郷記』二代目長谷川貞信作（1877年11月）
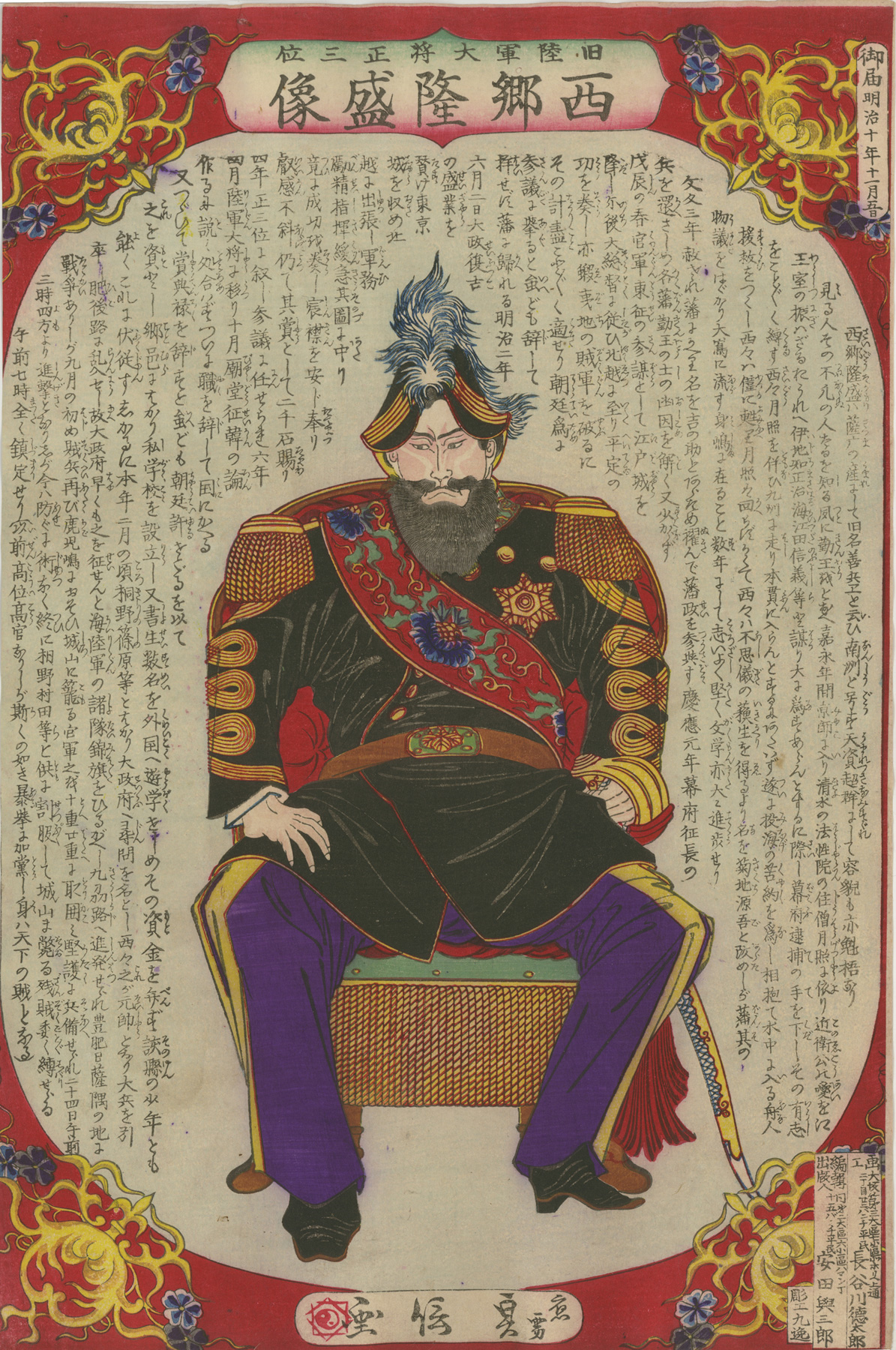
木版画の肖像画。二代目長谷川貞信作（1877年11月）
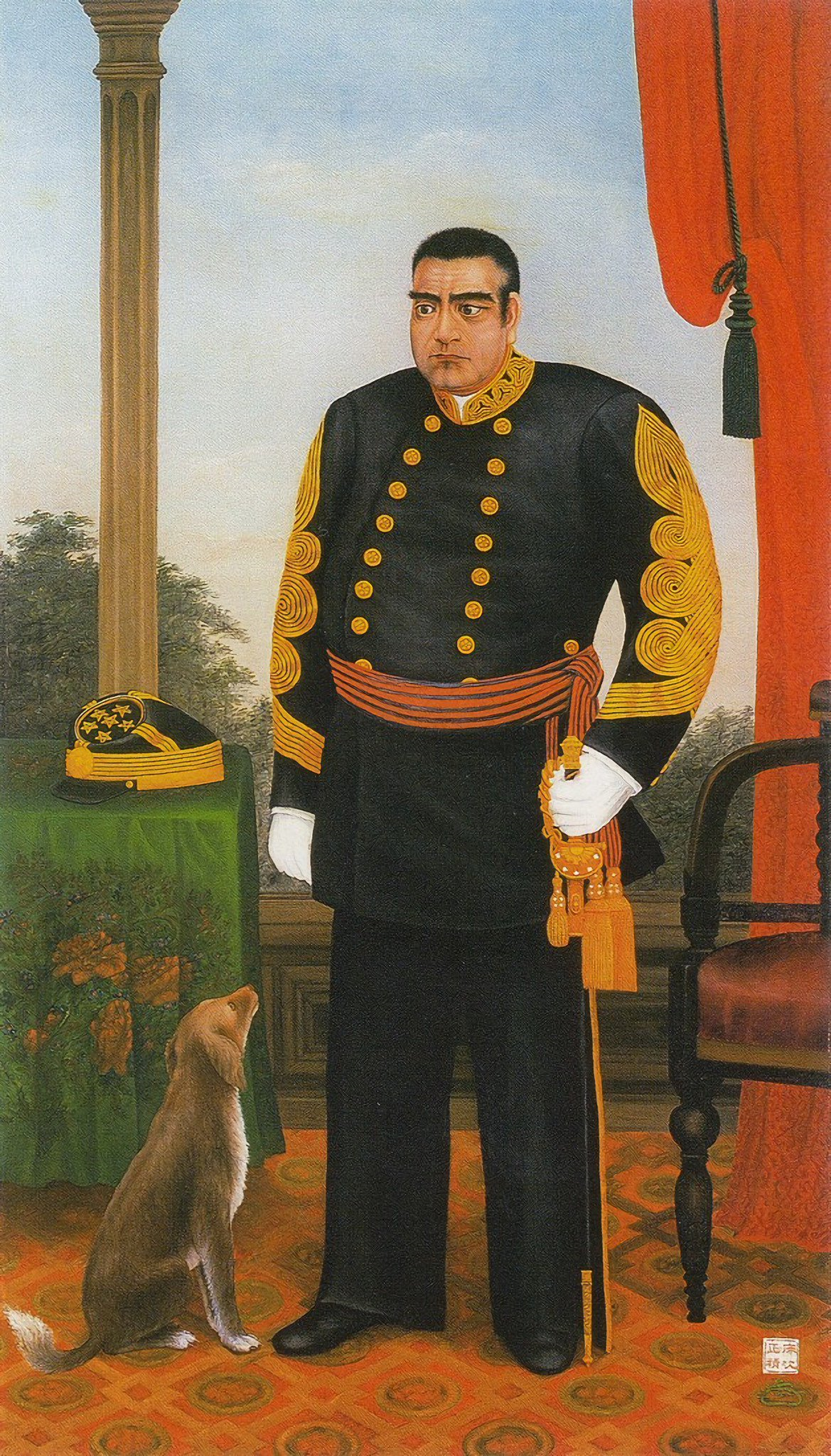
床次正精作（1887年）
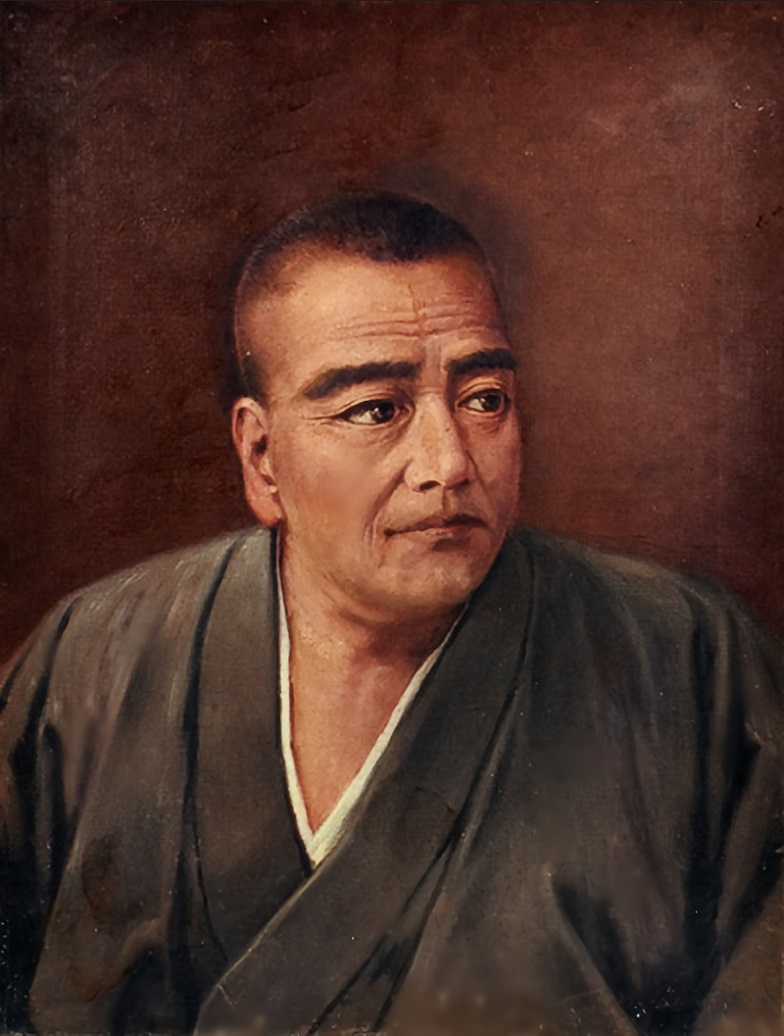
石川静正作（1889年）
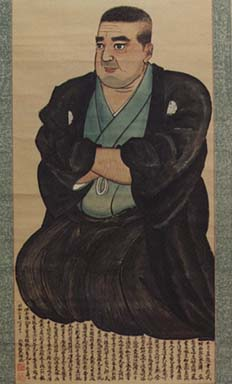
肥後直熊作。
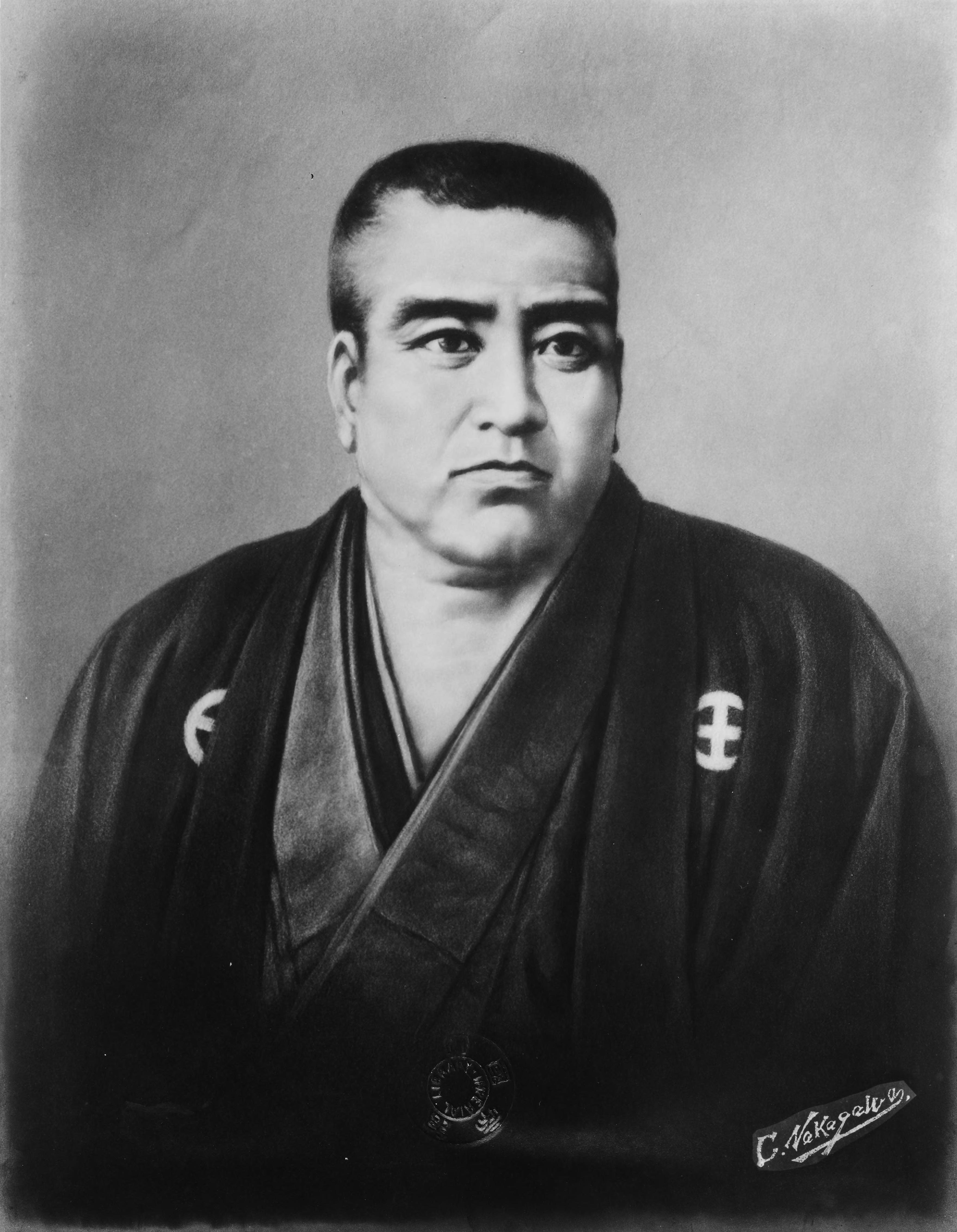
1935年に発行された『近世名士写真』（近世名士写真頒布会）に収録されている西郷隆盛の画像。

### 思想
- 「敬天愛人」

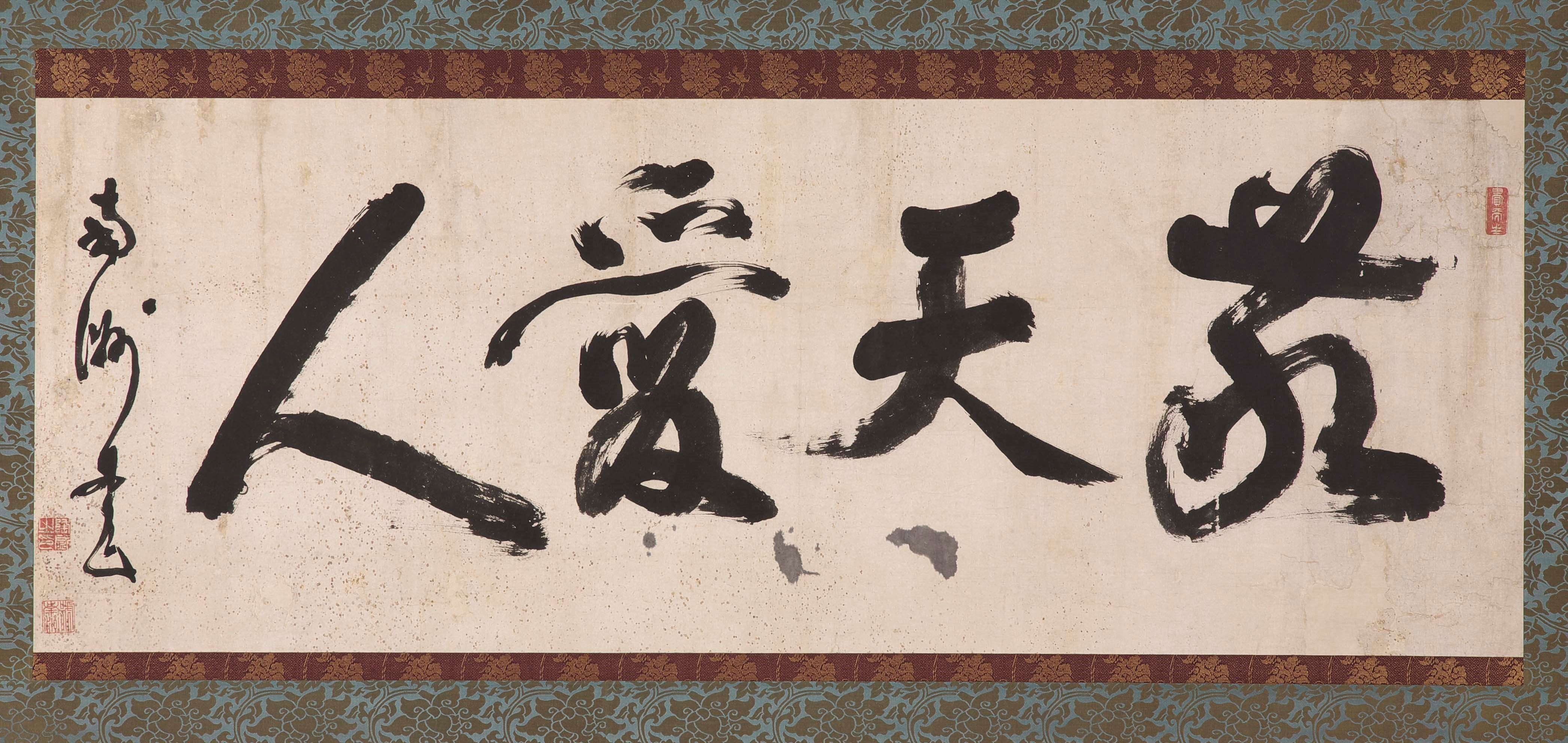
西郷隆盛が揮毫した敬天愛人

- 「道は天地自然の物にして、人は之を行ふものなれば、天を敬するを目的とす。天は人も我も同一に愛し給ふ故、我を愛する心を以て人を愛するなり」[128]
- 「児孫のために美田を買わず」[129]
- 「人を相手にせず、天を相手にして、おのれを尽くして人を咎めず、我が誠の足らざるを尋ぬべし」
- 「急速は事を破り、寧耐は事を成す」
- 「己を利するは私、民を利するは公、公なる者は栄えて、私なる者は亡ぶ」
- 「人は、己に克つを以って成り、己を愛するを以って敗るる」
- 「命もいらず、名もいらず、官位も金もいらぬ人は、始末に困るものなり。この始末に困る人ならでは、艱難をともにして国家の大業は成し得られぬなり」
- 「人智を開発するとは、愛国忠孝の心を開くなり。国に尽くし、家に勤むるの道明らかならば、百般の事業は従って進歩すべし。あるいは耳目を開発せんとて、電信を懸け、鉄道を敷き、蒸気仕掛の器械を造立し、人の耳目を聳動すれども、なにゆえ電信鉄道の無くて叶わぬぞ、欠くべからざるものぞ、という所に目を注がず、みだりに外国の盛大を羨み、利害得失を論ぜず、家屋の構造より玩弄物に至るまで、いちいち外国を仰ぎ、奢侈の風を長じ、財用を浪費せば、国力疲弊し、人心浮薄に流れ、結局日本は身代限りのほかあるまじきなり」[130]
- 西郷菊次郎 「別に宗教に就いての意見という程のものは無かった。家は代々神道にて、父は事の外敬神の念が強かった。また最も祖先を尊崇し、暇さえあれば、私どもを連れて必ず墓参に出かけた。墓場にては自ら草をむしり、水と箒を取って、墓所や石碑を綺麗に掃除せらるることが常であった」

### 持病
肥満
高島鞆之助の証言では西郷は大島潜居の頃から肥満になったとしているが、沖永良部島流罪当時は痩せこけて死にそうになっていたという。
鹿児島は、養豚の盛んな地であり、西郷は脂身のついた豚肉やうなぎ、イワシの刺身やカステラが大好物だった。1873年（明治6年）の征韓論当時は肥満を治そうとして、ドイツ人医師に脂質異常症と診断されホフマンの治療を受けていた。
治療は、当時の明治天皇がホフマンに指示を出したことによるもので、三種類の治療が施された。一つ目は食事制限、二つ目は蓖麻子油を下剤として飲む方法、最後は犬を連れて毎日朝夕、合計8kmの散歩をする方法だった。後者については、『池上四郎家蔵雑記』（市来四郎『石室秘稿』所収、国立国会図書館蔵）中の池上四郎宛彭城中平書簡にこの治療期間中に西郷先生が肥満の治療のために狩猟に出かけて留守だと書いている。
西郷菊次郎は「父の身體は頗る肥満していた。で酒を飲むと苦しくてたまらないと言うので、壮年の時は随分用いたでもあろうが、あとでは一滴も用いなかった。だが肥満していても、別に病気という程のことは無かった」と話している。
肥満の解消のために犬を飼い、一緒に鷹狩りに出掛けていた。
フィラリア症
西郷隆盛は、流刑先の沖永良部島で、風土病のバンクロフト糸状虫という寄生虫に感染したとされ、この感染の後遺症である象皮症を患っていた。これによって陰嚢が人の頭大に腫れ上がっていた。そのため晩年は馬に乗ることができず、もっぱら駕篭を利用していた。
西南戦争後の、首の無い西郷の死体を本人のものと特定させたのは、この巨大な陰嚢である。ただし、比較的近年に至るまでバンクロフト糸状虫によるフィラリア感染症は九州南部を中心に日本各地に見られ、疫学的には必ずしも感染地を沖永良部島には特定できない。明治44年（1911年）の段階の陸軍入隊者の感染検査では鹿児島県九州本島部分出身者の感染率が4%を超えており、北は青森県まで感染者が確認されている。

### 逸話
- 幼少期、近所に使いで水瓶（豆腐と言う説もある）を持って歩いている時に、物陰に隠れていた悪童に驚かされた時、西郷は水瓶を地面に置いた上で、心底、驚いた表現をして、その後何事も無かったかのように水瓶を運んで行った。
- 西郷は贅沢を嫌い、岩倉や三条、大久保の邸が広大であることを批判し、月給ばかりでは無理と、暗に賄賂をとっていると批判している[135]。特に批判的であったのが井上馨であり、「三井の番頭さん」と侮蔑していた[135]。
- 西郷は狩猟も漁（すなどり）も好きで、暇な時はこれらを楽しんでいる。自ら投げ網で魚をとるのは薩摩の下級武士の生活を支える手段の一つであるので、少年時代からやっていた。狩猟で山野を駆けめぐるのは肥満の治療にもなるので晩年まで最も好んだ趣味でもあった。西南戦争の最中でも行っていたほどであり、その傾倒ぶりが推察される。したがって猟犬を非常に大切にした。東京に住んでいた時分は自宅に犬を数十頭飼育し、家の中は荒れ放題だったという。
- 坂本龍馬を鹿児島の自宅に招いた際、自宅は雨洩りがしていた。夫人の糸子が「お客様が来られると面目が立ちません。雨漏りしないように屋根を修理してほしい」と言ったところ、西郷は「今は日本中の家が雨漏りしている。我が家だけではない」と叱ったため、隣室で休んでいた龍馬は感心したという[要出典]。
- 青年、壮年期においては妻のほか愛人を囲うなど享楽的な側面も見せた。祇園の芸妓だった君尾の回想をまとめた『維新侠艶録』[136]や勝海舟の『氷川清話』[140]によると、肥満の女性が好みで、そのエピソードは歌舞伎の演目『西郷と豚姫』でも今に伝わっている。しかし、晩年は禁欲的な態度に徹した。
- 郷土の名物、黒豚の肉が大好物だったが、特に好んでいたのが今風でいう肉入り野菜炒めと豚骨と呼ばれる鹿児島の郷土料理であったことが、愛加那の子孫によって『鹿児島の郷土料理』という書籍に載せられている。
- 岩倉使節団に洋装の者がいるのを見て、船出を見送った横浜から東京への帰途、「もし、あの大使一行の船が太平洋の真ん中で沈没したら、それは却って国家の幸せになるだろう」と独り言を言った[141]。
- 勝海舟 「人見寧という男が若い時分に、おれのところへやってきて『西郷に会いたいから紹介状を書いてくれ』と言ったことがあった。そこでおれは人見の望み通りに紹介状を書いてやったが、中には『この男は足下を刺すはずだが、ともかくも会ってやってくれ』と認めておいた。それから人見はじきに薩州へ下って、まず桐野へ面会した。桐野も流石に眼がある。人見を見ると、その挙動がいかにも尋常ではないから、ひそかに彼の西郷への紹介状を開封して見たら、果たして今の始末だ。流石に不適の桐野もこれには少しく驚いて、すぐさま委細を西郷へ通知してやった。ところが西郷は一向平気なもので『勝からの紹介なら会ってみよう』ということだ。そこで人見は、翌日西郷の屋敷を尋ねて行って『人見寧がお話を承りにまいりました』というと、西郷はちょうど玄関へ横臥していたが、その声を聞くと悠々と起き直って｢私が吉之助だが、私は天下の大勢などいう様なむつかしいことは知らない。まあお聞きなさい。先日私は大隅のほうへ旅行したその途中で、腹がへってたまらぬから、十六文で芋を買って喰ったが、たかが十六文で腹を養うような吉之助に天下の形勢などというものが分るはずないではないか』といって大口を開けて笑った。ところが血気の人見も、この出し抜けの話に気を呑まれて、殺すどころの段ではなく、挨拶もろくろく得せずに帰ってきて『西郷さんは実に豪傑だ』と感服して話したことがあった」[142]
- 寺師宗徳
  - 「明治二年の十二月、岩倉右府勅旨として薩藩に下向せられた時、隆盛当事藩の参政であったが、袴の股立高く引上げ、素足で藩主に随従し、藩主が着館せられると、敷石に土下座して見送った」[143]
  - 「鮫島某と藩命を負うて上京する途上、鮫島は毎日酒をあおり、酔眼朦朧として常に抜刀大呼し、しばしば人を驚かすので、隆盛大いに閉口し『この行、もし過失あらば君公に対しなんとも申訳がない。欺いて彼に禁酒しむるに如かず』と考え、一夕殊更に酒肴を命じ、婢を呼んで杯盤に侍せしめ、予め婢に言いつけて、自分の膝にわざと酒を覆させ、隆盛は衣袴を汚したるの故を以て、偽って大いに怒り、婢を罵りつつ刀を抜いて起つ。鮫島大いに驚き、調停頗る努め、慰めて寝に就かしめた。翌朝隆盛に向い『君が藩にある頃は、厳正自ら侍し居るにも拘らず、昨夜の軽躁は何事である。思うにこれ酒の罪だ。僕もまた大いに悟る所あり。今より使命を全うして帰るまでは酒を口にせぬ』とて互いに誓った。隆盛はひそかに我計の成れるを喜んだと云う事だが、実に乙な芝居を演って居るではないか」[143]
- 高島鞆之助
  - 「ある日隆盛のお伴をして、隆盛の友達の所へ往く途中、麹町の今の英国大使館のある辺の来ると、一人の老人と遇いて、至って丁寧な挨拶をして別れた。それから自分が彼は誰ですかと聞くと、芸州藩の家老辻だと答えた。その頃の自分だから前後を見ずにそのまま辻の事を歩きながら話しだすと、隆盛は『そんなことを往来で話しながら歩くものぢゃ無い』と酷く叱った」[143]
  - 「隆盛に従って、山形へ撫循に往ったが、翌日になると隆盛は早々帰京の途に就いた。自分も一所に帰るつもりの所、図らずも守備隊付を命ぜられた。腹が立って堪らぬが、已むを得ぬ。毎日無事に苦んで居るばかりだ。こんな事をして居た日にゃ駄目だ。何とかして早く逃げ出さなきゃならぬと思って居ると、出納方の右松祐永が越後方面からやって来た。我輩は奇貨措くべしと言うので、出鱈目に嘘八百をこねて、右松に後事を託して江戸に着いて見ると、隆盛は疾に帰藩した後であった。京都へ来て木戸、大村などという連中に逢うと「西郷は無責任な奴ぢゃ。戦争が終んだと云って、直ぐに帰郷して閑臥してるとは怪しからぬ事ぢゃ』などと頻りに攻撃して居る。我輩もこれは最もぢゃと思った。そこで一番帰郷して隆盛に上京を勧めようと覚悟した。鹿児島に着くや否や、直ちに隆盛を武村の居に訪うた。すると隆盛は今しも川狩から帰宅したばかりの所であって、我輩を一見するやにっことして『ヤア高島ぢゃないか、珍しいがマア是れへ来い』と懇ろに迎えた。実はこの時の我輩の胸裡には、隆盛に対して一の恐怖を抱いて居ったのさ。というのは山形で右松を誤魔化して帰ったのぢゃったから、隆盛に会ったら必ず叱られるものと覚悟して居った。ところが右の通り丁寧に迎接されるから、薄気味悪いながらも座敷に通って久闊を叙し、山形以来の一伍一什を物語った。すると意外さね、隆盛は阿々とばかり大笑して『ソラ可かった。戦争の終んだ後に、いつまでも居るばかがあるものか。宜うこそ帰って来た』と大変に褒めた。それから種々の話頭に分れて少時談笑した後、我輩は隆盛に上京を勧むるはこの機を逸すべからずと思ったから『先生、討幕の戦争は仕舞いましたが是からどう為さる御心算であらせられますか。京都辺では先生の御帰郷を非難して居ますよ。御上京に為りましては如何です』と思い切って言った。我輩としてはでかしたつもりさね。すると隆盛は彼の巨眼でハタと睨んで『何んだと、貴様は討幕の事業が終んだと思うか。王政復古の大業は是からだぞ、ばか者がッ』とたったこの一言ぢゃが、それは怖かったね。再び語を続ぐ所か面も得挙げなかったぢゃ」[143]
- 沖永良部島は台風・日照りなど自然災害が多いところであったが絶海の孤島だったので、災害が起きたときは自力で立ち直る以外に方法がなかった。そのことを知った西郷は『社倉趣意書』を書いて義兄弟になっていた間切横目（巡査のような役）の土持政照に与えた。社倉はもともと朱熹の建議で始められたもので、飢饉などに備えて村民が穀物や金などを備蓄し、相互共済するもので、江戸時代には山崎闇斎がこの制度の普及に努めて農村で広く行われていた(闇斎に学んだ会津藩主保科正之も導入している)。若い頃から朱子学を学び、また郡方であった西郷は職務からして、この制度に詳しかったのであろう。この西郷の『社倉趣意書』は土持が与人となった後の明治3年（1870年）に実行にうつされ、沖永良部社倉が作られた。この社倉は明治32年（1899年）に解散するまで続けられたが、明治中期には20,000円もの余剰金が出るほどになったという。この間、飢饉時の救恤（きゅうじゅつ）の外に、貧窮者の援助、病院の建設、学資の援助など、島内の多くの人々の役にたった。解散時には西郷の記念碑と土持の彰徳碑、及び「南洲文庫」の費用に一部を充てた外は和泊村と知名村で2分し、両村の基金となった。
- 西郷隆盛が士族兵制論者か徴兵制支持者なのか、当時の政府関係者ですら意見が分かれており、谷干城や鳥尾小弥太は前者を、平田東助は後者であったとする見解を採っている。御親兵導入の経緯などからすれば、士族兵制論者と見るのが妥当であるが、山縣有朋の失脚後も西郷は山縣の徴兵制構想をそのまま継続させたことから、親兵・近衛を通じて形成された山縣に対する西郷の個人的信頼から徴兵令実施を受け入れたと考えられている。ちなみに廃藩置県導入の際に西郷を最終的に同意させたのも山縣であった。
- 晩餐会の席で「作法を知らない」と言って、スープ皿を手に持ってスープを飲み干すなど、飾らない西郷の人柄を、明治天皇はとても気に入っていたと言われる。
- 没年月日（1877年9月24日）がグレゴリオ暦なので、一部の西郷研究者からは生年月日も天保暦からグレゴリオ暦に直して1828年1月23日にすべきだと言う声も上がっている。
- 江戸城を徳川家より勅使に引渡しの時なり、勅使柳原前光、橋本実梁、西丸城に入る。田安中納言、迎接す。勅使、旨を伝え、勅使二人は直ちに退城して旅館に帰る。この時、西郷隆盛、その他も随行せりという。勅使は実に戦々恐々として、声も震えて、いわゆる肌粟を生ずの景況なり。隆盛は大広間に着座しておれり。いつまでたっても帰らず。あまりに見かねて、大久保一翁、罷り出で『勅使、すでに退散せり。西郷公、なんぞ御用これあり候や』という。西郷、『帰りを忘れたり。ただ今、この釘かくしの数をかぞえおれり』と。閑暇の有様にして、さすがは英雄の景況なり（逸事史補）
- 出征の前の晩に「おれが今度お前たちと一緒にいくのは、おれの意志で行くんじゃない。だから、靴もはかしてくれ、陸軍大将の帽子もかぶしてくれ」と言ったという[144]。

### 伝説
西郷星の出現

西南戦争後も西郷は生存
西南戦争後も西郷は中国大陸に逃れて生存しているという風聞が広まっていた。1886年（明治19年）の軍艦畝傍行方不明事件の際には西郷が畝傍に乗って日本に帰ってくるという内容の押川春浪の小説が流行し、1891年（明治24年）にロシア皇太子（後のニコライ2世）が来日し、鹿児島へも立ち寄ると、西郷が皇太子と共に帰国するという風説もあった。大津事件を起こした津田三蔵は西南戦争に下士官として従軍しており、西南戦争での勲章が剥奪されると思い、凶行に及んだといわれている。
台湾に西郷の子孫あり
嘉永4年（1851年）、薩摩藩主・島津斉彬より台湾偵察の密命を受け、若き日の西郷隆盛は、台湾北部基隆から小さな漁村であった宜蘭県蘇澳鎮南方澳に密かに上陸、そこで琉球人を装って暮らした。およそ半年で西郷は鹿児島に帰るが、南方澳で西郷の世話をして懇ろの仲になっていた娘（平埔族）が程なく男児を出産した。この西郷の血筋は孫（呉亀力と伝わる）の代で絶えたという。

## 西郷への影響

### 人物
島津斉彬
西郷は水戸学派や国学の皇国史観に止まってはおらず、開国して富国強兵をし、日・清・韓の三国同盟をするという島津斉彬の持論の影響で、東アジアと欧米諸国の対置という形の世界観を持っていた。列強の内、特にロシアとイギリスに対し強い警戒観を持っていた。
当時の清国が列強の侵略下にあり、朝鮮がその清の冊封国であるという現状を踏まえて、まず三国が完全に独立を果たす、次いで三国の同盟を目指すという形で将来の東アジア像を描いていた。そしてそこに、維新に成功し、列強の侵略を一応は防いだ日本の経験が活かせるとしていた。
斉彬が病没した際は、西郷は墓前で切腹しようとして、月照上人に止められたという。
勝海舟
西郷は大久保宛ての手紙で「勝氏へ初めて面会し候ところ実に驚き入り候人物にて、どれだけ知略これあるやら知れぬ塩梅に見受け申し候」と書いている。
坂本龍馬
「天下に有志あり、余多く之と交わる。然れども度量の大、龍馬に如くもの、未だかつて之を見ず。龍馬の度量や到底測るべからず」と龍馬の度量を知り合った有志達の中で最高かつ底知れないものと感嘆している。
藤田東湖
「先生と話していると清水を浴びたような少しも曇りない心になってしまい帰る道さえ忘れてしまった」と西郷自身洩らしていた。西郷の著書に名前が出てくるほど最も影響を与えた人物の一人である。
橋本左内
初対面では、自分よりも若くひ弱そうな左内を見くびっていた。しかし、左内の思想を聞きとても感服したという。
ナポレオン・ボナパルト
「那波列翁（ナポレオン）伝」というナポレオンの生涯を綴った伝記を愛読していた。そこには一兵士から身を起こし、不屈の精神で国を統率していったナポレオンの波乱に満ちた生涯が書かれており、西郷は新しい日本を模索していく中でその生き様に強く共感し、ナポレオンを敬愛していた。
渋沢栄一
渋沢栄一が平岡円四郎の命令で薩摩へ行ったときに、栄一がスパイではないのかと疑われ狙われていたときに宴会に誘い出し救ったのが西郷隆盛だった。栄一も西郷隆盛のことを著書「論語と算盤」や「論語講義」、「青淵回顧録」などで「人徳が高い」と褒めている。

### 学問

#### 朱子学
朱熹『近思録』
西郷はお由羅騒動（高崎崩れ）の後に朱子『近思録』を読み、その影響を強く受けた。朱子学では、自己と世界には共通する原理（理）があるので、自己を修養して理を会得すれば、人の世界を治めることができるということになっている。西郷の思想は武士の道徳と朱子学を二本柱にしてできていて、この朱子学の根本理論を終世、信じていた。
特に大義名分論は西郷の行動の規範になったもので、日本古来の文化・伝統（天皇も含む）・道徳を大義とし、これを帝国主義諸国の侵略から守り、育てることが、その実践であると考えていた。
これは水戸学派や国学が日本とそれ以外との対置と捉える世界観・史観（皇国史観。朱子学の華と夷を対置する世界観・史観を日本風に改めたもの）を基にしている。
佐藤一斎『言志四録』（言志録）
西郷が手写した『言志録』が残っており、西南戦争のときにもこの書を座右の書として持ち歩いていたことからみると、最も影響を受けた書であると考えられる。

#### 陽明学
西郷は短期間とはいえ、伊藤茂右衛門から陽明学を学んでいる。陽明学は知行合一を理念としているので、知識を世人の役立つようにしようとする点では、この学の影響を受けたかもしれない。しかし、西郷の行動は、その大半が大義名分にもとづく行動であるという面から見れば、その積極的な行動は朱子学から導き出されたものであるとも言え、どのくらい影響を受けたは判然としない。
春日潜庵
西郷は幕末に潜庵とつきあいがあり、明治4年（1871年）に村田新八を潜庵の元に派遣し、対策12ヶ条を得て、それを持って大政改革のために上京している。また明治になってから四弟・小兵衛を潜庵の元に留学させてもいる。これらから西郷が陽明学者の潜庵を高く評価していたことは分かるが、思想としてどの部分を学んだかはよく分からない。
川口雪篷
沖永良部島に遠島されたときに西郷と知遇を得た書家であり、西郷没後に遺族の扶養に勤めた人物である。頭山満の回想では、西南戦争後の1879年（明治12年）当時に西郷家を訪れた折に、応対した雪篷から西郷が愛読し手書きの書き込みがある、幕末の陽明学者・大塩平八郎の書『洗心洞箚記』を見せられ、西郷がいかに大塩を慕っていたかを知らされたとある。

## 評価

### 同時代

#### 薩摩
- 島津斉彬
  - 「身分は低く、才智は私の方が遥かに上である。しかし天性の大仁者である」
  - 「私は此頃大変よい物を手に入れた。それは中小姓を勤めて居た西郷吉之助と云う軽い身分の者が居るが、中々の人物と認む」[146]

- 大久保利通
  - 「西郷は従来甚だ勘定に敏く、いわゆる多感の丈夫なり。而して其の血性燃ゆる如き熱情を制し来りて、事物に対し枯木冷灰し去らんと欲し、此に於て禅を学べり。惟ふに無為恬淡を以て身を処し、又世を処するは、或いは感情過甚の人に益する所あらん。然りと雖も、西郷の禅は西郷の望みに副わず、かえって西郷を意外の地に導き去れり。即ち禅は彼に益せずして彼を害し、妙にも感情を変化し、傲世の気風を生ぜり。傲世は隠逸と相随伴す。是れ禅学家の常に免れ難き病なり。西郷も実に此れに陥れり。彼れ袖を払うて故山に帰臥せるも、斯の病一の誘因と為れるなり。彼れもし隠逸を悦ばず、飽くまで世俗に混じ、俯仰時務を視て専心国事に従わば、何ぞ官を去るを須いんや。又何ぞ惨劇を演じて奇禍に罹る可けんや。予は少しく禅味を解するのみ。而も之を愛せざるに非ず。ただ之を学ぶを欲せず、ややもすれば夫の病に陥るを恐るればなり」[147]
  - 「私が西郷と別れるに臨み、既に別に言うこともなく、また争うこともなかったのだが、彼はただ『何でもイヤダ』と言ったので、私も『しからば勝手にせよ』と言うのがせいぜいの別れとなってしまった。元来彼は私の畏友であり、また信友である。それゆえ私情においても別れることを欲しなかった。そこで私は力を尽してその帰国を止めたのだ。しかし彼はただ『イヤダ』の一言でもって去ってしまい、遂に去年の惨劇となってしまったのは誠に残念の極みである。ああ西郷のその年の『イヤダ』の一言、今なお私をして『イヤダ』の感を抱かしめる。片言といえども、『イヤダ』言もあるものかな」

- 村田新八 「今日天下の人傑を通観したところ、西郷先生の右に出る者はおいもはん。天下の人はいたずらに先生を豪胆な武将と看做しておいもうす。薩摩の人間とて同じでごあす。じゃどん、吾輩一人は、先生を以って深智大略の英雄と信じて疑いもはん。西郷先生を帝国宰相となし、その抱負を実行させることにこそ、我らの責任が掛かっているもんと心得もす」

- 海江田信義
  - 「二翁（藤田東湖、戸田蓬軒）は西郷の偉男児であることを愛し、いろいろと手厚く教え諭した。西郷の人となりは、資性もとより傲慢ではないが、容易く他人に屈することもない。しかしながらこの二翁を見るや、敬意敬服、あたかも鬼神を見るかのようであった」
  - 「西郷その人の如きは、維新元勲中、第一等にして、どうして三徳（智勇仁）兼具の大家でないといえようか。しかし征韓の議については、廟堂でそれが決しなかったからと云って、簡単に辞職するが如きは、これを勇退と称しても、素志が貫徹しなかった原因もここにある。かつまた官軍に抗敵して賊名を蒙るまでに至っては、自ら志を捨てたようなものである。思うに西郷その人が堅忍をもって廟堂の重任を果たし、まめやかに上下の人心を収攬し、それをもって時期の熟するを待てば、またいずれの日にか議する日があったものを。しかるにその考えが出なかったのは、三徳の運用を誤り、短慮に走ったためである」
  - 「大久保を知るものは西郷にして、西郷を知るものはまた大久保に及ぶものなし」[148]

- 伊地知正治 「どうも西郷は二目も三目も我々の上である」

- 松方正義 「大久保さんは家政のことなどには無頓着であり、その死んだ後には借金が大分あったが、西郷さんはこれに反し、いわば借りもせず、貸しもせず、きちんとしたる生活で後の始末は立派なものであった」[149]

- 黒田清綱
  - 「何しろ翁は曠世の英雄で、私共は常にその庇護を蒙っておった。翁の性格を評して聞かぬ人と云うのは甚だ事実に触れていない。翁のやり方は死地に入って活路を開く、いわゆる死中活を求むると云うのが大網になっている。朝鮮使節の如きも、男子の好死処を求むるなどと云う、政略的なものでなかった。翁は俎上に頭を置いて立派に初志を貫くと云う覚悟、しかもそれが余裕綽々としていた事は、翁に親炙していたものには充分に読めたのである。けれど翁は国事については常に身命を抛つ事を躊躇せぬ人であると同時に、天道を信じて疑わなかった人である。いわゆる人事を尽くして天命を待つと云う崇高なる信仰を持っておった人であるから、あるいは使節に立たれたならば生きて帰らぬ人であったかも知れぬが、翁自身はたしかに死中活を求めて、樽俎の間に凱歌を奏する決心であったと云うのは、朝鮮の事は心配いらぬ、帰りにはその足で露西亜に廻って同盟を結んで来ると云う事を言われた事を記憶している。実に驚くべき先見じゃないか」[150]
  - 「元来西郷という人は大侠客といったような調子の人で、例えば子分の者が悪い事をして、それが自分の力で制止し切れず、已に世上に暴露された以上は、独り子分を罪人として、自分は知らぬ顔で過ごし得ぬ性格の人であった。決して自分独りいい顔になろうなどという、卑屈な心は微塵だも持たぬ人できっと死生を共にしようという人である」[151]

- 伊東祐亨 「先生が情に厚く義に強かりしことは顕著の事実であるが、先生はまた人の身の上に何事か起り、その人より相談を受けたる時には、あたかも自己の身に懸かれる事件の如くにこれを見、誠心誠意を以て忠実にこれが解決に力を致さるるの常であって、通常人が、自己の為には周到に考慮しながら、他人の為には苟くもするという様なことは、嘗てこれ無かったのである。特にかかる際に在りて、その相談を掛くる者が地位高き人なるも地位低き人なるも、毫も軒輊さるる所のなかりしは、また余輩後進者の常に感歎措かざりし所である」[152]

- 市来四郎
  - 「性質実直清廉、百折不撓、難を避けず、利に走らず、愛国憂国の誠志終始一致、耐忍勉強、酒食を好まず、奢侈驕逸の風毫髪もなし。近時生計困窮、家財を売販して家資に充つと、世人あまねく知る処。犬を愛し、鹿兎を狩り、農耕を好み、致仕帰県の後は田上村にある耕地に閉居し、桑茶を植えて楽とせり」[153]
  - 「性質粗暴利財に疎く、事業を執に短なり。常に少年と交り粗暴を談じ、礼譲の交なく、同論ある者に交るは、大山綱良、椎原與右衛門の両三輩に過ぎず。己れに異論ある者に交る者少く、一たび増視するときは、積年狐思して、容慮なく、故に少年輩等讒誣せられて捨てられたるもの多し。大量濶度と云うべからず。鹿児島県内に於て、少年輩党員の外に尊崇敬重するもの鮮く、他県に大名の轟くは、該党員が誇張大唱するに出づ。他県と同県人と交るに、言動動作趣を異にす。議論なく動すに腕力を以てせんとするの僻あり。旧君の恩義を重んぜず、人を貶するも少しとせず、豪傑と云うべく君子の風采なし」[153]

- 重野安繹
  - 「南洲は学問はないが、走り廻るには宜しい。何処へ往っても人が信ずる人間である。又どんな事を言い付けても、決して危険のない者」[154]
  - 「西郷が平常推服している人は、鹿児島に在っては山内作次郎や関勇助などという老人、これはいわゆる秩父党の遺老である。これらの老人をば大変尊敬した。外方では藤田東湖、大久保一翁、勝安房、これは天下の人傑と云っておった。それから学者では京都の春日讃岐守である。これは陽明学者であったが、西郷はこれを信じておった。朋輩では大久保一蔵、吉井幸輔、税所篤、伊能良介、伊地知正治等であった。伊地知正治は薩藩の中で学問があって、意表のことを云うので、大変信仰しておった。その他は大抵目下の方である」[154]
  - 「西郷は兎角相手を取る性質がある。これは西郷の悪いところである。自分にもそれは悪いということを云っていた。そうしてその相手をばひどく憎む塩梅がある。西郷という人は一体度量のある人物ではない。人は豪傑肌であるけれども、度量は大きいとは云えない。いわば度量が偏狭である。度量が偏狭であるから、西南の役などが起るのである。世間の人は大変度量の広い人のように思っているが、それは皮相の見で、やはり敵を持つ性質である。とうとう敵を持って、それがために自分も倒れるに至った。どうも西郷は一生世の中に敵を持つ性質で、敵が居らぬとさびしくてたまらないようであった。西郷の人となりは、今申す通り狭いが、人と艱苦を共にするというところが持ち前で、古人のいう士卒の下なる者と飲食を共にする風であった。支那の戦国では呉起などがそうであったという。士卒が手傷を負えば、その傷を啜ったりするようなことは、しはずさぬ人物で、自分より目下の人の信用を得ることが多いので、西郷のためならば死を極めてやるという、いわゆる死士を得ることは自然に出来るので、それが面白くてたまらない。何でも下の者を己れの手足のように使い廻すのが、一生の手際と思っているから、自分も努めてする。幕府を倒すのもそれから起っている。そうして一時成功したのは、士卒の心を得ているからである。西南の役は西郷に人心が就かなければ、あれほどの事は出来はしないであったろうが、薩藩の者は申すに及ばず、他国の婦女子までも、西郷先生ならばと云って、皆戦争に出る気になった。西郷が人から惚れられるのは、そこに在るのだ。その方には人心があったが、一旦自分の敵と見た者は、どこまでも憎む。古の英雄豪傑も皆そういうものだろう」[154]

- 関廣國 「目下中小姓を務めている西郷吉兵衛は、御承知の通り年は若いが、実に一方ならぬ人物で、深慮大謀、一国の大事を託すべき者、目下彼をおいて他にござりませぬ」[155]

- 高島鞆之助
  - 「隆盛は朝廷に対し奉り、または藩主に対しても、いつも忠厚禮譲の心を失わなかった。隆盛は元帥であったのだが、その後陛下が大元帥で御出でになるということを知ってから、畏れ多いとて元帥の名は決して用いず、始終陸軍大将というので済まして居た。また藩主に何か申し上げる折でもあると、その日は朝早く起きて沐浴斎戒し、あの磊落な人がきちんと机に座って、少しも體を崩さず文言をしたためて居た。何時如何なる場合にも禮譲という事を忘れなかった」[143]
  - 「隆盛は平日談国事に亙れば、横になって居ても起きて端座し、もし談皇室にでも及んだならば、座布団を外して語るを例とした」[143]
  - 「隆盛の遣り口は、公私に論無く、赤心を人の腹中に推すという側であった。山形帰順の折でも、藩主と会見の翌日、云わば昨日までの敵地を平気で唯一人で巡覧と出掛けた。そして少しも不安な気色も無く、悠々と出て悠々と帰った。その豪胆なしかも人を疑わぬ赤心には彼地でもすっかり心服して、さすがに隆盛は豪いと賛嘆せぬ者は無かった。有名な江戸城の受渡しも先ずこれの大きなもので、隆盛は権変譎詐の方略などは爪糞ほども用いぬ。何時も正々堂々、正義によって行動した。ここが大抵の人に出来ぬ傑出の所である」[143]

- 小川一徹 「さてもかかる勇夫大胆の人、今の世にあるとは、思ひもよらざる程の人に御座候。極めて大事を成す人と存じ候。かかる勇士もあればあるものと感心仕り候。しかも、猪武者にては、これなく候」

- 寺師宗徳 「自分は子供の頃から隆盛の顔を見る度に恐い男だと思った」[143]

- 柴山矢八
  - 「平素は誠に物柔らかな親切な人であったが、一たび憤慨して話をする時は、その事柄が顔色にありありと現われるような感じを与える。一度翁に接すると、十人が十人とも隆盛の威望に感激して座を去らざる者は無いと云う程で、誠に近来の大人格である。私は欧羅巴に行った時、ビスマルク、モルトケなどに逢ったが、ビスマルクは如何にも隆盛の風貌性格に髣髴たるものがあって、相接して恐ろしいような感じがした。今まで人に接した中で、私の敬服したのは、第一に隆盛で、次にビスマルクである」[143]
  - 「人に接するにも、礼儀が厳粛で、一時間でも二時間でも正座して、遂に膝を崩したことがない。我々小僧に対してもその通りで、帰る時は玄関に自ら送って来て、ちゃんと両手を突いて別れを告げるという風だから、私などは恐縮した」[143]

- 伊瀬地好成 「隆盛は実に偉い人でした。まるで全知全能ぢゃ。偉大なる體格は、爛々たる眼光と共に凛乎として犯すべからざる威望が備わっていた。一たび隆盛の前に出ると、一種のインスピレーションに打たれると同時に、隆盛は甚だ親切である。隆盛の説を聞いて帰る時には、どんな人間でも国家の為に慷慨せんければならぬ様になった」[143]

- 山下房親 「庄内は隆盛の意の如く降服することになったから、米沢口、秋田口、村上口等の官軍は続々庄内城下へ繰込む。私の一体は村上口からであったが、今朝まで戦争をやって、敵が山へ引き上げて行くのも構わず進軍するのだから、兵卒共が衝突でもしはしないか、庄内藩士等は君公の命で已むなく降服するも内心では不服で堪らず、特に隊長等は石の上に腰を掛け、残念だなあと憤慨して居る故、実に危険千萬であったが、幸いに無事であった。西郷は二三日遅れて村田新八等と共に米沢口から乗り込んで来て『お前方の御苦労で降参になって仕合せだ。就いては一日も早く引き上げて仕舞うが宜い。これだけ多い兵士が庄内に屯集して居て、庄内の米を食潰すのは甚だ気の毒な次第だから』と云ったが、自分は承知せず『成程、藩主は真に降服しても将卒は皆内心不平で、何時また破裂するか分らないから、今引上げるは不得策だ』と反対した。すると隆盛はにっこり笑って『武士が兜を脱いで降服した以上は跡を見るものぢゃない。宜いぢゃないか、また起ったらまた来て討つける迄の事さ』と訳もなく云った。この一語には実に一同感心して引上げてしまった。庄内藩では今もその当時の隆盛の処置に対し、感謝して居るそうだが、隆盛が人を心服せしむるのは、常にこの点にあるのである」[143]

- 有馬藤太 「西郷先生は体が肥満しておられたので、よく膝を崩したり、横になったりせられたが、事いやしくも主上の御事になるか、または藩主の事にわたると、すぐに起き直り、座り直し、威儀を正し非常に敬虔の態度を以て、お話し申し上げられた。私なども及ばずながら、それを見習うことができたものだ」[156]

- 磯長得三 「翁は鴨居などの下を通らるる時は常にかがんで通らるる程の長身の人であったが、十助も余ほど高かったので、ある時、背くらべをして見たら、翁より二寸位低かった。又翁の左手に大きな疵の痕があったので、どうされたのかとたずねたら、『二才ン時喧嘩をした時の怪我だ』と言われた。又前歯が一本かけていたのは『角力の時折ったのだ』と話された」

- 増田宋太郎 「一日先生に接すれば一日の愛生ず。三日先生に接すれば三日の愛生ず。親愛日に加わり、去るべくもあらず。今は善も悪も死生をともにせんのみ」[157]

- 川口雪篷 「十数年一所にいたが、まだ大声をだして家人を叱りつけるのを聞いたこともなく、眼をむいて怒ったのを見たこともなかった。身のまわりのこと、雨戸を開けたり閉めたりもみな自分でやり、たまたま他人がやっても、強いてそれをとめることもなかった。面白いのは、家の中で、よその他人がいるときは、そんなことはなかったようだが、屁をひりたいときは、轟音一発、あたりに響くような大したもので、そんな時、けろりとして笑ったりなどせぬ。全く赤ん坊がそのまま大きくなった様な天衣無縫の自然の姿であった」

#### 長州
- 木戸孝允 「西郷隆盛は十二年前の知人にて、爾後同氏の国家に尽くせしもの少なからず。忠実寡欲、事に臨んで果断有り。ただ短なるものは当時の形勢に暗く、大体を見る能わずして、疑惑その間に生じ、一朝の奮怒を以てその身を亡ぼし、その名を損なう。実に歎惜に堪えず。人世の大遺憾なり。十二年前は同氏の処置においては或いは威し、或いは疑しものまたなきこと能わず。甲子長州征討のときは尾州を輔け参謀たり。然し同氏の悪意ならざるは十二年後の交際において氷解するものあり。当時も同氏の時勢を解さざる者と想像せり。長州と薩州と合力同盟せしは余と同氏と丙寅の歳、京都に於いて誓いしを始まりとす。それよりして終に薩長同力し一新の大業をなせり。然して同氏今日の情態に至る。実に語るに忍びないなり」[158]

- 前原一誠 「西郷先生は、どれぐらい大きいか、底が知れぬ」

- 伊藤博文 「天稟大度にして、人に卓出して居って、そうして国を憂うる心も深かった。徳望も中々あったが政治上の識見如何と云うと、チト乏しい様だ。そこで自分にも深く政府に立つことを嫌って居った。盲判を捺すことは嫌で堪らないから、自分の部下を引き連れて北海道へ行こうと云うことを企てたことがあったが、それが変じて私学校と為り、謀反と為った。兎に角大人物ではあったが、寧ろ創業的の豪傑で守成的とは云えない」[159]

- 山縣有朋
  - 「翁は気宇活濶、千万人の大軍を統率して能く平然たるべき天成の大英雄」
  - 「西郷という人はマアどうしても非凡の人間である。その果断明決、能く事の利害を察し、そうして能く之を実行する力を持っているというものは到底尋常の人間で出来ないことである」[159]
  - 「西郷の容貌は肥えた人で、今丁度繪雙紙などにある様な先づ大躰の風です。左様さマア上野の銅像の様な風で肥えて居って眼が大きな人であった。先づ遇うと云うと随分魁偉な人とドウしても見える。そうして言語は甚だ寡い。極めて寡言である。そうして決して人の短所を挙げて話をせぬ人であった。私に話をした内でも決して人を悪く言ったことはない。その代わり役に立たぬ人のことは土台話をせぬと云う方である。ドウもそう云う立て方をして居った様に見受ける。それからこういうことがある。アノ煙草盆を前に置いてチャンと座ってこう手を突いて（左手を膝上に戴す）そうして右の手で煙草を持ちこういう風に吹き口で（眼の周圍を廻す）グルグル廻しながら話をする癖があった。けれども私にはそれが得意の時であるかドウかそれは分からぬ」[160]

- 品川弥二郎 「（薩長同盟の際、木戸がそれまでの長州の立場を主張したことについて）己を薩人にすると、木戸の演説には十分突っ込む所がある。それを如何にも御尤もでございますと言うて、跼んだ儘何も言わなかったのは、流石西郷の大きい所である」[161]

- 三浦梧楼 「西郷の美点は情に厚い、慈悲深い、全く自己と云うものが眼中になかった点にある」[162]

#### 土佐
- 坂本龍馬 「なるほど西郷というやつは、わからぬやつだ。少しく叩けば少しく響き、大きく叩けば大きく響く。もし馬鹿なら大きな馬鹿で、利口なら大きな利口だろう」

- 中岡慎太郎 「人となり、肥大にして御免の要石（土佐藩の相撲取り）に劣らず、古の安倍貞任などもかくの如きかと思ひやられ候。此の人、学識あり、胆略あり、常に寡言にして、最も思慮勇断に長じ、偶々（たまたま）一言に出せば確然、人の肺腑を貫く。且つ徳高くして人を服し、しばしば艱難を経て頗る事に老練す。その誠実、武市（半平太）に似て学識これ有ることは優り、実に知行合一の人物也。是れ即ち当世洛西第一の英雄に御座候」[163]

- 後藤象二郎 「（生きていたら総理大臣になっていたかの問いに）なァに、西郷は軍人だよ」[164]

- 板垣退助
  - 「維新の三傑といって、西郷、木戸、大久保と三人をならべていうが、なかなかどうしてそんなものではない。西郷と木戸、大久保の間には、零が幾つあるか分らぬ。西郷、その次に○○○○といくら零があるか知れないので、木戸や大久保とは、まるで算盤のケタが違う」
  - 「西郷隆盛は人の虚に乗じて事を行うがごとき卑劣なる人物にあらず。公明正大なる人物にして、策といい、略というがごときはその最も忌む所。磊々落々、日月の皎然たるは、彼の平生の襟度なり」[165]
  - 「いやしくも西郷をして利害一辺の人たらしめんや。征韓論破裂の当時、直ちに事を腕力に訴えて最後の処断を執りしやも測るべからず。当時、もし予にして西郷と力を協せてこれを決行せんや、薩土の兵力は予と西郷の指揮に動くが故に、政府を守る者はただ長兵あるに過ぎず。為に事を成就し得たるや必せり。然れども西郷は人の虚に乗じて事を行うが如き卑劣なる人物に非ず。寧ろ退いて鹿児島に帰り、さらに堂々の軍を起こしてこれを行なわんとういうが如き公明正大の人物にして、策というが如きはその尤も忌む所、磊々落々日月の皎然たるは彼の平生の襟度なりし也。ただその公明正大、寸毫も私曲なかりしが為に、却って他の権略の乗ずる所となり、その晩年の失敗を招けるのみ。而も彼の短所は同時に彼の長所にして、これが為に毫も西郷の大人物たるを損ぜざるのみならず、却って彼をして群小の上に超然として、一代の渇仰の大人物たらしめたり。かくの如くにして西郷は極めて真面目なる征韓論者にして、その為す所には時として満幅の稚気あるも、寸毫も権謀術数を弄せし痕跡を見ざる也。これを以て西郷を指して島津氏との軋轢の為に朝鮮問題を利用して隠遁するが如き権数の人と為すは、深く彼を識らざる者なりと言わざるべからず」[166]

- 佐々木高行 「西郷が自ら朝鮮に立ち越し、談判を遂げ、時宜によりては事を主張せるは、その深意は判からざれども、御一新後、とかく軽薄の風になり行き、日本の英気も失せて、士風は年々奢侈に流れ、悪風俗に及ぶゆえ、ここに外国と兵端を開き、士風を鼓舞して、風俗取り直すの真意なるべし。ただ惜しむべきは、自己の英気にのみ偏し、政体の大体に着眼せず、何も武断とか武勇とかにて天下を率ゆるの趣意より、かくの如き策略に出でたるならん」

#### 幕府
- 徳川慶喜 「板倉伊賀守来りて、将士の激昂大方ならず、このままにては済むまじければ、所詮帯兵上京の事なくては叶うまじき由を反覆して説けり。予、すなわち読みさしたる孫子を示して『彼を知り己れを知らば百戦危うからずということある。試みに問わん、今幕府に西郷吉之助に匹敵すべき人物ありや』といえるに、伊賀守しばらく考えて、『無し』といえり。予、『さらば大久保一蔵ほどの者ありや』と問うに、伊賀守また『無し』といえり」[167]

- 勝海舟
  - 「その胆量の大きいことは、いわゆる天空活濶で見識ぶるなどということは、もとより少しもなかった。知識の点においては、外国の事情などは、かえっておれが話して聞かせたぐらいだが、その気胆の大きいことは、このとおり実に絶倫で、議論もなにもあったものではなかったよ」
  - 「西郷は、どうも人にわからないところがあったよ。大きい人間ほどそんなもので、小さいやつなら、どんなにしたって、すぐ腹の底まで見えてしまうが、大きいやつになるとそうではないのう」
  - 「天下の識見、議論では西郷に負けぬが、天下の大事を決する人物は彼西郷である」
  - 「その度胸の大きさには俺もほとほと感心したよ。あんな人物に出会うと、たいていな者が知らず知らずその人に使われてしまうものだ」
  - 「西郷は漠然たり、茫然たり。大久保は截然たり、整然たり。官軍の江戸に入るや、江戸市中の取り締まり甚だ面倒となれり。西郷の大量なる、この難局を以て余が肩に投げ掛けんとは。その江戸を去るや曰く『ドウカ宜しくお頼み申します。後の処置は勝さんが何とかなさるだろう』と。この漠々茫々なる『だろう』には余も閉口せり。大閉口せり。もし大久保ならば、この事は斯く、彼の件は斯くとそれぞれ几帳面に予め談判し置くべきに、さりとは余り漠然ならずや。茫然ならずや。西郷大久保の優劣ここに在り。西郷の天分極めて高き所以またここに在り」[168]
  - 「濡れぎぬを ほさんともせず子どもらの なすがまにまに果てし君かな」

- 渋沢栄一
  - 「私が大西郷とはじめて会ったのは、郷里を出て立派な志士気取りで京都をうろついている頃であった。当時の青年の間では、有名な人たちを訪問してその見識を聴き、時事を論じ合うことが一種の流行のようになっていた。そこで私もまたさかんに名士へ訪問して論じ合ったものだが、大西郷を訪ねたのもまったくこの意味にほかならなかった。その頃、大西郷は相国寺に宿をとっており、天下の志士がよくそこを訪問したものであった。大西郷は一介の書生に過ぎない私も快く引見され、あるいは攘夷を語り、あるいは藩政改革を語り、さらに幕政整理を論じたりして得るところがとても多かった。そのさい大西郷は、『お前はなかなか面白い男じゃ。食い詰めて仕方なく放浪しているのではなく、生活手段があってしかも志を立てたのは感心な心がけである。今後も時々遊びに来るがよい』といわれた。このような訳でその後も数度訪問したことがあるが、大西郷は本当にさっぱりした態度でいつでも親切にお話をされ、ときには、『今晩豚の肉を煮るから、一つ晩飯を食べていかないか』などと勧められ、同じ豚鍋に箸を入れて食事をともにしたこともあった」[169]
  - 「大西郷は体格の好い肥った方で、平常は如何にも愛嬌のある至って人好きの柔和な容貌で優し味が溢れて居ったが、一度意を決しられた時の容貌は丁度それの真反対で、あたかも獅子の如く測り知れぬ程の威厳を備えて居られた。いわゆる恩威並び備わると云う御方であった。また賢愚に超越した大人物であって、平常は至って寡黙を守り、滔々と弁ぜられるなどという事は無かったので、外観によっては果して達識の人であるか、また愚鈍な人であるか、凡人には一寸分からない程であった。それに他人に馬鹿にされても、馬鹿にされたと気付かず、その代わり褒められたからとて、もとより嬉しいとも喜ばしいとも思わず、褒められた事さえ気付かずに居られるように見えたものである。その包容力に富んだ大度量と、不言の間に実行される果断と、他人の為めに自分の一身を顧みない同情心と義侠心と、その他色々な方面から大西郷を観察すれば、真に将に大器を備えて居った偉人であったことが思われる」[170]
  - 「その一身の利害を没却して、他の為めに計るという寛仁の態度は、維新三傑の内でも特に大西郷にその著しきを見る。しかし後日になって冷静に考えて見ると、大西郷は余りに仁愛に過ぎて、遂にその身を誤らるるに到ったと云わなければならぬ。彼の明治十年の乱が起ったなぞも、畢竟大西郷が部下や門弟に対し余りに仁愛に過ぎた結果であって、仁愛過ぐる余り、その一身をも同志の仲間に犠牲として与えられたので、遂に彼の如き始末となったのであると察せられる。大西郷はかく同志の為めには一身をも犠牲として与えられたが、決して自分の意志を他に強いるような事はなかった方である」

#### 肥前
- 大隈重信
  - 「維新の元勲として威権赫々と世人の瞻仰を受くるに至り、余等も亦尊敬しつつありと雖も、其政治上の能力は果して充分なりしや否やという点に就ては、頗る之れを疑うのである。不幸にもその疑念は一転して失望となった。失望は更らに一転して苦心へと変じた」大隈はこの意見を発表した後に、壮士が訪れたり、脅迫状が舞い込んだと語っている[171]。
  - 「軍人としては優れた人であるが、政治家としては如何であろう。西郷自身も『自分は政治家に非らず』と言われていた。我輩も二年ばかり一緒に事をしたが、己の判はお前に遣って置くといって、西郷は真の盲判を捺したばかり、その度量の壮快は敬服に堪えぬが、余りの大器であった為か、又は英雄英雄知るで、我輩の凡眼には解らなかったものか、西郷は政治家にあらずと思った」[36]
  - 「西郷は強固なる意志を有せるに係わらず、人情には極めて篤かった。この情にもろい結果が、西郷の徳をして盛んならしむると同時に、その生涯の過ちを惹き起したのであろうと察するのである」
  - 「隆盛は表面からは、中々強毅であるが、裏面から行くと、生気地のないような人であった」[172]
  - 「如何いうものか薩摩人はよく財を好む。財には甚だケチである。よく集むる事をばかり知って、よく散ずる事を知らぬ。その中において老西郷の如きはまず出色な人であったろう。月給などは何時も弟に費われて仕舞う。弟の従道という男がまた非常のズボラで始末に終えぬ。明治の初年の参議の月給は六百圓であったが、老西郷は彼様いう恬淡な性質であったから、月末にそれを受取って来てもキチンと始末するでも無く、兎もするとそこらの棚かなんぞの上にでもほったらかして置くと、弟の従道は得たり賢しと早速それを着服して出掛けて仕舞って、姿も見せずに綺麗に遣い果すという様の事も珍しからぬ。それを兄の西郷は格別気にも留めぬ様子らしかった。彼の人の趣味といったら左様、猟が好きで猟犬を愛養し、時折それを連れて猟銃を肩に出掛けた事と、投げ網漁に出掛けた位のものであったろう。投げ網は何でも五六胴も持って居った」[173]
  - 「西郷という人は文人でも無ければ武人でもない。ただ人情の厚い涙脆いというだけの人であった。先づ僧文覚といった風の義侠的の人であった。支那流の歴史に編み込むなら侠客伝中の人で非常の勇者である。そこで勇者は仁に近し。西郷は仁人と迄はいえぬが仁に近い。必ずしも理義に明らかともいえぬが、ただ眼の前で泣かれると無暗に憐れっぽくなる人。それ故に物に触れるや猛然として暴虎馮河の勇を示すかと見れば、間も無く月照を抱いて薩摩灘に身を投ずる様な事をする。西郷の一生はそれで一貫して居る。最初の長州征伐の時は、西郷等が実に之を主張したので、さればこそ薩摩が自ら請うて先陣を承り、長州に攻め入ったのだが、長州の君臣力極り泣を入れるに及んで西郷は最早や持前の同情心が起って居溜らず、今度は長州の為に其間に斡旋して和議を成立させ、幕軍をして勝者としての当然の所置をも為さしめぬ中に、早くも師を旋させて仕舞った。この病が倒幕の際にも現れた。初は非常の勢を以て江戸に向ったのだが、一たび勝（安房）に逢って哀訴されるとその老獪なる舌鋒に致されて如何ともする事が出来ぬ。徳川の末路に同情して果断の処置が取れず、彰義隊を征伐する事にすら躊躇した。御維新後にも紀州人の某とかいうつまらぬ者を用いようとしたが、我輩が肯かなかった。すると西郷は激怒し、大隈は小心だ、自己の嫉妬心からして斯様なものを用いぬとて遂に拔擢したが、すると半年も立たぬ中に某は馬脚を現わし失敗して仕舞った。がそこが西郷である。根が非常の正直者だから、早速我輩に向って大に謝して曰うには、人は見掛けによらぬものだ。下らぬものを採用して大きに申訳無かったとて謝って行った。是が西郷の弱点でもあり同時に長所であった。今日感情の上から西郷を一番偉い様にいう様になったのはこの点からであろう。西郷を余り偉く善人にして仕舞うから、自然にその相手を悪人とせねばならぬ様になる。丁度義経、謙信を贔屓にすると頼朝や信玄を悪人にし、加藤清正が人気役者である所から、小西行長を悪人に定めて仕舞う様なものだ。批評眼の誤れる事は甚しいものだが、是も已むなき人情であろう」[174]

- 久米邦武 「政治家としては、この三人（岩倉、木戸、大久保）に較べると、西郷南州は一段下ると見ねばならぬ。至誠という点においては偉大であったろうが、実際の政務という点では大久保らの比ではない」

#### 肥後
- 長岡監物 「西郷は創業の器なり。然れどもその根軸の任に至りては則ち大久保その人なり。寡黙語らず質余ありて文足らず。国家を以て自ら任するは二人者の同しき所なり。ただ経世の識幹事の材に至りては南州蓋し、甲東（大久保）に及ばざるあるか監物鑑藻あり」[175]

- 長岡護美 「自分は明治の初年に始めて洋行を命ぜられた時、御礼廻りに隆盛を訪ねた。丁度その日は雪が降り積もった日であったが、座に着いて種々洋行に就いての御注意談もあって、辞し去らんとすると玄関まで送ろうとするから、再三辞退すると一向聞き入れなく、遂に玄関にまで送って出た。そこで玄関で一損すると思いきや、隆盛はすたすたと玄関先の雪地の下り、地べたに手をついておじぎをした。あの時ほど閉口したことは未だ嘗て無い。そこで自分も泡喰って同じく地べたに手をついて御暇した」[143]

#### その他
- 松平春嶽 「西郷の勇断は実に畏るべきことに候。世界の豪傑の一人の由、外人皆敬慕せりという。兵隊の西郷に服するや、実に驚くべきなり。英雄なり。仁者なり。この西郷を見出せしは、我朋友島津斉彬なり。斉彬は深く西郷の人となりを見抜き、後に大事業を起こすべきはこの人なりと思いこめられ、庭口の番人に申し付けられたり。庭口の番人とは余りおかしく存じ候へども、島津家にもこの例なきよし。斉彬は江戸中の景況、また天下のため尽力周旋秘密のことに西郷を用いいれ、近習小姓も知らず、庭口より直ちに出でて内々言上する役なり。これは島津斉彬公の工夫なり。慶永に斉彬公面唔の節、『私、家来多数あれども、誰も間に合ふものなし。西郷一人は、薩国貴重の大宝なり。しかしながら彼は独立の気象あるが故に、彼を使ふ者、我ならではあるまじく』と申し候。『その外に使うものは有るまじ』と。果して然り。実に島津君の確言と存じ候」[176]

- 藤田東湖
  - 「吾従来色々の人にも会って見たが、今日西郷に会ふて、其人格の偉大、比すべきものを見出す能はず」
  - 「西郷子は勇者の資あり」

- 福澤諭吉 「西郷は天下の人物なり。日本狭しといえども、国情厳なりと言えども、あに一人を容れるに余地なからんや」

- 高橋新吉 「隆盛は器局の大きい偉大な人格の人であった。利通は厳格な人でその荘重な唇を動かして、一たび天下の経綸を説くや、立言堂々として大政治家というものはこんな人であろうと思わしめたが、隆盛に至っては直ちに赤心を人の腹中に推して、情理並び到り、その崇高なる人格の力は直ちに強度に人をチャームして、もうこの人の為めならば命も惜しくないと云う感想が先だって来る。私はどちらが豪かったとは云わぬが、しかしこの力は確かに利通には乏しかったと思う」[143]

- 小林桃園 「我等は西郷の志業に傾倒し、人物の雄大なるに推服する。而してその反面なる英雄の雅量坦懐に至っては、更に傾倒し推服せざるを得ぬのである。殊に光風霽月、洒々落々たる襟懐を愛する。即ち英雄回首即神仙の趣きは、翁の田園生活に於て明六高踏後の敗北により世俗の処士生活に於て遺憾なく発揮されて居るのである。胸中皎潔にして一点の塵気がない。仮令百難重なり来っても、これを排除する何でもない南洲の品性、南洲の素養は即ちこれであった。大丈夫児の本領は大公廊然にある。敬天愛人、道義の為には一切のものを献げて惜しむ如きがあってはならぬ。翁の公私、生涯を通じてみる時は、この本領、この骨頭到処に発見されるのである。翁は取りも直さず道義に殉ぜしもので、国家救済教の十字架にかかって五千万同胞に血の洗礼を施したものであると云っても絶えて溢美でない。光明正大なる西郷の心事、雄健忠厚なる西郷の主張からこれを見れば、木戸孝允の如き、大久保甲東の如き、岩倉右府の如き、伊藤俊輔の如き、畢竟小策士に過ぎない」

- 石踊良一 「どっしりとした大きな体躯にだぶだぶした頬、顔からこぼれるような眼、何となくなつかしみのあるつと座った眼光。『眼光炯々たり』を予想していた私には今なお先生のあの柔らかい眼光が深く印象に残っている。西郷先生の西郷先生たる所はその堂々たる体躯や知慮のみにあるのではなくて、実に万人を抱擁し得る温和な眼光にあるのだと私は思う」

- 緒方伊助 「先生は一寸見ては特別に偉大な体格の方とも思われなかったが、側近く寄って見ると、実に仰いで見ねばならぬような方で、初めてその偉大な体格の方だということが感じられた。これは横が大きかったからそんなに見えたのだろう。そして力量もずいぶんあった。かつて私と矢太郎さんとを片手で引き受けて力押しをやるとのことで、私ども二人が一生懸命で掛ったが、一足だも先生を動かすことができなかった。体は特別に太っておられたが、狩に行って山野を駆け回ることは実に達者で、普通の人よりも早かった」

- 山下喜畩 「南洲翁の偉大な御体格の持ち主であられたことは、今さら云うまでもないことながら、私共が幼い目に見ました翁の偉大さは又別格でした。私のおやじも私に似ず、身長も相当に高く余程肥満していましたので、翁は時々、『ここん爺の体格も立派なもんじゃね』などと御ほめ下さいました。それで家で風呂を立てまして先ず先生がお入りになっての後に、老爺が入ると湯桶の水は半減して、又新たに汲み入れねばならなかったのです。それはそれは立派な御体格でした。翁は極めて平民的で、よく父爺なども表座から御呼びかけ下さって、親切にお話し下さったものです」

- アーネスト・サトウ 「彼は巨大な黒ダイヤモンドのように光った眼を所有して居った。そしてたまたま口を開くと、何ともいえぬ愛嬌がこぼれ親しみがあった」

#### 女性たち
- 西郷糸子 「相撲取りのような大きな体であったが、家の内を決して音を立てては歩かない人だった」[177]

- 西郷松子（西郷小兵衛妻女） 「隆盛さんは親切で情け深くて、わたくしどもは、一度も恐ろしい人だと思ったことはありませんでした。また叱られたことも一度もありません。ふだん暇のある時には、わたし達にハラグレ（戯談）をいって居られました。容姿はあの絵にかいてあるのよりも、もっと良かったようで眼の太かったことは相違ありません。色は白い方でありました。声はあまり大きくありませんでした。食べ物については一切好き嫌いはありませんでした。煙草はごくキツイのが好き、焼酎はあまり飲まれませんでした。少し飲まれても赤くなる方でありました。一番好物はカルカン饅頭でいくつも食われました。それはそれは好きでありました。家に居られるときはいつも本を読んで居られました。ひまの時には、よく横になって寝て居られることもありましたが、客でもあれば、たとえ書生さんでも会いに来られると、ゴソッと起きて袴を着けて会われました。礼儀はなかなかよい方でありました。時々よそから帰って来られて機嫌のよい時には、歌を歌って聞かせるといって歌われました。歌はあまりじょうずではありませんでした。時には煙草盆をひっくり返して、その底を叩いて調子を取り、軍談を聞かされました。この軍談がたりがお得意でした。これは京都や江戸の寄席で覚えられたものだそうです。（中略）また隆盛さんは、囲碁は一切やられませんでした。私どもは隆盛さんが碁を打たれたことは、一度も見たことも聞いたこともありません。御先祖のお祭りなど誠によく心掛けた方で、また月照さんの命日などにも、隆盛さんは、一切精進で肴や肉を食べられませんでした」

- 市来政方 「私と隆盛とは叔姪の関係でもあり、よく側に居て、色々話などを聞きましたが、子供心にも何となく怖いような、心の中に、又一種云われぬ慕わしいような所があって、どうも偉い人という感覚が頭の中に染み込んで居りました。隆盛が国へ帰って来るという時など子供のことですから、叔父さんが来ると云うので、嬉しく思いましたが、何だか怖いような心持もしてなりませんから、自分ばかりこんな気がするのかと思って、兄に聞いてみますと、俺もそうだと云います。兄は私より大分年上でしたが矢張り同じような心持であったものと見えました。しかし、いよいよ帰って来て会って見ると、何にも云わないが、温故風貌、唯々懐かしいと云う情に捕われるようなことでした」[143]

- 福村ハツ（鰻温泉女将）
  - 「それはそれは優しい旦那様でした。お顔もいつもニコニコして、言葉つきはやさしいし、私の長男平左衛門がそのころは三つでしたが、いつも平左衛門の頭を撫でて、カステラなど、よく貰っていました」
  - 「（体重は）二十九貫でした。恐ろしいほど、よく肥っていられました。猟は何よりもお好きでしたし、家の中ではあまり動きもなさらず、ただじっと落ちついていられましたが、猟となると、まことに驚くほど敏捷になられました。目付きはゴツかった。大きな目でした。しかし、肖像画や鹿児島の銅像のお顔はあまり似ていると思いません」
  - 「（食べ物は）別にこれという変ったことはありませんが、ともかく牛乳は大変お好きでした。牛乳は欠かさず召上りました。お食事は木の塗椀に三杯くらいです。大抵は缶詰や鶏卵で、お魚は山川から取寄せました。タコはお嫌いでした。蜜柑が好物で幾らでもすぐ平らげて、水は何時となくお飲みになりました。お茶よりは水がお好きです。それから煙草が大のお好きで、鉄のナマタメ煙管で始終のんでいられました」
  - 「（着物は）琉球絣でした。猟にお出かけの折はゴツゴツした帆木綿の猟衣で、履物は草履です」
  - 「（女性に関しては）私の知っている間には何事もありませんでしたから、よくは存じませんが、噂によれば、旦那様は一旦この女と思い込まれたら、いかにその女が素気なくても、いつまでもいつまでも根気よく、焦らず燥がず口説かれたという話です」
  - 「私どもにでも誰にでも、いつもやさしく、私などが何かお話でも申上げたり、または、ああせられてはと、いろいろ申しますと、旦那様は何でも彼でも素直に、オー、ソウヂャナアといわれました。旦那様の口癖は、何かといえば直ぐこのオー、ソウヂャナアの一点張りでした」[178]

- 中西君尾 「西郷南洲翁は酒々磊落の人でありましたから、傑物を見分けることの出来ぬ芸者仲居共は南洲翁の顔を見て、明けっ放しを見て『鬼瓦』という侮りがましい評をしますけれど、南洲先生は馬鹿者の批評を屁の河童とも思っていない、寧ろ『情けない程愚かな奴だ』と思っておられたでしょう。この南洲翁に豚姫のお虎が臆面もなく、三両下さいという。三両は当時の大金です。『よしよし金子を貰ってくれるか。喜ばしいね。戦の陣中に虎が来るとは嬉しい』と三両を石か瓦の様に無造作に与えました。これが南洲翁の性格でありまする」[179]

- 君龍 「木戸さんや、山縣さんや伊藤さんや、歴々のお方々が折り折りお出になって妓を集め、夜深くまで歓を尽されましたよ。西郷さんのみは、犬を引っ張ってお出でになり、犬さんと御一緒に鰻食を召し上がれば直にお帰りになりました。西郷さんの所作は真に粋の中の粋を知ったお方、歴々中の一番おエライ方様と伺いました」

- 森田米子 「極く丁寧なお方で、いたって無口な方でした。首の所にキズがありました」[180]

### 現代
- 1938年（昭和13年）11月に、東京帝大で崇拝する人物調査が為された。1位西郷隆盛255票、2位ゲーテ132票、3位キリスト105票、4位東郷平八郎99票、5位釈迦93票、6位吉田松陰90票、7位カント85票、8位乃木希典62票、9位日蓮62票、10位野口英世58票（『日本評論』1939年5月号）[181]。
- 2010年（平成22年）に九州新幹線鹿児島ルート全線開通に向けてマスコットキャラクター「西郷どーん」が披露されたが、熊本駅のカウントダウンボードは熊本県民から「西郷隆盛は熊本には合わない」と指摘されたため西郷どーんではなく熊本県のキャラクター「くまモン」が描かれたバージョンになった[182][183]。

## 系譜

### 家系
隆盛は菊池氏が出自であることを知っていたが、菊池氏のどの家から分かれたかわからないので、藩の記録所にある九郎兵衛以下のみを自分の系譜としている。九郎兵衛より前は西郷家の出自とされる増水西郷氏の系譜に繋いでつくった系譜である（香春建一説による）。家紋は抱き菊の葉に菊。
藤原鎌足─不比等─房前─（8代）─道隆─隆家─政則─菊池則隆（肥後国菊池郡）─西郷政隆―隆基―隆季―隆房―基宗―基哉―隆邑―基時―隆任―隆吉＝隆政―隆連―隆政―隆圀―武治―隆朝―太郎政隆（肥後熊本菊池郡増水城）―隆従―隆永―武国―政隆―隆盛―隆定―隆武―隆純―九郎兵衛昌隆（島津氏に仕える。無敵斎）＝吉兵衛 (養子、平瀬治右衛門三男)─覚左衛門─吉左衛門＝龍右衛門隆充（実は覚左衛門弟）─吉兵衛隆盛─吉之助隆永─寅太郎―隆輝＝吉之助（寅太郎三男）―吉太郎

### 家族・親族
- 祖父：西郷隆充
- 祖母：四本氏女（薩摩日置郷士女）
- 父：西郷吉兵衛
- 母：政佐
- 弟妹：市来琴、西郷吉二郎、西郷鷹、安（大山巌の兄・成美の妻）、西郷従道、西郷小兵衛
- 先妻：須賀（離縁）
- 島妻：愛加那
  - 長男：西郷菊次郎
  - 長女：菊草
- 後妻：糸子
  - 長男：西郷寅太郎
  - 次男：午次郎（1870年3月生。実業家）
  - 三男：酉三（ゆうぞう、1873年 - 1903年[184]）
- 叔父：大山綱昌
- 従弟：大山巌
- 家人：永田熊吉

## 銅像・墓所・霊廟・神社

### 西郷隆盛像

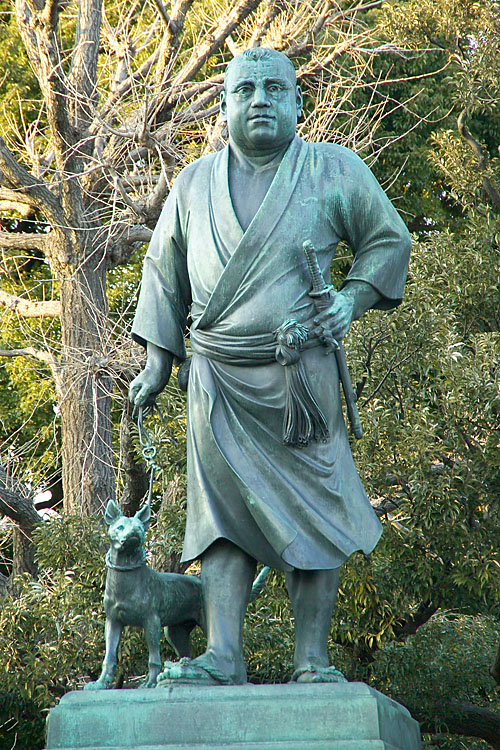
高村光雲作（犬は後藤貞行作）西郷隆盛像（上野恩賜公園、東京都台東区）

東京都台東区の上野恩賜公園、鹿児島県鹿児島市、鹿児島県霧島市溝辺町にそれぞれ銅像が建立されている。上野公園の西郷隆盛像が愛犬を連れているのは、体重の減量のため愛犬と共に散歩をしている様子だと言われている。

### 南洲神社

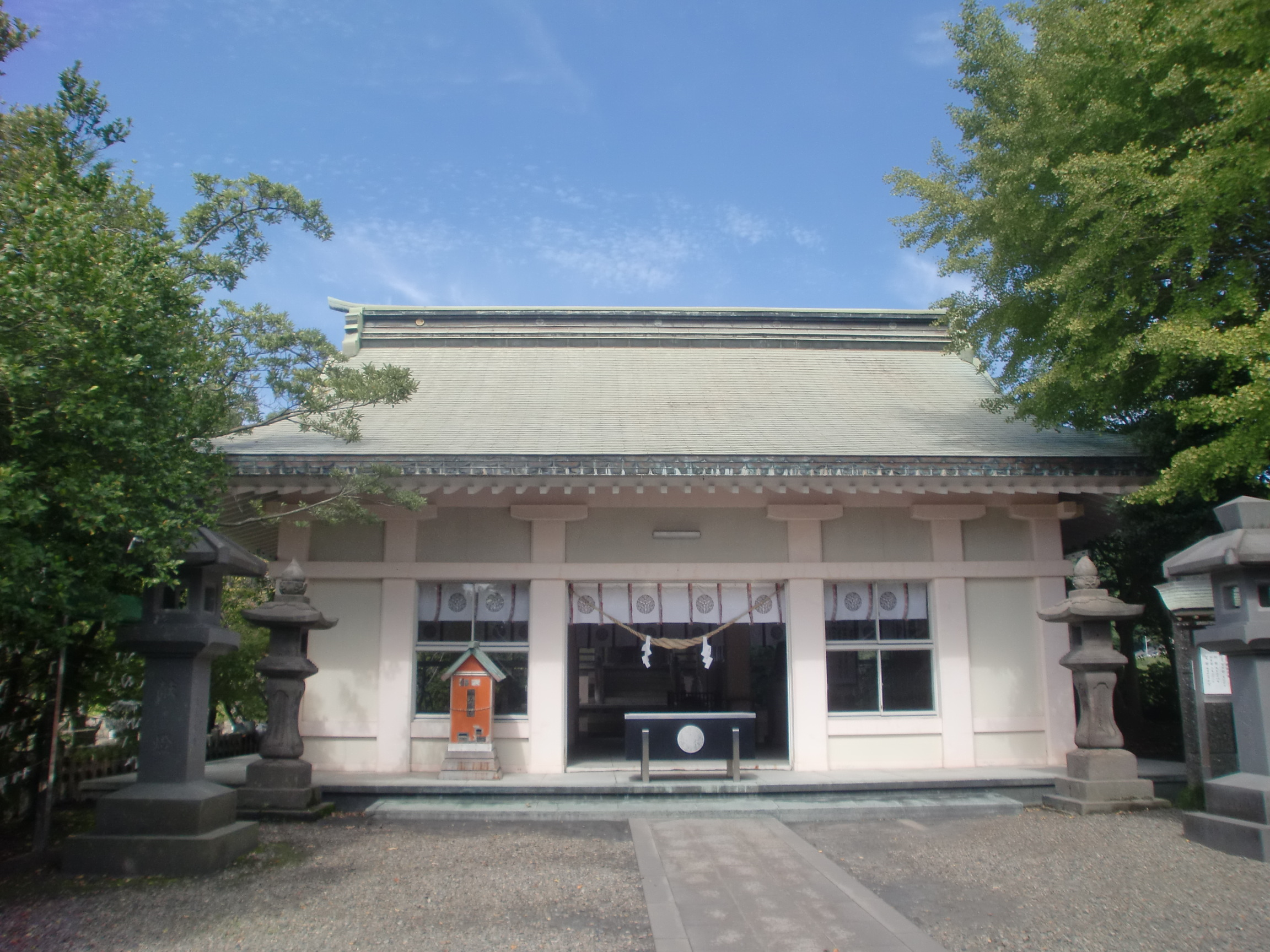
鹿児島市南洲神社

墓所は鹿児島県鹿児島市の南洲墓地。また西郷隆盛を祀る南洲神社が、鹿児島県鹿児島市を始め、山形県酒田市、宮崎県都城市、鹿児島県和泊町の沖永良部島にある。

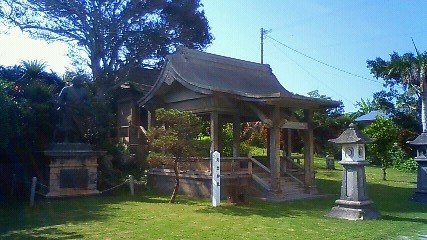
沖永良部島南洲神社
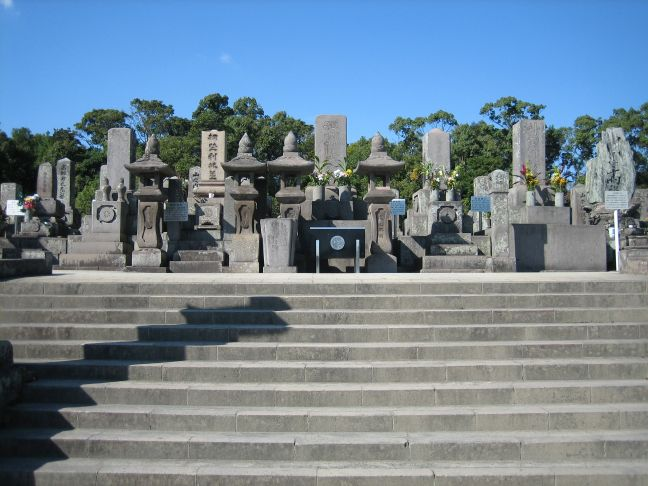
南洲墓地 入口正面
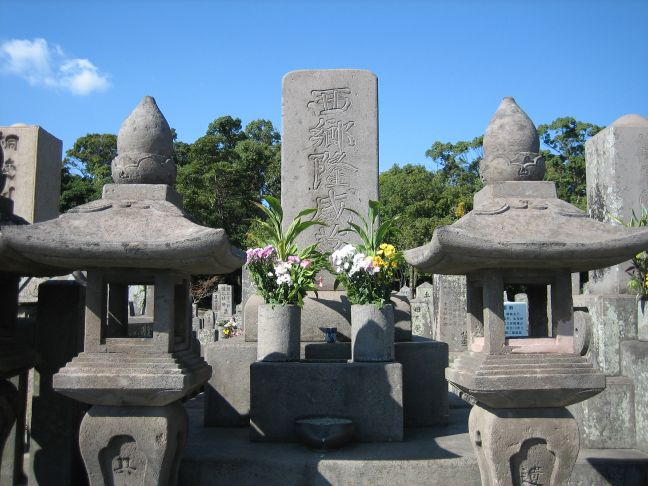
南洲墓地 西郷の墓石

## 主な伝記
- 内村鑑三 『Representative Men of Japan』、1894年、改訂1908年（新訳『代表的日本人』、岩波文庫、1995年）
- 伊藤痴遊 『西郷南洲』、忠誠堂、1926-27年 /  平凡社〈西郷南洲全集〉、1929-31年
- 香春建一 『西郷とその徒』、大道社、1934年。
- 山田準 『南洲百話』、明徳出版社、1997年（新版）
- 葦津珍彦 『永遠の維新者』、葦書房、新版1981年。葦津事務所〈選書〉、2005年
- 平泉澄 『首丘の人・大西郷』、原書房、1985年。改版改題、錦正社、2016年。各・新版
- 山口宗之 『西郷隆盛』、明徳出版社〈シリーズ陽明学〉、1993年、新版2010年
- 江藤淳 『南洲残影』、文藝春秋、1998年、〈文春文庫〉、2001年
- 『南洲随想』〈新編・文春学藝ライブラリー〉（文庫判）、文藝春秋、2016年。1998年版からも採録
- 桶谷秀昭 『草花の匂ふ国家』、文藝春秋、1999年
- 落合弘樹 『西郷隆盛と士族 幕末維新の個性4』、吉川弘文館、2005年
- 北康利 『西郷隆盛 命もいらず名もいらず』、ワック、2013年
- 家近良樹 『西郷隆盛 人を相手にせず、天を相手にせよ』 ミネルヴァ書房〈日本評伝選〉、2017年
- 先崎彰容 『未完の西郷隆盛 日本人はなぜ論じ続けるのか』 新潮選書、2017年
- 川道麟太郎 『西郷隆盛 手紙で読むその実像』 ちくま新書、2017年
- 河出書房新社編 『総特集 西郷隆盛 維新最大の謎』ムック本、2017年

## 関連作品

### その他
- 『五賢人胸像』（監修：北村西望、制作：小金丸幾久、1967年、所蔵：旧多摩聖蹟記念館）
  - 向かって右から木戸孝允像、岩倉具視像、三条実美像、大久保利通像、西郷隆盛像が安置される[185][186]。1968年、旧多摩聖蹟記念館敷地内に建設された「明治維新五賢堂」の建設委員長が、弟である西郷従道の子孫・岩倉具栄であることから、伊藤博文ではなく西郷隆盛を五賢人として扱うことが特徴[186]。その容貌は具栄ら親近者に確認しながら制作したため、実際に近いものとされた[186]。